# 川越市
川越市（かわごえし）は、埼玉県の中部に位置する市。中核市、業務核都市、保健所政令市に指定されている。1922年（大正11年）12月1日市制施行（埼玉県で初めて成立した市）。人口は約35万人と、県内ではさいたま市、川口市に次ぐ第3位の人口を有する。旧武蔵国入間郡。

## 概要・歴史
江戸時代には親藩・譜代の川越藩の城下町として栄えた都市で、「小江戸」（こえど）の別名を持つ。城跡・神社・寺院・旧跡・歴史的建造物が多く、文化財の数では関東地方で神奈川県鎌倉市、栃木県日光市に次ぐ。歴史まちづくり法により、埼玉県内唯一、国から「歴史都市」に認定されている。戦災や震災を免れたため歴史的な街並が残っており、市内の観光名所には年間約732万人もの観光客が訪れる観光都市である（「川越」も参照）。海外の旅行ガイドブックに紹介されることも多く、最近では外国人旅行者が多い（例えばニューヨーク・タイムズ紙の「2009年トラベルガイド」の 川越特集）。
武蔵野台地の北端に位置し、荒川と入間川が市内で合流する。地理的な要衝で平安時代には河越館に豪族の河越氏が興り、武蔵国筆頭の御家人として鎌倉幕府で権勢を誇った。室町時代に上杉氏の家宰・太田道灌によって河越城が築城され、上杉氏、次いで北条氏の武蔵国支配の拠点となった。戦国時代には関東平野の覇権を決する河越夜戦の舞台となった。河越夜戦は「日本三大夜戦」とされる。江戸時代以前は江戸を上回る都市であり、「江戸の母」と称された。
川越城を擁する川越藩は江戸幕府の北の守りであり、武蔵国一の大藩としての格式を誇り、酒井忠勝・堀田正盛・松平信綱・柳沢吉保など大老・老中クラスの重臣や御家門の越前松平家が配された。そのため、江戸時代から商工業や学問の盛んな城下町であり、今日でも多くの学校を有す文教都市である。川越藩の歴代藩主は武蔵野の開発に力を注いだ。「知恵伊豆」と呼ばれた松平信綱は、川越藩士の安松金右衛門に命じ、玉川上水や野火止用水、新河岸川の開削、川島大囲堤の築造、川越街道の改修を行い、行政手腕の秀でた柳沢吉保は、川越に召抱えていた荻生徂徠の建議を入れ、筆頭家老の曽根権太夫に命じ、三富新田の開拓などを行った。
川越藩によって殖産政策が遂行され、農産物や絹織物・工芸品など市場競争力のある特産品開発がなされた。川越藩領の狭山丘陵で河越茶（狭山茶）の栽培が進められ、武蔵野の開墾地ではサツマイモの栽培が盛んになった。高林謙三が開発した「高林式製茶機械」によって狭山茶は隆盛することとなり、赤沢仁兵衛が考案した「赤沢式甘藷栽培法」によってサツマイモの収穫量は劇的に増加した。寛政年間に焼イモが江戸で大流行すると、新河岸川や入間川の舟運で江戸に出回ったサツマイモは川越芋と呼ばれ「栗よりうまい十三里」というフレーズと味の良さで持て囃され、「イモの町」のイメージも定着した。こうした領内や秩父など近郊からの物資の供給地として「江戸の台所」と呼ばれ繁栄した。また幕末、川越藩領であった上野国前橋（群馬県前橋市）で生糸業を興し、その輸出で川越商人は財を成した。
埼玉県下随一の城下町（川越藩の石高は武蔵国で最大、関東でも水戸藩に次ぐ）であったため、廃藩置県では川越県、次いで入間県の県庁所在地となった。入間県は現在の東京都武蔵野市周辺から新座や秩父・熊谷・本庄まで含んで発足、入間県の面積は現在の埼玉県の7割を占めていた。現在の埼玉県成立後、最初に市制を施行したのは川越である（1922年の市制施行は北海道札幌市などと同年）。明治以降も先進的な発展が続き、埼玉りそな銀行の前身であり埼玉県で唯一の国立銀行であった第八十五国立銀行（後の埼玉銀行）の発祥地である。また旧川越藩御用商人衆には横田五郎兵衛、山崎豊、黒須喜兵衛など豪商が多く、米穀取引所や民間による銀行（川越銀行や川越商業銀行）の設立や商工会議所・医師会の発足なども埼玉県内で最初である。後に川越市初代市長となる綾部利右衛門ら川越商人の強い力で、埼玉県で最初に火力発電所や水力発電所を設け、埼玉県下で最初に電灯が燈った先進的な町でもある。
川越商人に加え、上広瀬村（現・狭山市）の清水宗徳が参画し、川越鉄道が甲武鉄道の国分寺駅との間に建設された（現在の西武新宿線と西武国分寺線のルーツ）。また、綾部らの川越電気鉄道が大宮との間で開通した。川越電気鉄道は蒸気機関車ではなく、その名の通り、埼玉県で最初の電車であった。川越鉄道と川越電気鉄道は最終的に合併し、西武鉄道（旧）となり、川越藩三芳野村（現・坂戸市）出身の大川平三郎（「日本の製紙王」と呼ばれ大川財閥を作った）らが役員に名を連ねた。綾部らの西武鉄道は堤康次郎の武蔵野鉄道（現在の西武池袋線）と太平洋戦争中に戦時合併する。一方、1902年には綾部ら川越商人と川越商業銀行頭取で新河岸川の回漕業者でもあった福岡村（現・ふじみ野市）の星野仙蔵が、東京 - 川越間の京越鉄道の敷設を計画した。これは本社を川越に置いて発足した東上鉄道（後の東武東上線）に引き継がれ、1914年に池袋駅 - 田面沢駅（現在の川越市駅の西方にあった）間で開通した。2年後には坂戸駅まで延伸。東上鉄道は1920年に根津嘉一郎の東武鉄道と合併する。昭和になって軍需鉄道の八高線の建設が決まると川越商人たちが川越線建設を求める請願を行い、国策鉄道として省線の川越線が開通した。代わりに、川越 - 大宮間の電車（西武大宮線と改名）は廃線となった。
川越市内には10駅、ほぼ半分が川越市側の鶴ヶ島駅を入れると11駅あり、うち中心市街地には川越駅・川越市駅・本川越駅と駅が3つある。中でもJR・東武東上線川越駅は1日約20万人が乗降する、埼玉県内では大宮駅に次ぐ2位のターミナル駅である。また、近接する西武新宿線本川越駅と東武東上線・川越市駅を含めると、3駅で約30万人の乗降客数があり、首都圏の郊外都市としては珍しい繁華街に複数のJR・大手私鉄の駅・路線が分散する商業地として発展した。一方で、現在中心駅である川越駅は1915年に開業した駅で、中心市街地の駅の中では最遅の開業である。川越線の開業に伴う駅名改称と、市街地の南下により市を代表する駅（現市街地の玄関）となった。川越駅が中心駅となるまでは、西武の本川越駅や東武の川越市駅周辺が街の中心地及び中心駅で、観光地で有名な旧市街地もこちら側が玄関であり、近い。川越市駅は川越駅より1年早い時期の1914年（大正3年）に開業して、本川越駅は他の2駅より非常に早く1895年（明治28年）に開業している。
上杉氏が支配していた室町時代には川越街道（現・国道254号）で、江戸時代からは新河岸川舟運で、江戸と直結した物流の要衝であり、1971年（昭和46年）には埼玉県内で最初の高速道路として関越自動車道が練馬IC - 川越IC間で完成、開通時の名称は「東京川越道路」であった。国道16号（東京環状）や首都圏中央連絡自動車道（圏央道）も通じている。

その他：

## 人口
| |                                        |  |
| 川越市と全国の年齢別人口分布（2005年） | 川越市の年齢・男女別人口分布（2005年） |  |
| ■紫色 ― 川越市 ■緑色 ― 日本全国 | ■青色 ― 男性 ■赤色 ― 女性              |  |
| 川越市（に相当する地域）の人口の推移 \| 1970年（昭和45年） \| 171,029人 \| \| \| 1975年（昭和50年） \| 225,465人 \| \| \| 1980年（昭和55年） \| 259,314人 \| \| \| 1985年（昭和60年） \| 285,437人 \| \| \| 1990年（平成2年） \| 304,854人 \| \| \| 1995年（平成7年） \| 323,353人 \| \| \| 2000年（平成12年） \| 330,766人 \| \| \| 2005年（平成17年） \| 333,795人 \| \| \| 2010年（平成22年） \| 342,714人 \| \| \| 2015年（平成27年） \| 350,745人 \| \| \| 2020年（令和2年） \| 354,571人 \| \| |                                        |  |
| 総務省統計局 国勢調査より |                                        |  |
| 1970年（昭和45年） | 171,029人                              |  |
| 1975年（昭和50年） | 225,465人                              |  |
| 1980年（昭和55年） | 259,314人                              |  |
| 1985年（昭和60年） | 285,437人                              |  |
| 1990年（平成2年） | 304,854人                              |  |
| 1995年（平成7年） | 323,353人                              |  |
| 2000年（平成12年） | 330,766人                              |  |
| 2005年（平成17年） | 333,795人                              |  |
| 2010年（平成22年） | 342,714人                              |  |
| 2015年（平成27年） | 350,745人                              |  |
| 2020年（令和2年） | 354,571人                              |  |

- 1886年（明治19年）の調査では、川越城下の人口はおよそ15,000人。埼玉県内で唯一、人口が1万人を超えていた。
- 1902年（明治35年）の埼玉県人口動態調査では、川越町（当時）の人口はおよそ27,000人で埼玉県内1位。2位の熊谷町は15,000人、3位の本庄町はおよそ9,000人だった。
- 1920年（大正9年）の第1回国勢調査人口では、埼玉県の総人口1,319,533人のうち、川越町は24,675人で県内1位であった。当時の川越町の人口は県庁所在地の浦和町（現・さいたま市浦和区）（11,694人）の2倍以上であった。川越町の町域は当時の市街地の一部に過ぎず、街は町域外に拡大、明治以降、人口は主に旧仙波村など隣接地で増加していった。
- 埼玉県内の市の数が4市に増えた1935年（昭和10年）の国勢調査で川越市の人口は35,000人強であり、浦和市や川口市などに抜かれ埼玉県内で第3位都市となった。
- 2005年（平成17年）の国勢調査で初めて所沢市に人口で抜かれたが2010年（平成22年）には再び人口で抜き返し県内第3位の都市に返り咲いた
- 2023年（令和5年）現在は約35万人で今後数年は増加傾向が続くが、その後減少に転じると予測される[7]。

### 昼夜人口比率
昼夜人口比率は、96.51%（2005年）。
県庁所在地・さいたま市は91.89%。また埼玉県内は所沢市の85.02%、越谷市の83.84%、上尾市の82.92%、春日部市の80.15%など、70%-80%台の市が大半である。

## 地理

### 気候
ケッペンの気候区分では温暖湿潤気候に属する。1年を通じて穏やかな気候で、年平均降水量は1352mm、年平均気温は15.7℃、年平均湿度は70.3%、年平均風速は2.2m/s。(2016年版統計かわごえ)
一方で、東京都心のヒートアイランド現象の影響を受け、夏の猛暑が厳しくなっているとの指摘もある。川越市は気象庁の精密観測網でカバーされていないが、首都大学東京などが独自に気温を計測したところ、夏日の最高気温は酷暑で知られる埼玉県熊谷市を上回るとの研究結果を2017年6月に発表した。

### 地誌

川越市中心部周辺の空中写真。
2019年8月8日撮影の16枚を合成作成。。

都心から30km圏に属し、北緯35度55分30秒、東経139度29分08秒（市役所のある元町）。市域は東西およそ16.3km、南北およそ13.8km。標高は元町で海抜18.5m、市の南端が最も高く50.7m、東部が最も低く6.9m、標高差およそ44mである。
荒川と多摩川に挟まれた地域を武蔵野台地と言い、川越はその北東端に位置する。武蔵野台地は奥秩父山地を水源とする多摩川が形成した扇状地である。太古の多摩川（古多摩川）は東京都と神奈川県の都県境方面ではなく埼玉県西部の入間郡を横断して流れていた（今の入間川の流路とほぼ同じ）。武蔵野台地は柳瀬川以北を特に川越台地と呼び、さらに入間川を超えた北西側を特に入間台地と呼ぶ。南西には狭山丘陵が接する（狭山丘陵も古多摩川が土砂を堆積してできた丘陵で、狭山丘陵の形成によって多摩川は後に流路を南に変えることになった）。河越館が築かれたのは入間台地の東限で、川越城が築城されたのは川越台地の北限である。川越城は地形を利用した平山城であった。1457年（長禄元年）に川越城と江戸城を築城した太田道灌は、両城を結ぶ防衛ラインとして川越街道を造った。以来、川越街道より西南側へ多摩地域までが武蔵野と呼ばれる地方で、文化的な一体性がある。
川越台地を取り囲むように周囲は低地であり市内からは関東平野を囲む山々を眺めることができる。外秩父山地や武蔵野台地の武蔵野面（古多摩川が形成した高位の河岸段丘）に降った雨は、入間川や新河岸川、越辺川、不老川、小畔川、赤間川など（今では多摩川水系ではなく）荒川水系の幾多の河川を形成し、川越の町を囲むような低地に主に北西方向から南東に流れる。町は台地上に形成され、南側の台地に拡大する余地が残っており、歴史的にも南へ街が広がってきた。甲武信ヶ岳を源とする荒川は江戸時代の寛永の瀬替えにより大宮台地西側を流れるようになり流量を増やした。荒川は、大持山から流れ出た入間川と当市内の古谷上で合流し、日本でも最大規模の河川敷を形成する（国道16号の上江橋は河川にかかる国道の橋としては日本最長である）。このため、「外川」と呼ばれた荒川の対岸の大宮などとは歴史的にも結び付きがあまりない。
川越街道は入間川や荒川を渡ることなく江戸へ通じたので、荒川や利根川の氾濫に苦しめられた中山道に劣らず賑わった。「内川」と呼ばれた新河岸川は江戸へ向って傾斜し隅田川に合流するので、川筋が整備され舟運が盛んであった。大正時代に新河岸川は赤間川と合流され、さらに川越市街を取り巻く形となった（大正時代に新河岸川のルートに東武東上本線が建設され、舟運は廃された）。こうした河川が市内北部や東部に広大な氾濫地である荒川低地を作り出し、稲作地帯となっている。市内東部には埼玉県内最大の自然沼である伊佐沼もある。旧荒川の流路に沿って自然堤防も形成されている。こうした沖積層は、地下水位が高く軟弱な粘土やシルトが厚く分布している。
一方、武蔵野台地（川越台地・入間台地）上にある市内中心部・南部・西部は対照的に洪積台地となっており、富士山や浅間山の火山灰が形成した関東ローム層（立川ローム層とその下の武蔵野ローム層）の下には古多摩川が形成した比較的安定した礫層がある。関東ローム層は保水力が無く井戸水に困り、また江戸時代以前は武蔵野台地を水源とする川は石神井川や不老川など数少なく、その上、瀬切れを起こしやすく台地上では水の確保に苦労した。現在では武蔵野の雑木林の面影を残し、水はけが良いことから畑作地帯となっている。

### 地名の由来
直接の由来は平安時代に河越館を構えた豪族河越氏であるが、その由来は古来より諸説ある。
川越は古来より武蔵国の中枢で、諸方に交通の便が拓けていたが川越市街地を川が囲む形となっており、入間川を越えないとたどり着けない地であることから「河越」と称されたという説や、養寿院にある銅鐘（国の重要文化財）に「武蔵国河肥庄」という銘があり吾妻鏡にも文治2年（1186年）の記述に既に「河肥」の文字があることから入間川の氾濫によって肥沃な地であるからという説、などである。

## 隣接している自治体・行政区
- 上尾市
- さいたま市（西区）
- ふじみ野市
- 富士見市
- 所沢市
- 狭山市
- 日高市
- 鶴ヶ島市
- 坂戸市
- 入間郡三芳町
- 比企郡川島町

## 行政
- 市長：森田初恵（2025年2月8日 - 、1期目、元裁判官）

### 歴代市長
| 代    | 氏名         | 就任年月日     | 退任年月日    |
| ----- | ------------ | -------------- | ------------- |
| 初代  | 綾部利右衛門 | 1922年12月1日  | 1923年2月     |
| 2     | 武田熊蔵     | 1923年8月1日   | 1927年7月31日 |
| 3     | 寺尾規矩郎   | 1927年9月22日  | 1931年9月21日 |
| 4     | 林寿夫       | 1931年10月13日 | 1932年1月15日 |
| 5     | 早川金十郎   | 1932年3月1日   | 1935年8月13日 |
| 6     | 橋本定五郎   | 1935年8月17日  | 1939年8月16日 |
| 7     | 伊達徳次郎   | 1939年8月24日  | 1943年8月23日 |
| 8     | 渋谷塊一     | 1943年9月14日  | 1945年3月16日 |
| 9     | 河合正臣     | 1945年4月21日  | 1946年8月16日 |
| 10-15 | 伊藤泰吉     | 1946年10月7日  | 1965年7月31日 |
| 16-19 | 加藤瀧二     | 1965年9月19日  | 1981年1月7日  |
| 20-22 | 川合喜一     | 1981年2月8日   | 1993年2月7日  |
| 23-26 | 舟橋功一     | 1993年2月8日   | 2009年2月7日  |
| 27-30 | 川合善明     | 2009年2月8日   | 2025年2月7日  |
| 31    | 森田初恵     | 2025年2月8日   | 現職          |

### 名誉市民
- 伊藤泰吉（朝鮮総督府専売局長や朝鮮総督府逓信局長を歴任。最初の公選市長で、川越市長を連続6期）
- 加藤瀧二（和歌山県経済部長、群馬県経済部長、富山県内務部長を歴任、川越市長を連続4期）
- 山崎嘉七（八十五銀行頭取、埼玉銀行頭取、川越市議会議長を歴任）
- 川合喜一（川越市長を連続3期）
- 相原求一朗

### 財政
川越市の2012年度（平成24年度）の財政力指数 0.95であり、これは埼玉県内全40市の中で、戸田市、和光市、朝霞市、八潮市、所沢市、さいたま市に次いで7番目に高い。2007年度〜2010年度においては財政力指数が1.00を超えていたが、2011年度以降は1.00を下回っている。

### 行政機関

#### 国の出先機関

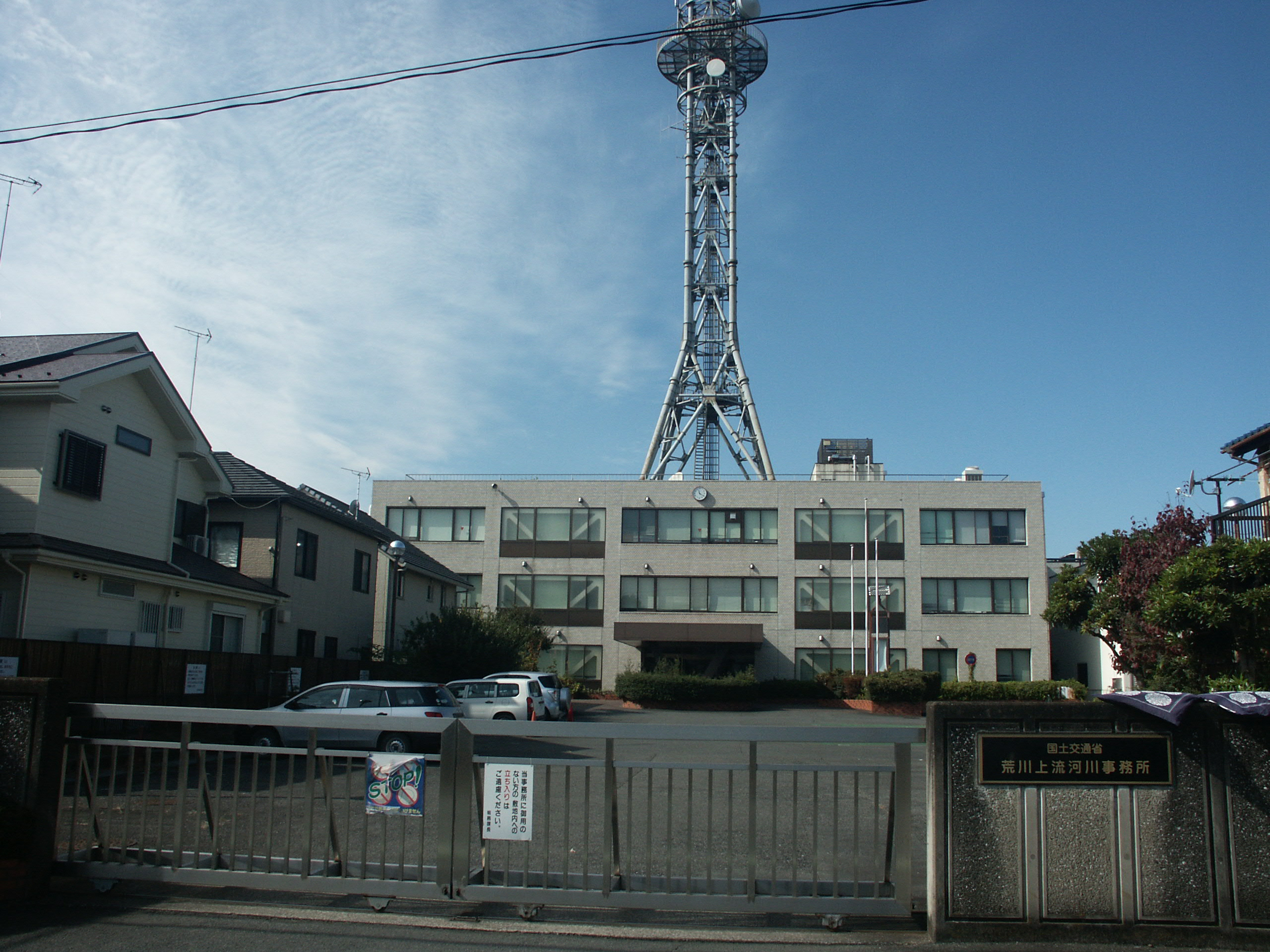
国土交通省 - 荒川上流河川事務所
  - 入間川出張所
- 厚生労働省
  - 川越労働基準監督署
  - 川越公共職業安定所
- 法務省
  - さいたま地方法務局川越支局
  - さいたま地方検察庁川越支部
  - 川越区検察庁
  - 川越少年刑務所
- 国税庁
  - 川越税務署

- 国土交通省荒川上流河川事務所

#### 特殊法人の機関
- 日本年金機構
  - 川越年金事務所

#### 県の出先機関
- 埼玉県川越地方庁舎（2015年（平成27年）3月ウェスタ川越に移転）
  - 川越県税事務所
  - 川越農林振興センター
  - 西部教育事務所
  - 西部環境管理事務所
  - 川越比企地域振興センター
  - 埼玉県消費生活支援センター川越
  - 川越建築安全センター
  - パスポートセンター川越支所
  - 出納総務課川越駐在
- 川越県土整備事務所
- 川越家畜保健衛生所

#### 県の公社
- 埼玉県下水道公社新河岸川上流水循環センター
- 埼玉県住宅供給公社川越支所

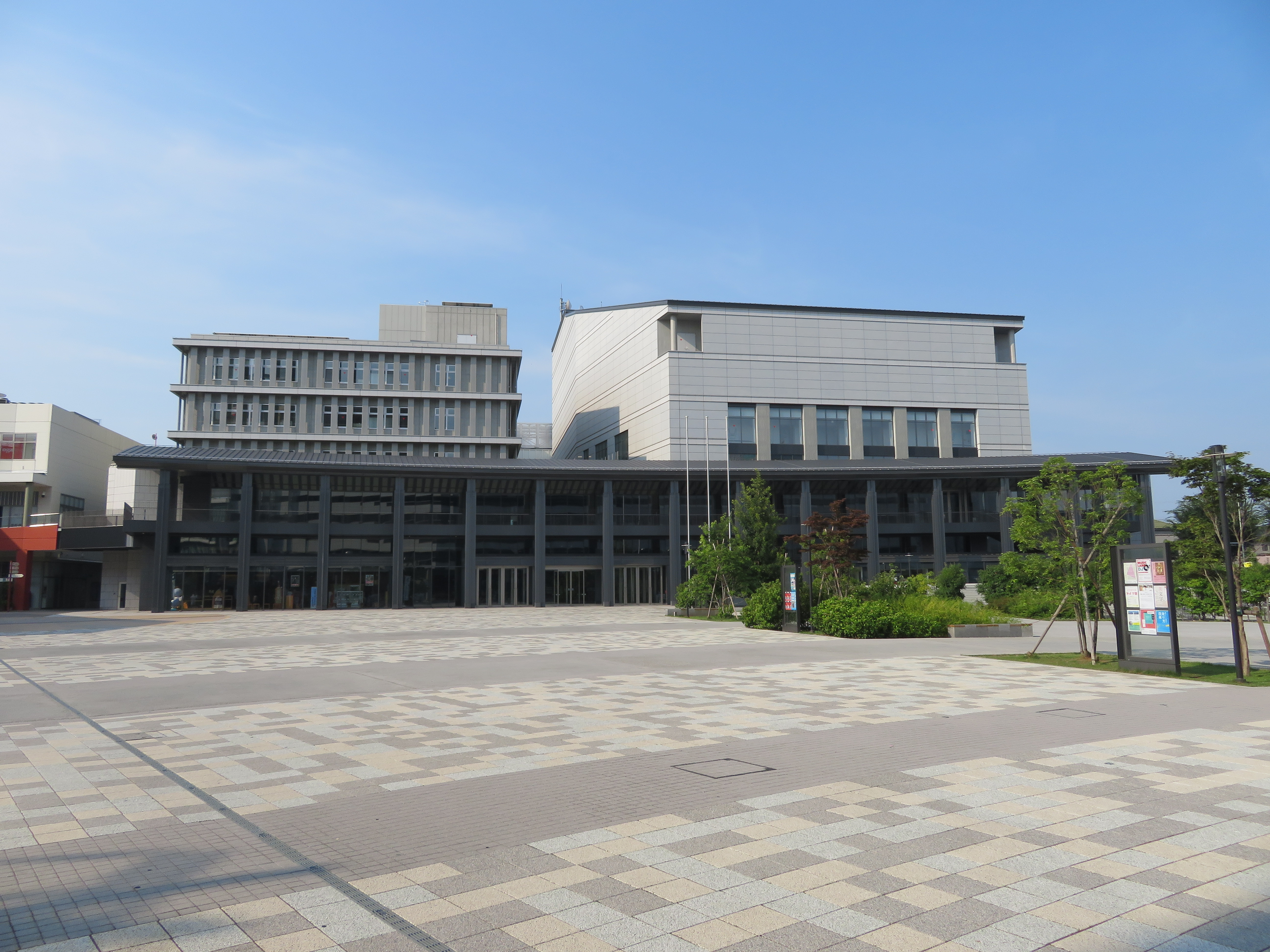
川越地方庁舎が所在するウェスタ川越
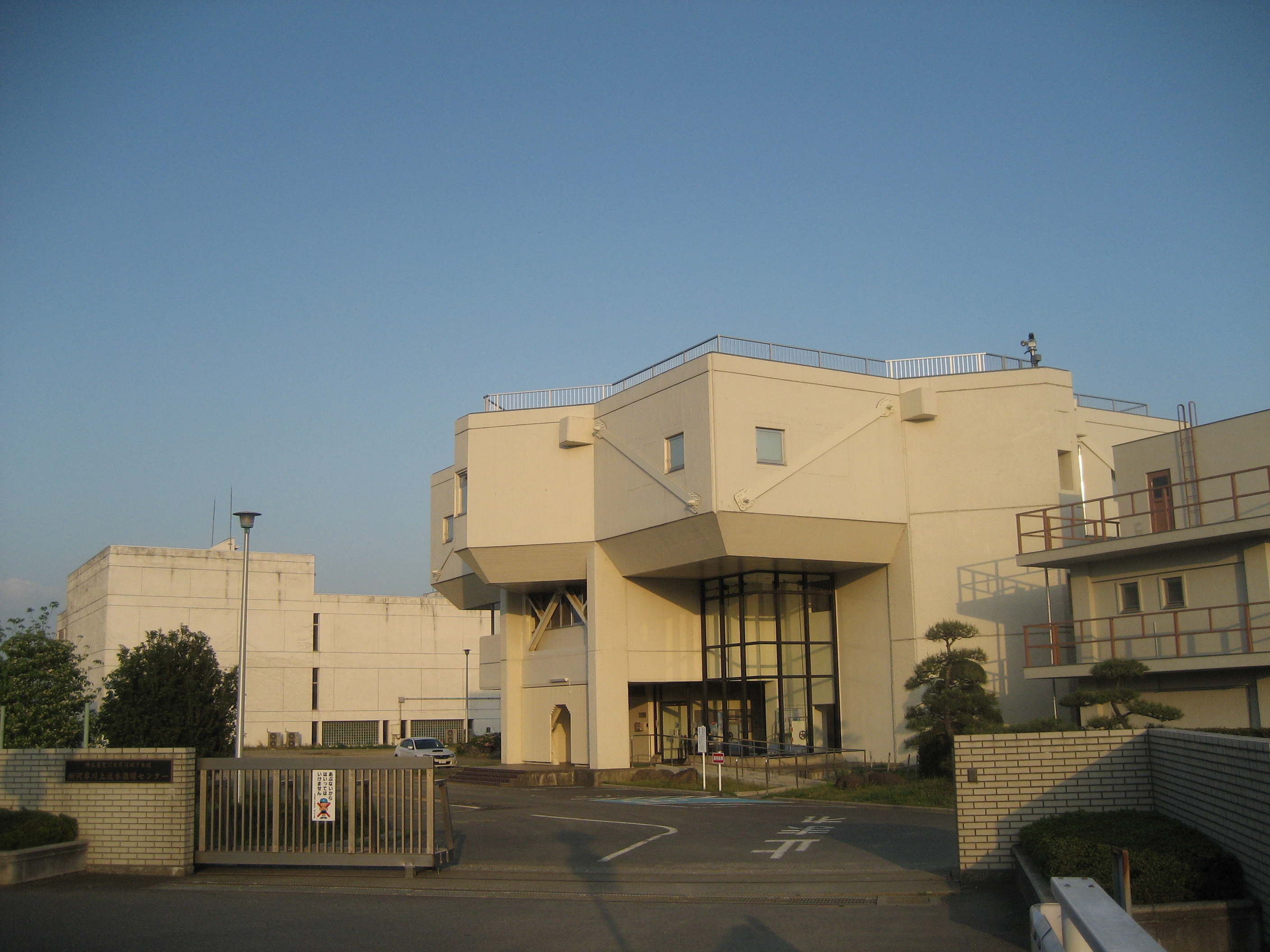
新河岸川上流水循環センター
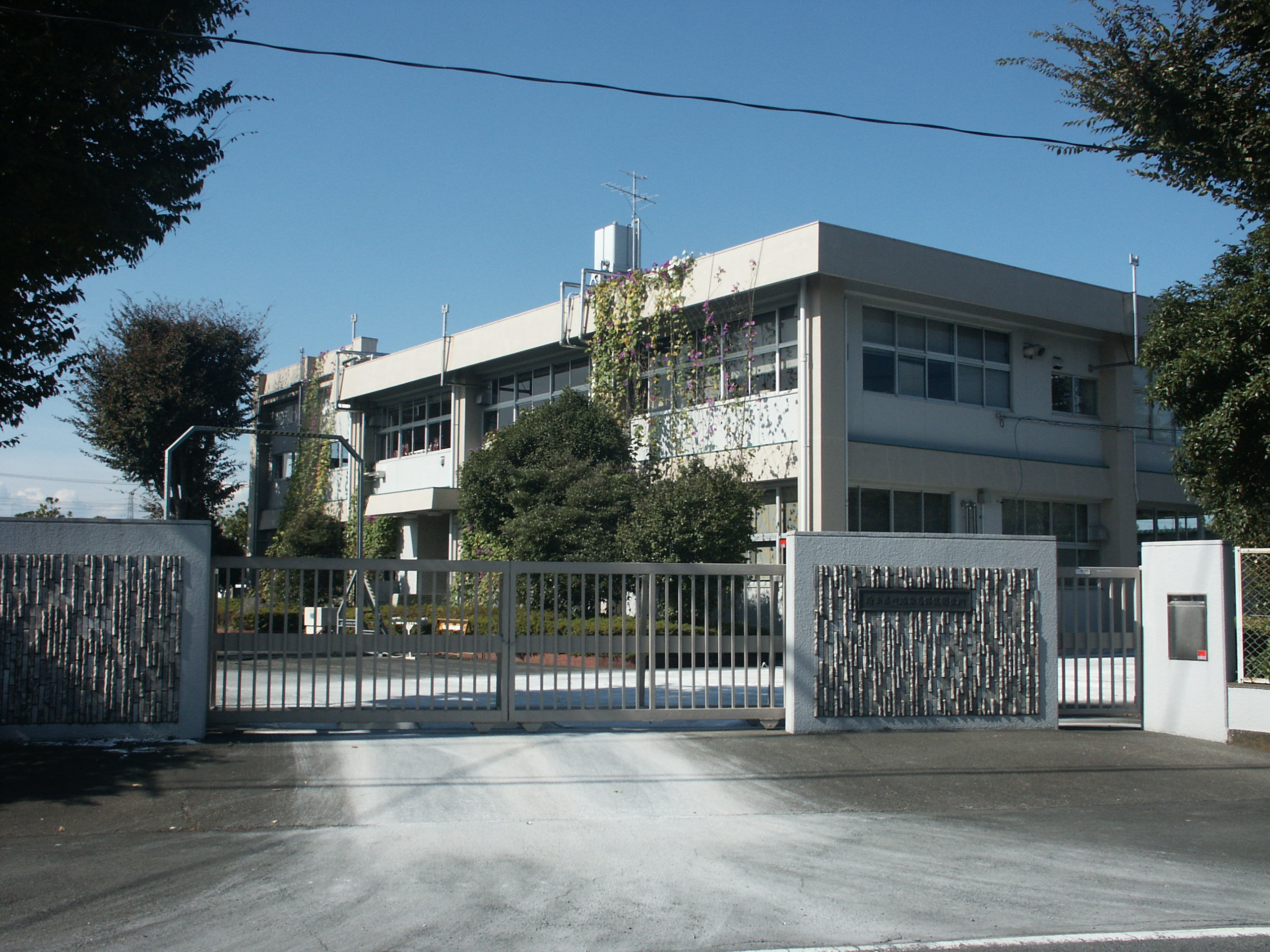
川越家畜保健衛生所
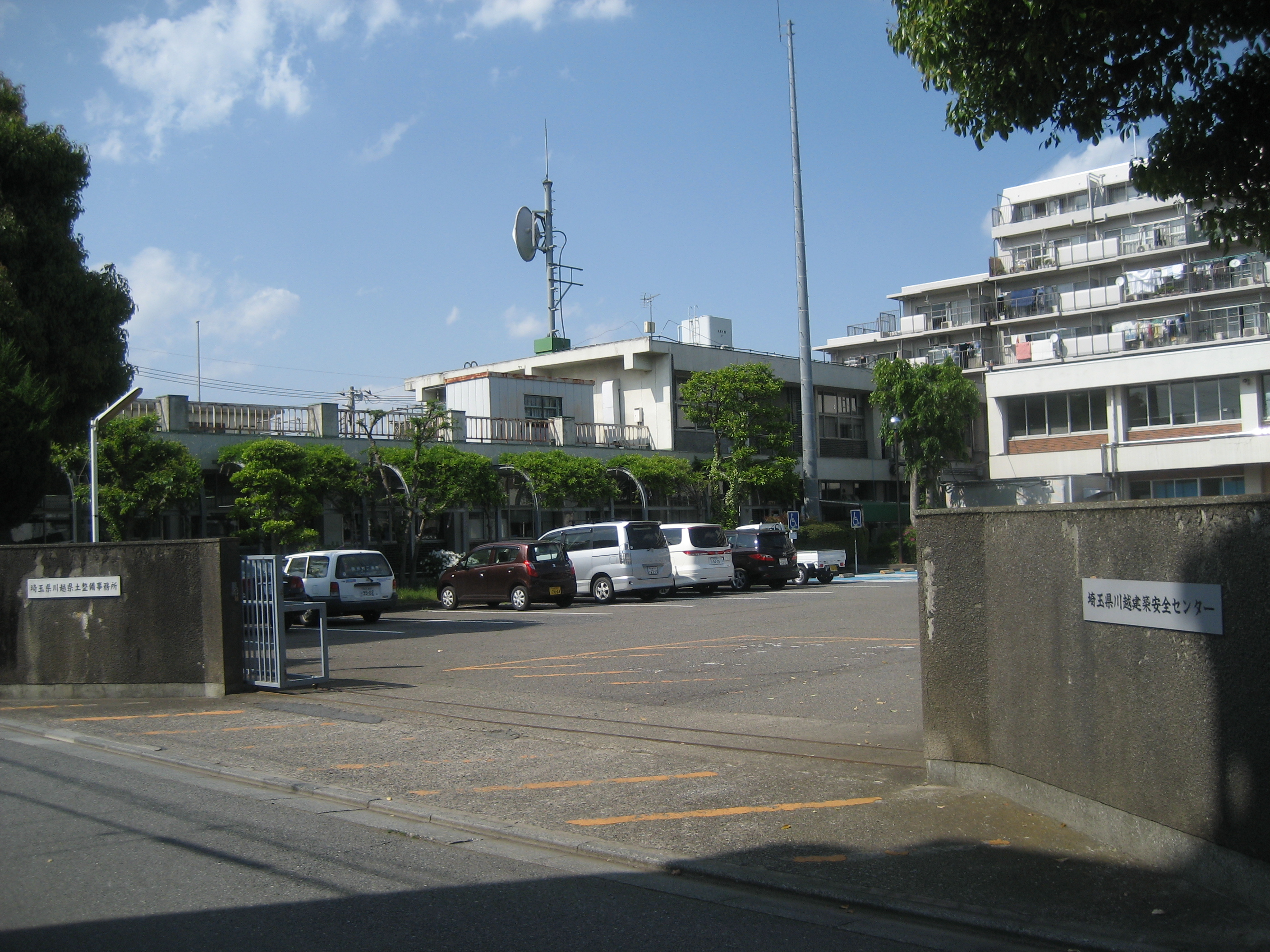
川越県土整備事務所
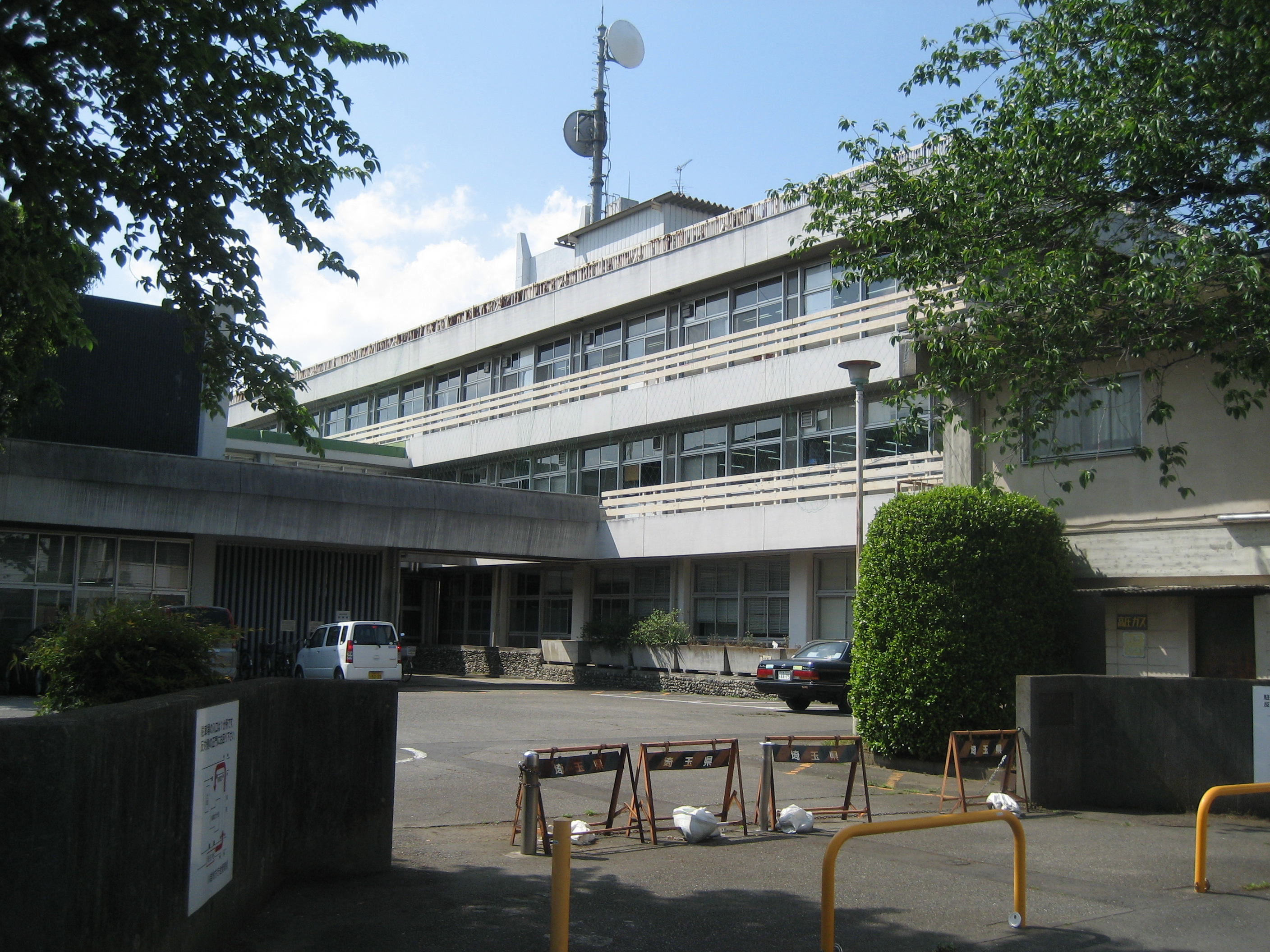
川越地方庁舎(旧庁舎)

#### 市の機関
- 川越市役所（これまで、川越市役所出張所設置条例（昭和36年3月29日 条例第7号）によって出張所が設置されていたが、川越市市民センター条例（平成26年2月3日）により平成26年4月1日から「市民センター」に改称された[11]。
  - 川越市芳野市民センター[12]
  - 古谷市民センター
  - 南古谷市民センター
  - 高階市民センター
  - 福原市民センター
  - 山田市民センター
  - 名細市民センター
  - 霞ケ関市民センター
  - 霞ケ関北市民センター
  - 川鶴市民センター
  - 大東市民センター

また、出張所を補うものとして、川越市役所連絡所及び証明センター規則（平成3年7月31日 規則第26号）により以下の連絡所が設置されている。
  - 川越駅西口連絡所（U_PLACE3階）

- 川越市上下水道局
- 川越市下水道管理センター
- 川越市保健所
- 川越駅西口土地区画整理事務所
- 川越市道路管理事務所
- 川越市計量検査所
- 川越市生活情報センター
- 川越市市民会館（平成27年6月閉館）
- やまぶき会館
- 川越西文化会館（メルト）
- 川越南文化会館（ジョイフル）
- 北部地域ふれあいセンター
- 東部地域ふれあいセンター
- 市立美術館
- 市立博物館
- 川越駅東口多目的ホール
- 国際交流センター
- 女性活動支援のひろば
- 農業ふれあいセンター
- サンライフ川越・芳野台体育館

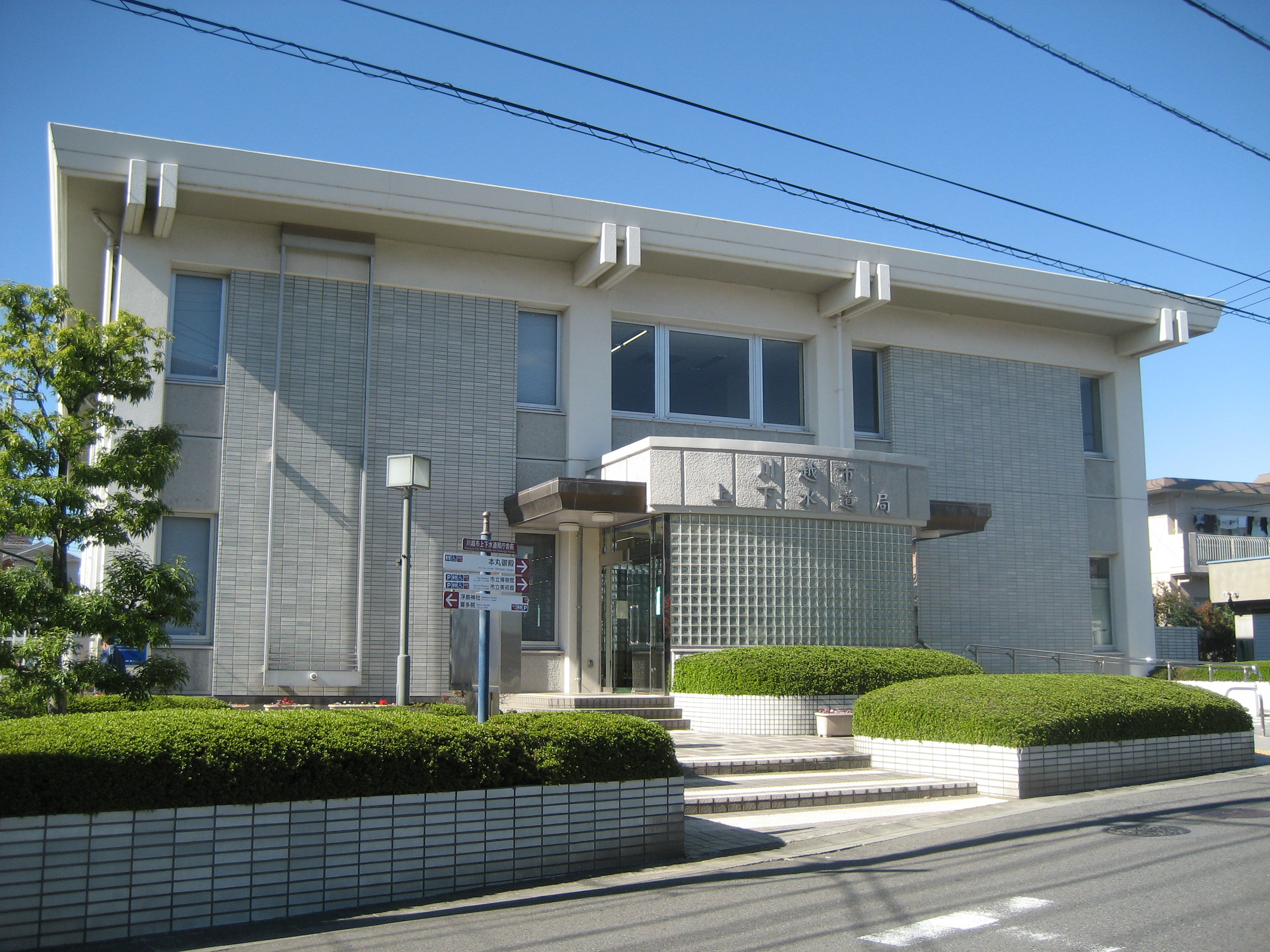
川越市上下水道局

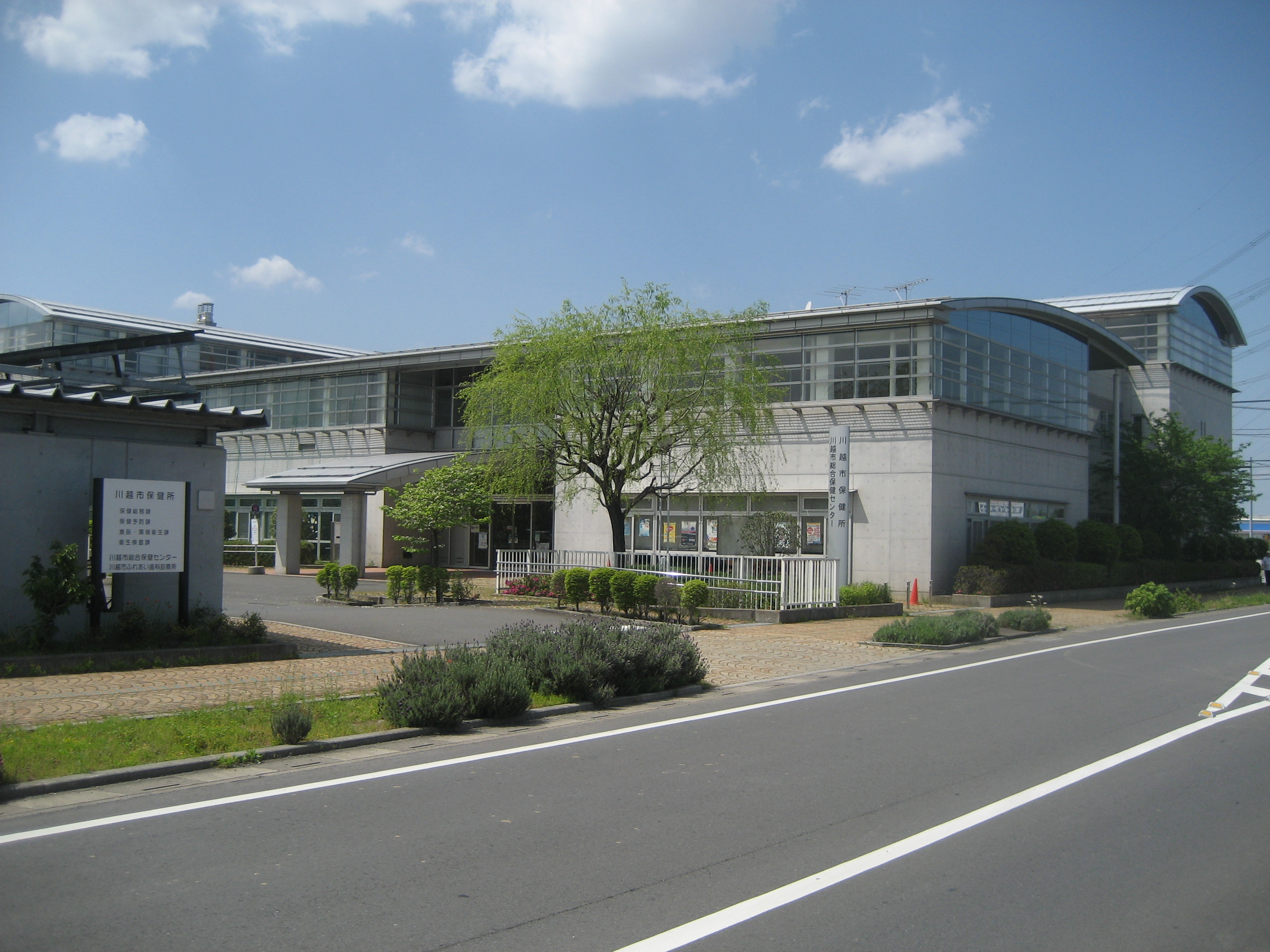
川越市保健所

- 川越市教育センター（旧・川越市立古谷東小学校）
- 川越市立教育センター分室（リベーラ）

#### 警察
- 西部機動センター
- 川越警察署
- 少年サポートセンター西分室川越相談室（川越市教育センター分室内）

#### 消防
- 川越地区消防組合
- 川越市消防団

### 広域行政
一部事務組合
- 川越地区消防組合：比企郡川島町とともに消防・救急、火薬類取締法・液化石油ガス法・高圧ガス保安法に基づく事務を行っている。

協議会
- 埼玉県川越都市圏まちづくり協議会（通称「レインボー協議会」）：当市を中心とした3市3町（当市、坂戸市、鶴ヶ島市、入間郡毛呂山町・越生町、比企郡川島町）で構成し、各市町がそれぞれ進めている地域特性を生かしたまちづくりを広域的視点から互いに連携・協力しながらひとつの都市圏として発展していくことを目指している。例として図書館などの公共施設の相互利用、広報紙の相互掲載、参加市町の観光スポットを紹介した「広域観光ガイド」の発行などを行っている。
  - 川越市、坂戸市、鶴ヶ島市、毛呂山町・越生町の5市町は、いわゆるご当地ナンバーとして「川越」ナンバーを2006年10月10日に導入した。
  - かつて日高市が所属していたが、令和元年（2019年）度をもって退会した。ただし公共施設の相互利用については継続している。

### 開発事業
川越北環状線事業
市街地への車の流入を回避する環状道路の最後の整備区間として埼玉県道160号川越北環状線が平成31年3月24日（日曜日）15時に全線開通した。
駅前整備
- 当市は、市街地3駅の整備計画である「川越駅西口周辺地区基本構想」を策定。川越駅のペデストリアンデッキを西口側にも延長する工事が2014年に完工した。川越駅西口側には市有地が多く、都市公園も整備する。また西口に高速バスやスクールバス用のバスターミナルが完成した。
- 本川越駅西口と西口駅前広場が完成。
- 川越市駅の橋上駅化と駅前広場整備、川越市駅西口の建設。川越市駅から本川越間の乗り換えは徒歩11分程度であったが、道路が整備され平成27年度に5分程度に短縮された。（川越市第三次総合計画 より）。
- 新河岸駅は平成30(2018)年3月に自由通路と東口の供用が開始された（新河岸駅橋上駅舎工事の進捗状況 より）。
- 南古谷駅では橋上駅舎化および自由通路の設置と駅前広場・周辺道路の整備に向けた用地買収と工事が令和10年度までをめどに進行中である。
- 笠幡駅は2020年東京オリンピックのゴルフ競技会場となった霞ヶ関カンツリー倶楽部の最寄り駅として利用者・関係者の増加に対応するため、駅前広場およびアクセス道路の新設と駅前県道の拡幅が行われた。
- 的場駅など川越線の駅やその駅前整備は、未だ手付かずである。

## 司法機関

### 裁判所
- さいたま地方裁判所 川越支部
- さいたま家庭裁判所 川越支部
- 川越簡易裁判所

## 議会

### 市議会
- 定数：36人
- 任期：2023年5月2日 - 2027年5月1日[16]

### 埼玉県議会
- 選挙区：西7区川越市選挙区
- 定数：4人
- 任期：2019年4月30日 - 2023年4月29日
- 投票日：2019年4月7日
- 当日有権者数：288,266人[17]
- 投票率：35.53％

| 候補者名   | 当落 | 年齢 | 党派名     | 新旧別 | 得票数   |
| ---------- | ---- | ---- | ---------- | ------ | -------- |
| 中野英幸   | 当   | 57   | 自由民主党 | 現     | 27,034票 |
| 深谷顕史   | 当   | 44   | 公明党     | 新     | 22,623票 |
| 山根史子   | 当   | 35   | 国民民主党 | 現     | 20,907票 |
| 守屋裕子   | 当   | 69   | 日本共産党 | 元     | 15,242票 |
| 渋谷真実子 | 落   | 45   | 自由民主党 | 新     | 15,070票 |

### 衆議院
- 任期：2024年10月27日 - 2028年10月26日（「第50回衆議院議員総選挙」参照）

| 選挙区                          | 議員名     | 党派名     | 当選回数 | 備考     |
| ------------------------------- | ---------- | ---------- | -------- | -------- |
| 埼玉県第7区（川越市・富士見市） | 小宮山泰子 | 立憲民主党 | 8        | 選挙区   |
| 埼玉県第7区（川越市・富士見市） | 中野英幸   | 自由民主党 | 2        | 比例復活 |

## 姉妹都市・提携都市
- 小浜市（福井県）- 1982年11月30日姉妹都市提携（藩主酒井忠勝の縁）
- 棚倉町（福島県東白川郡）- 1972年1月18日友好都市提携（藩主松平康英の縁）
- 中札内村（北海道河西郡）- 2002年11月30日友好都市提携（川越出身の画家相原求一朗の縁）
- オッフェンバッハ市（ドイツ連邦共和国ヘッセン州の古都）- 1983年8月24日姉妹都市提携
- セーラム市（アメリカ合衆国 オレゴン州の州都）- 1986年8月1日姉妹都市提携
- オータン市（フランス共和国ブルゴーニュ地方の古都。ローマ帝国初代皇帝アウグストゥスが建都）- 2002年10月18日姉妹都市提携

「蔵の街」として知られる栃木県栃木市、千葉県香取市（旧佐原市）とともに小江戸サミットを開くなど、観光面で交流している。

### 大規模災害時相互応援協定締結都市
- 埼玉県川越都市圏まちづくり協議会（当市、坂戸市、鶴ヶ島市、入間郡毛呂山町・越生町、比企郡川島町）
- 高崎市（群馬県）
- 棚倉町（福島県東白川郡）
- 八王子市（東京都）

## 経済
- 産業人口（2005年国勢調査より）
  - 就業者総数：164,573人
  - 第一次産業：3,375人 (2.1%)
  - 第二次産業：43,628人 (26.5%)
  - 第三次産業：111,160人 (67.5%)

### 工業
1965年（昭和40年）に狭山市とともに積極的な工場誘致を行い、当時、日本一の面積であった川越狭山工業団地が完成、更に1980年代には富士見工業団地や川越工業団地が造成され、市内の住工混在の解消を図っている。首都圏中央連絡自動車道の川島ICに近い市内には、川越第二産業団地の整備も進んでいる。埼玉県内では最大級の工業都市で、2014年には狭山市を抜いて工場製造品出荷額で1位である（9370億円）。機械類の生産が最多であるが、化学工業が多いのも特徴である。
- エクセディ 川越工場
- エースコック 東京工場
- 酒井重工業 生産センター
- サノフィ・アベンティス 川越工場
- サミー 川越工場
- サンリッツ 川越工場
- 新報国マテリアル 本社、工場
- ちふれ化粧品 本社、川越工場
- デンヨー 川越出張所
- 東洋インキ 埼玉製造所
- トーヨーケム川越製造所
- 日清紡績 川越工場
- ノバルティスファーマ 埼玉工場
- パイオニア 川越事業所（日本で初めてGPS使用型のカーナビゲーションを開発）
- ハスクバーナ・ゼノア 本社工場
- ヒーハイスト 本社、川越工場
- 本田金属技術 本社工場
- 雪印メグミルク 川越工場

### 本社
- イーグルバス
- エスプリライン
- 亀屋
- 川畑
- ぎょうざの満洲
- 協同商事（コエドブルワリーの製造会社）
- くらづくり本舗
- 新報国マテリアル
- ちふれ化粧品
- ハスクバーナ・ゼノア
- ヒーハイスト
- 武州ガス
- 本田金属技術
- ホンダ製菓
- 丸広百貨店
- ヤオコー
- GSユアサインフラシステムズ
- ホシノ医療器

### 農業
- サツマイモ
  - 紅赤（べにあか） 埼玉生まれの品種。
- サトイモ
- カブ（収穫量で埼玉県内1位）
- 枝豆（収穫量で埼玉県内1位）
- チンゲンサイ（収穫量で埼玉県内1位）
- コマツナ
- 大根
- ホウレンソウ（収穫量で深谷市に次いで埼玉県内2位）
- ニンジン
- ゴボウ
- 米
- 小麦

など。
- 江戸時代の寛政年間に焼き芋が流行（それまでは蒸したサツマイモだった）、文化年間に焼き芋屋の宣伝コピーとして、「栗（九里）より（四里）うまい十三里（十三里半とも）」と謳われた程のサツマイモの名産地であった。将軍・徳川家治に献上されて「川越芋」の名がついた、と言われる。主要地は市内南西部。次第に栽培の容易な「紅あずま」やサトイモ、葉物野菜などへの作物転換が行われるようになっていったが、近年では幼稚園や小学校の「いも掘り遠足」（農業体験型の観光藷掘り）が盛んになっている。
- 有志により「川越いも友の会」が結成され、10月13日を「サツマイモの日」に制定し、川越芋を復興する取り組みで1999年（平成11年）に「サントリー地域文化賞」を受賞した。現在の会長は世界的なサツマイモ研究の権威で川越在住のアメリカ人・ベーリ・ドゥエル東京国際大学教授[19]。
- サツマイモと並んで当市の特産物であったのが柿で、老中の秋元喬知が甲斐国から川越藩主に転封され川越で殖産政策を行って盛んになった。特に神奈川県川崎市で誕生した甘柿の禅寺丸の大産地として有名だったが、戦後廃れてしまった。
- 現在では、南西の台地上に位置する福原・大東地区を中心に葉物野菜が、北や東の川沿い低湿地の芳野・山田・名細・田面沢、古谷を中心に稲作が行われている。当市は山地がない平坦地なため2,693haと埼玉県下最大の経営耕地面積を有する。近郊農業地域で野菜と米の出荷量が多く、当市の農業産出額は深谷市・熊谷市・本庄市に次いで埼玉県内第4位である（2009年）。当市は埼玉県内で商業、工業、農業の産業バランスが良い市とされ、農業従事者も埼玉県平均より青年層が多く、高齢化の割合が少ないのが特色となっている。
- 「小江戸川越ブランド産品」の認定制度があり、小江戸川越黒豚や小江戸川越地鶏などを育てている。特産品開発の先進的な取組みを農林水産省と経済産業省が共同で支援・表彰する「農商工連携88選」に、埼玉県内からは「コエドブルワリー」（地ビール）と「ひびき」（やきとり・彩の国黒豚）の当市の2社だけが選出された。2010年（平成22年）には川越城址近くにJAいるま野の「あぐれっしゅ川越」がオープン、地元農産物の大型直売センターで賑わっている。

### 商業

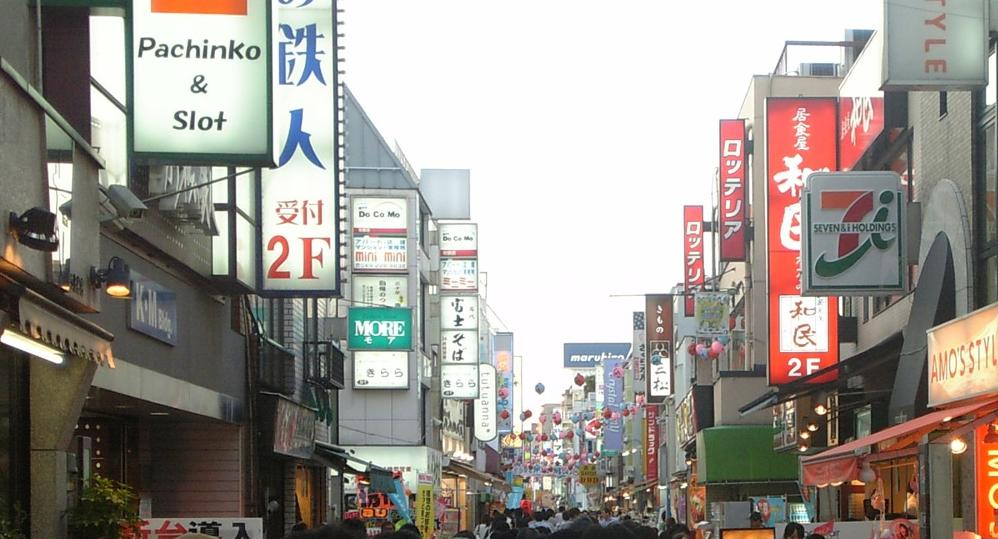
川越駅東口・クレアモール

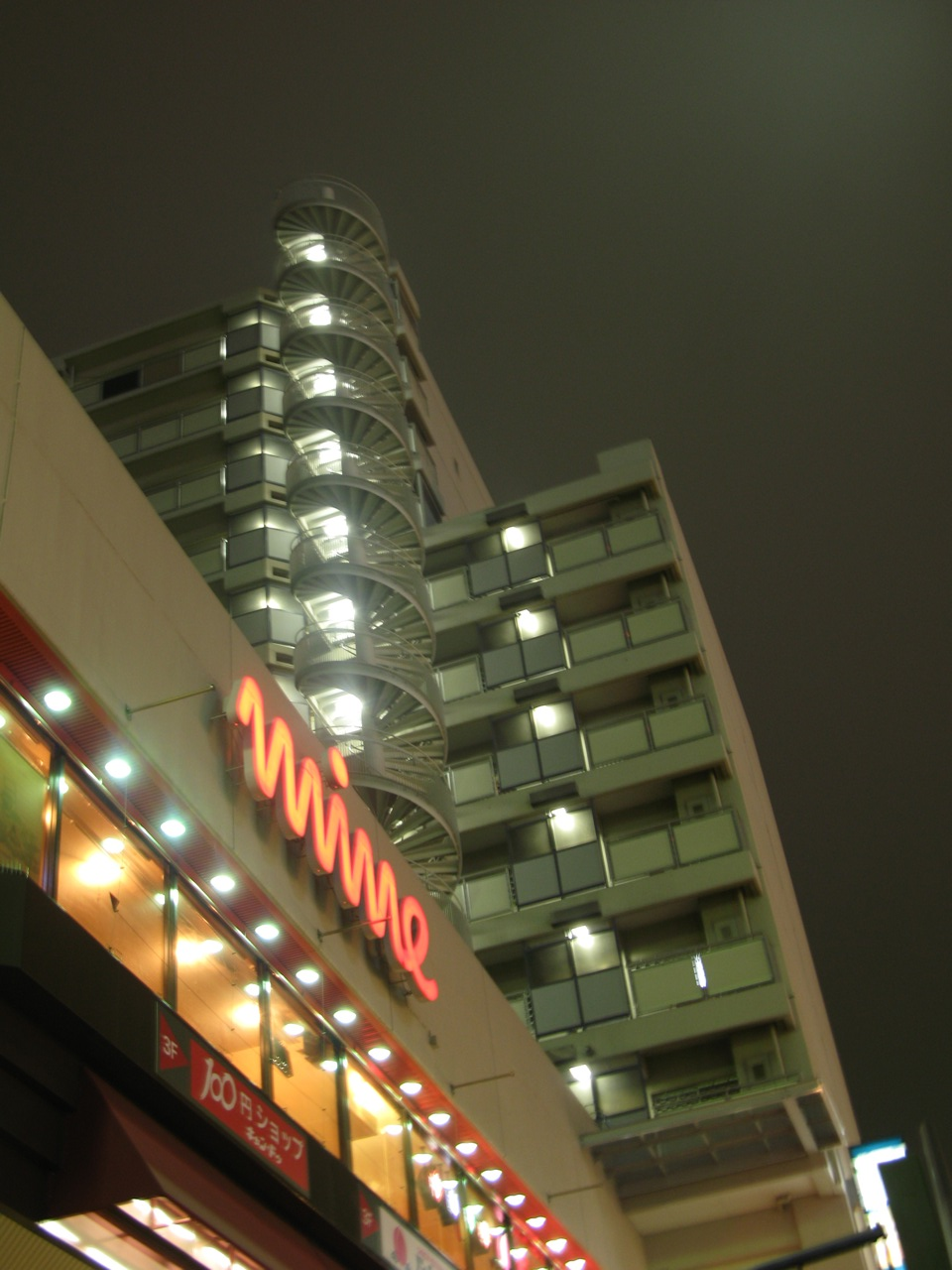
川越マイン

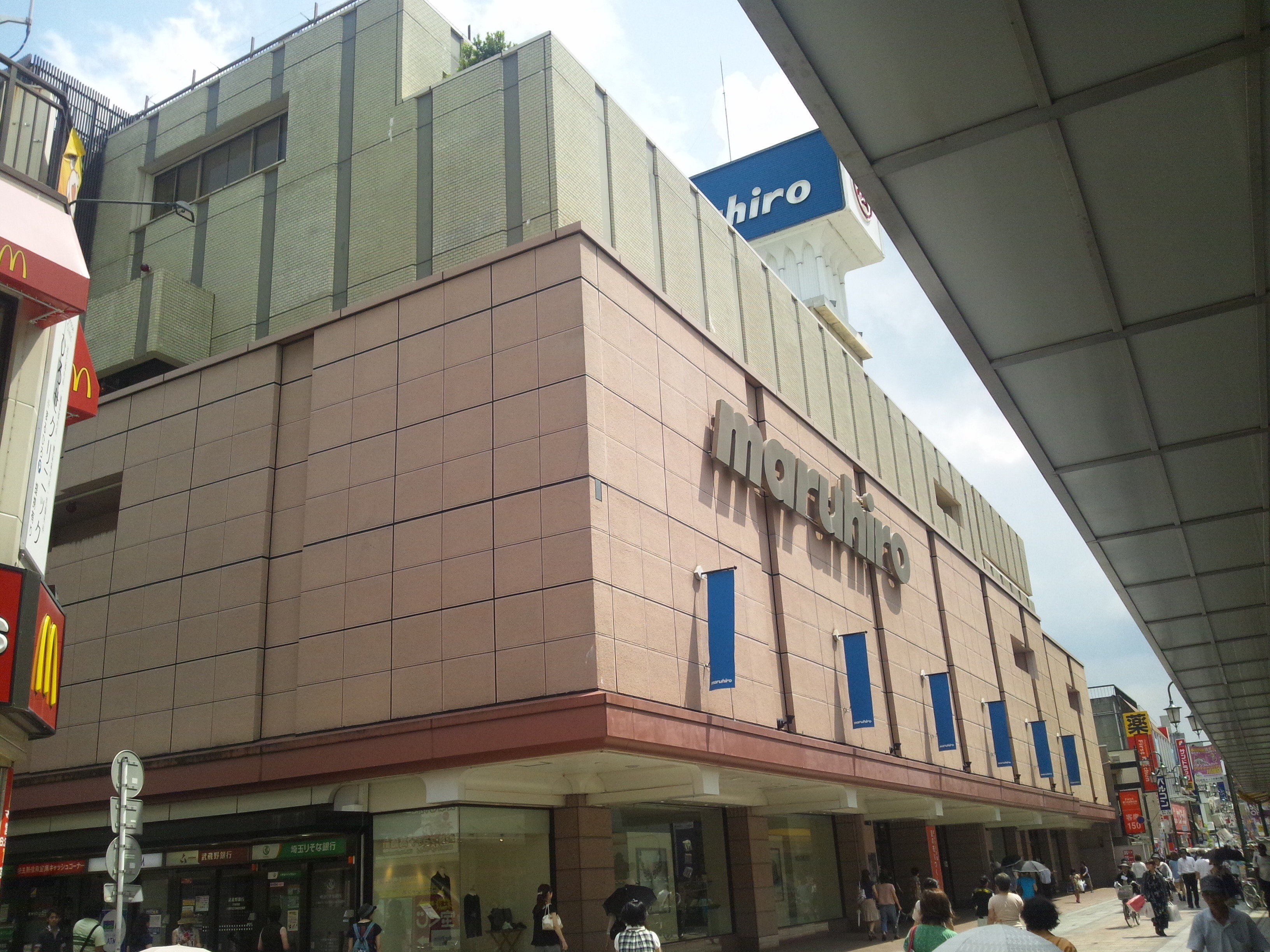
丸広本店・本館クレアモール側

川越市の小売業の年間商品販売額は、さいたま市・川口市に次いで埼玉県内第3位である（2009年）。
- また川越駅東口から北へ伸びる商店街「クレアモール」（川越サンロード商店街と川越新富町商店街の統一名）は関東地方でも有数の集客力を持つ商店街。地元の若年層・近隣から通学してくる高校・大学生や高齢者層まで平日でも人通りが多く、商店街の通行量調査では埼玉県で1位となっている[20]。クレアモールは電線が地中化、御影石舗装で店舗とはバリアフリー化が成されている。ストリートミュージシャンも登場する。クレアモールは、中央通り、大正浪漫夢通り、川越一番街へと続き、全長は2kmを超える。

主な商業施設
- クレアモール
- 丸広百貨店川越店
  - ソフマップ（マルヒロアネックス内）
  - 紀伊國屋書店（マルヒロアネックス内）
- ドン・キホーテ川越東口店（川越駅近くの店舗）
  - ユザワヤ（丸広百貨店別館内）
- アトレマルヒロ
- 川越マイン（東武系列）
- 川越ルミネ（JR東日本系列）川越駅の駅ビル
- エキア川越（東武鉄道系列）川越駅の駅ナカ
- PePe（西武系列）西武本川越駅の駅ビル
- イトーヨーカドー 食品館川越店
- ウニクス川越：川越駅西口近くのショッピング・モール。劇場・コンサートホールがあるウェスタ川越も同敷地内
  - ノジマウニクス川越店
- ウニクス南古谷：JR川越線南古谷駅近くのショッピング・モール。
  - ユナイテッド・シネマウニクス南古谷
  - ウニクスボウル
- 中小企業庁は日本の「がんばる商店街77選」に、当市内の7つの商店街を選定している。
- 川越駅西口ルミネに隣接する旧埼玉りそな銀行川越南支店跡地に三菱レジデンス・大栄不動産による25階建ての複合商業ビル建設予定。

### メディア
- 時事通信社・川越支局
- 日刊工業新聞社・川越支局
- 朝日新聞社・西埼玉支局
- 毎日新聞社・埼玉西支局
- 読売新聞東京本社・川越支局
- 産業経済新聞社（産経新聞）・川越通信部
- 埼玉新聞社・県西総局
- 東京新聞（中日新聞東京本社）・川越通信部
- 週刊埼玉・本社
- NHKさいたま放送局さいたま西営業センター
- ジェイコム埼玉・東日本川越営業事務所（旧・川越ケーブルビジョン→JCN関東川越支局→J:COM 川越→現・J:COM 東上・川越）
- ラジオ川越（88.7MHz）
- FMルピナス（86.0MHz）（ミニFM）

## 地域

### 健康
- 平均年齢：40.7歳（男39.8歳、女41.7歳）

### 教育

#### 幼稚園
| - あおば幼稚園 - あそか幼稚園 - 岡田幼稚園 - かすみ幼稚園 - 霞ヶ関幼稚園 - 川越幼稚園 - 川越あさひ幼稚園 - 川越白ゆり幼稚園 - 川越なかよし幼稚園 - 川越ひばり幼稚園 - 川越第二ひばり幼稚園 - 川越双葉幼稚園 - 南双葉幼稚園 - 川鶴ひばり幼稚園 - 新河岸幼稚園 - 高階幼稚園 | - 東光幼稚園 - ながさわ幼稚園 - のぞみ幼稚園 - 初雁幼稚園 - ひかりの子幼稚園 - ひつじ幼稚園 - 第二ひつじ幼稚園 - 日の丸幼稚園 - ひまわり幼稚園 - ひまわり東幼稚園 - ひまわり南幼稚園 - ふくはら幼稚園 - ふじま幼稚園 - 藤原白百合幼稚園 - みよしの幼稚園 - ルンビニ幼稚園 |

#### 小学校
公立
- 川越市立新宿小学校
- 川越市立泉小学校
- 川越市立今成小学校
- 川越市立牛子小学校
- 川越市立上戸小学校
- 川越市立大塚小学校
- 川越市立霞ヶ関北小学校
- 川越市立霞ヶ関小学校
- 川越市立霞ヶ関西小学校
- 川越市立霞ヶ関東小学校
- 川越市立霞ヶ関南小学校
- 川越市立川越小学校
- 川越市立川越第一小学校
- 川越市立川越西小学校
- 川越市立仙波小学校
- 川越市立高階北小学校
- 川越市立高階小学校
- 川越市立高階西小学校
- 川越市立高階南小学校
- 川越市立大東西小学校
- 川越市立大東東小学校
- 川越市立中央小学校
- 川越市立月越小学校
- 川越市立寺尾小学校
- 川越市立名細小学校
- 川越市立広谷小学校
- 川越市立福原小学校
- 川越市立古谷小学校
- 川越市立南古谷小学校
- 川越市立武蔵野小学校
- 川越市立山田小学校
- 川越市立芳野小学校

私立
- 星野学園小学校

#### 中学校
公立
- 川越市立霞ヶ関中学校
- 川越市立霞ヶ関西中学校
- 川越市立霞ヶ関東中学校
- 川越市立川越第一中学校
- 川越市立川越西中学校
- 川越市立鯨井中学校
- 川越市立城南中学校
- 川越市立砂中学校
- 川越市立高階中学校
- 川越市立高階西中学校
- 川越市立大東中学校
- 川越市立大東西中学校
- 川越市立寺尾中学校
- 川越市立名細中学校
- 川越市立野田中学校
- 川越市立初雁中学校
- 川越市立東中学校
- 川越市立福原中学校
- 川越市立富士見中学校
- 川越市立南古谷中学校
- 川越市立山田中学校
- 川越市立芳野中学校

私立
- 秀明中学校※中高併設
- 城西川越中学校※中高併設
- 星野学園中学校※中高併設
- 城北埼玉中学校※中高併設

#### 高等学校
川越市立
- 川越市立川越高等学校（旧・埼玉県川越商業高等学校）

埼玉県立
- 埼玉県立川越高等学校
- 埼玉県立川越女子高等学校
- 埼玉県立川越工業高等学校
- 埼玉県立川越総合高等学校（旧・埼玉県立川越農業高等学校）
- 埼玉県立川越南高等学校
- 埼玉県立川越西高等学校
- 埼玉県立川越初雁高等学校

私立
- 星野高等学校（旧・星野女子高等学校）※中高併設
- 山村学園高等学校（旧・山村女子高等学校）
- 東邦音楽大学附属東邦第二高等学校
- 城西大学付属川越高等学校※中高併設
- 秀明高等学校※中高併設
- 城北埼玉高等学校※中高併設
- 川越東高等学校
- 霞ヶ関高等学校

#### 特別支援学校
- 川越市立特別支援学校（旧・川越市立養護学校）
- 埼玉県立川越特別支援学校
- 埼玉県立特別支援学校塙保己一学園（旧・埼玉県立盲学校）

#### 大学
- 東洋大学・川越キャンパス
- 東京国際大学・第1キャンパス、第2キャンパス
- 東邦音楽大学・川越キャンパス
- 尚美学園大学・川越キャンパス
- 埼玉医科大学・川越キャンパス
- 日本キリスト教会神学校

当市など埼玉県西部にある各大学は彩の国大学コンソーシアムを結び単位互換制度や公開講座を実施している。
当市では、「育英資金」という奨学金制度がある。なお、本奨学金は返還義務が伴う。また、「川越市交通遺児奨学金」制度があり、本制度は小中学生対象の給付型である。
かつて存在していた学校
- 川越市立古谷東小学校（2009年3月31日閉校）

### 学校教育以外の施設

#### 職業能力開発校
- 埼玉県立川越高等技術専門校

#### 神学校
- 日本キリスト教会神学校

#### 図書館
市内には図書館が4か所、図書配本所が2か所、図書分室が1か所ある。また都市部での移動図書館は少ない中、「やまぶき号」が2007年3月まで運行されていた。かつては、川越駅西口から徒歩5分の場所にある川越福祉センター（2008年3月15日閉館）向かいに埼玉県立川越図書館が長年運営されてきたが、2003年3月31日をもって廃止された。
- 川越市立図書館
  - 中央図書館
  - 西図書館
  - 高階図書館
  - 川越駅東口図書館
  - 霞ヶ関北配本所
  - 高階南配本所
  - 霞ヶ関南分室

図書館の広域自治体間相互利用協定により、以下の市民にも開かれている。
- ふじみ野市
- 狭山市
- さいたま市
- レインボー協議会構成市町（坂戸市、鶴ヶ島市、日高市、比企郡川島町、入間郡毛呂山町、入間郡越生町）
レインボー協議会構成市町の住民は、書籍のみでAV資料は貸出されない。

#### 博物館・美術館

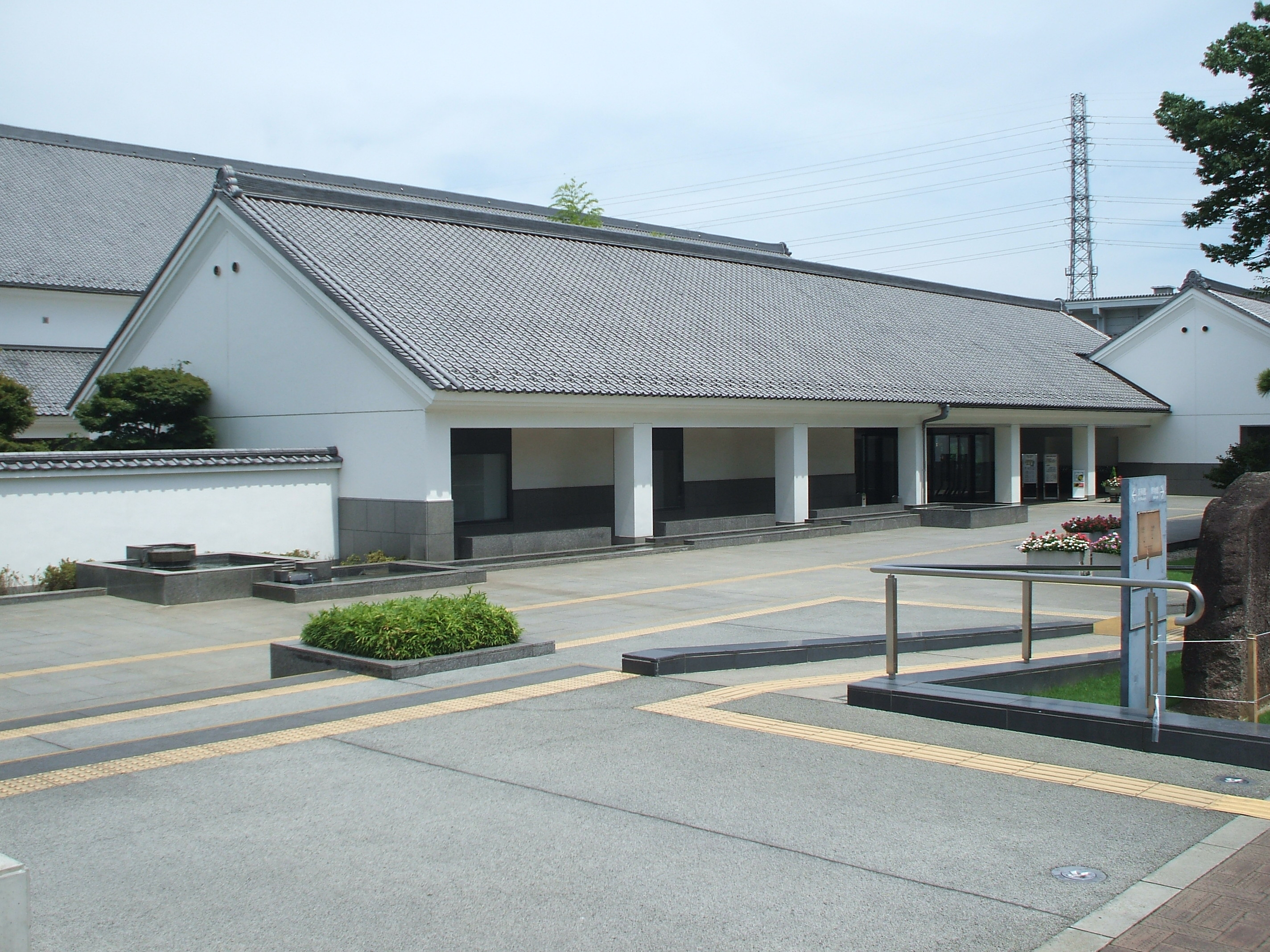
川越市立博物館

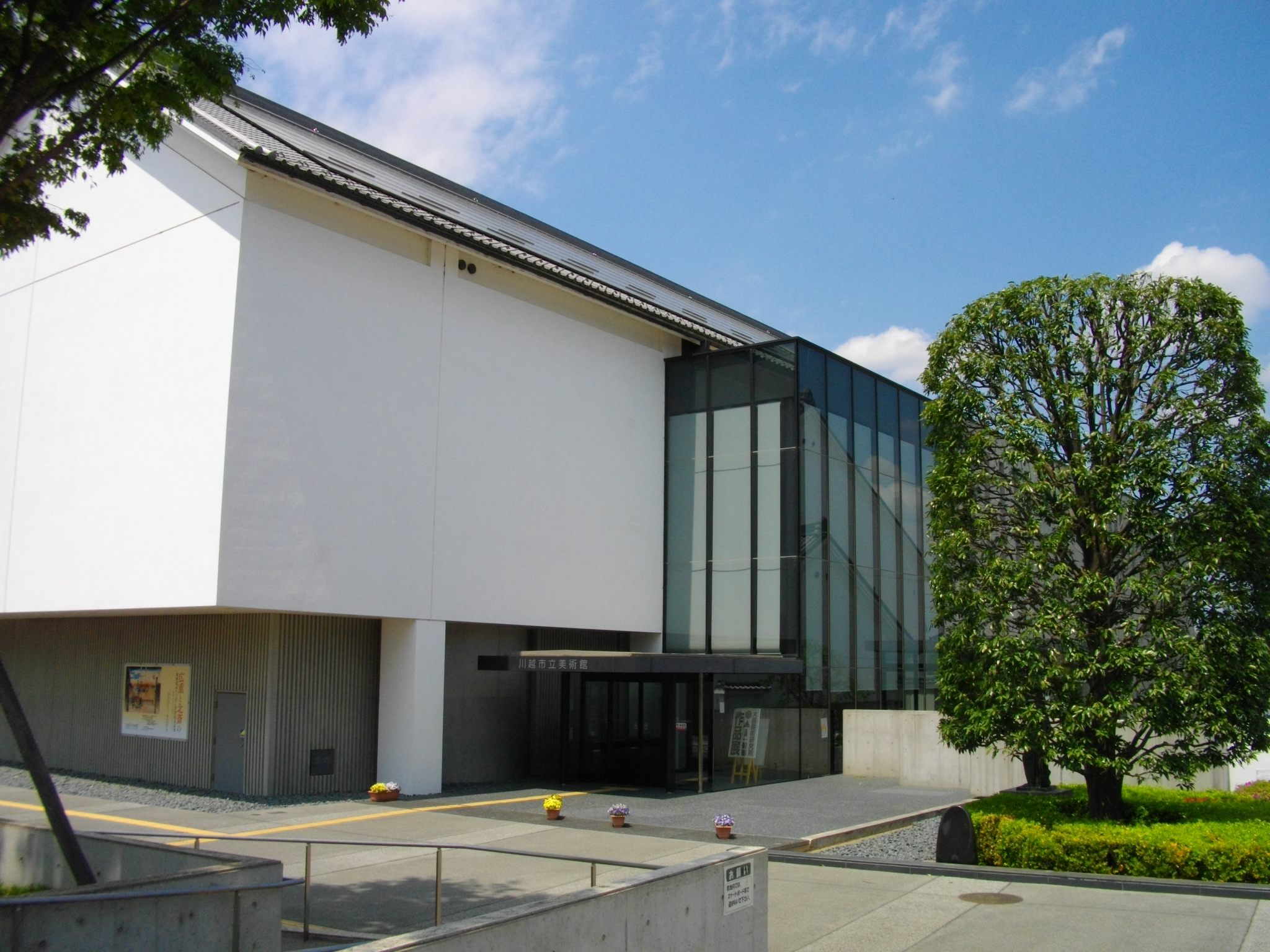
川越市立美術館

- 川越市立博物館
古代からの当市の歴史や文化・民俗・産業を年代順に展示。特に川越城や城下町の仕組み、新河岸川舟運、江戸時代の職人の技術や明治の蔵造りの町並み再現など。当市在住で時代考証家の稲垣史生も市立博物館開設に貢献した。柳沢吉保、荻生徂徠など川越に暮らし活躍した人物に焦点を当てるなど、企画展にも力を入れている。
- 川越市立美術館
小村雪岱、小茂田青樹、岩崎勝平、相原求一朗など川越生まれの画家や、橋本雅邦、井上安治など川越藩の画家の作品を収蔵・展示。
- ヤオコー川越美術館
当市に本社を置くヤオコーが創業120周年を記念したメセナとして開設。現代リアリズムの洋画家・三栖右嗣の作品を中心に収蔵。ショップやカフェも併設。建物の設計は伊東豊雄。
- 川越市産業観光館（小江戸蔵里）
越後杜氏が1875年（明治8年）に創業した造り酒屋「鏡山酒造」跡地でクレアモールに面している。鏡山酒造の大吟醸は鑑評会で金賞の常連で日本航空のファーストクラスで振舞われていた。現在は市の所有で、白壁塗りの「明治蔵」「大正蔵」「昭和蔵」という3つの時代の酒蔵（いずれも国の登録有形文化財）などが市の特産品施設やカフェ・レストラン・ギャラリーとして整備された。ジャズコンサートなども催される。
- 川越市蔵造り資料館
- 川越まつり会館

#### 公民館
市内には公民館が17か所と常勤職員が常駐しない分館が1か所、分室が1か所ある。またこの他に町内公民館と定義づけされた自治会集会所がある。
なお、名細公民館の分館として長く使用された川越市下広谷南公民館は名細公民館の移転に伴って廃止された。
- 単立館・併設館
  - 川越市中央公民館
  - 川越市南公民館
  - 川越市北公民館
  - 川越市芳野公民館 芳野市民センターと併設
  - 川越市古谷公民館 古谷市民センターと併設
  - 川越市南古谷公民館 南古谷出張所と併設
  - 川越市高階公民館 2008年（平成20年）5月1日開館の複合施設「高階市民センター」内に併設
  - 川越市高階南公民館
  - 川越市福原公民館 福原市民センターと併設
  - 川越市大東公民館 2014年（平成26年）5月7日開館の複合施設「大東市民センター」内に併設
  - 川越市大東南公民館
  - 川越市山田公民館 山田市民センターと併設
  - 川越市名細公民館 2009年（平成21年）11月30日開館の複合施設「名細市民センター」内に併設
  - 川越市霞ヶ関公民館 霞ヶ関市民センターと併設
  - 川越市霞ヶ関北公民館 霞ヶ関北市民センターと併設（組織上は併設になっているが現在のところ建っているのは別の場所）
  - 川越市伊勢原公民館 霞ヶ関北小学校・西図書館と併設
  - 川越市川鶴公民館 川鶴市民センターと併設
- 分館・分室
  - 川越市さわやか活動館
  - 川越市中央公民館分室（小泉八雲ゆかりの建物を大正時代に川越に移築した屋敷）

#### 公共福祉施設
市内には市民会館が1か所、文化会館が2か所、運動公園、武道館、葬祭場が各1ヶ所ある。施設の運営維持管理は 財団法人川越市施設管理公社 が行っている。また、文化会館の小規模なものとして住民管理方式を取り入れた地域ふれあいセンターが2か所ある。なお、1974年11月11日より33年余りにわたって運営されてきた 川越福祉センター（川越駅西口徒歩5分）は、2008年3月15日をもって廃止された。
- 川越市やまぶき会館（川越市民会館 はウェスタ川越の開設に伴い平成27年6月30日閉館）
- 川越南文化会館（ジョイフル）
- 川越西文化会館（メルト）
- 川越運動公園
  - 総合体育館
  - 陸上競技場
  - テニスコート
- 川越武道館
- 川越福祉センター
- 川越市民聖苑やすらぎのさと
- 川越市北部地域ふれあいセンター（川越市山田）
- 川越市東部地域ふれあいセンター（川越市並木、川越税務署隣）

### 電話番号
市外局番は049であり、坂戸市、鶴ヶ島市、富士見市（水谷東二丁目・三丁目以外）、ふじみ野市、入間郡全域、比企郡川島町、鳩山町と同一（川越MA）。荒川左岸の古谷上の一部は048。

### 郵便
郵便番号は市内全域が「350-00xx,08xx,11xx」である。
日本郵便の主な郵便局
- 川越郵便局
- 川越西郵便局

## 娯楽・レジャー施設

### 映画館
- 川越スカラ座
埼玉県最古の映画館。一度閉鎖されるも、NPO法人プレイグラウンドにより賛助会員を募集することで再開を果たす。
- ユナイテッド・シネマ ウニクス南古谷
ウニクス南古谷にある。9スクリーンのシネマコンプレックス。

閉館した映画館
- シアターホームラン（旧称：川越ホームラン劇場。2006年2月19日閉館）
- 川越プラザ（旧鶴川座）

### ゴルフ場
- 霞ヶ関カンツリー倶楽部
1929年（昭和4年）に開場した埼玉県最初のゴルフ場。日本で最も歴史のあるゴルフ場の1つで、36ホールを備えたのは日本で最初。1957年（昭和32年）には日本で初めて開催されたゴルフのワールドカップ（第5回大会）の舞台となったコース。2020年の東京オリンピックではゴルフ会場として使用された。（民間施設では唯一の五輪大会会場）[21]。

### その他
- 川越水上公園
- 伊佐沼公園

### スポーツチーム
- COEDO KAWAGOE F.C - 2024年シーズンから関東社会人サッカーリーグ2部に所属する社会人サッカークラブ。Jリーグ加盟を目指すクラブの1つ。
- 埼玉アザレア - V.LEAGUE MENに所属するバレーボールチーム。運営母体は狭山市に所在。

## 交通

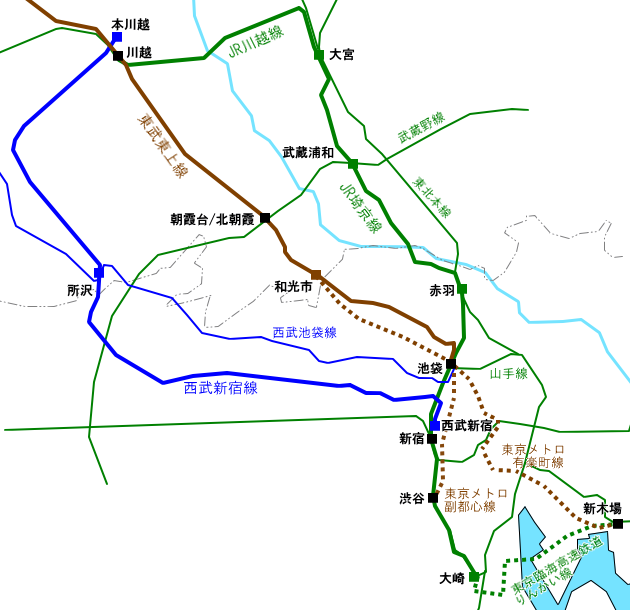
東京都心 - 川越間の競合路線

江戸時代から入間地区の交通の要衝として発達しており、周辺各都市への交通が中心部から放射状に発達しているものの、市内環状道路の整備や、主要道路の拡幅が今後の課題となっている。

### 鉄道路線
東日本旅客鉄道（JR東日本）
■■川越線
- 南古谷駅 - 川越駅 - 西川越駅 - 的場駅 - 笠幡駅

東武鉄道
 東上本線
- 新河岸駅 - 川越駅 - 川越市駅 - 霞ヶ関駅

西武鉄道
 新宿線
- 南大塚駅 - 本川越駅

川越駅、川越市駅、本川越駅の3駅が川越市の中心市街地にある。JTBパブリッシングや交通新聞社の時刻表における市の代表駅は、市内で最も乗降人員が多い川越駅となっている。

#### 廃線
西武鉄道
- 大宮線（1906年4月16日廃止）
  - 川越久保町駅 - 成田山前駅 - 二ノ関駅 - 沼端駅 - 黒須駅 - 芝地駅
- 安比奈線（2017年5月31日廃止）
  - 南大塚駅 - 安比奈駅

埼玉県営鉄道
- 県営の砂利採取事業のため東武東上線から入間川まで路線があった。
  - 霞ヶ関駅 - 砂利採取場

旧・西武鉄道は1925年（大正14年）に、入間川からの砂利輸送が目的で南大塚駅から安比奈線を開通させた。入間川には、安比奈線と埼玉県営鉄道の2つが対岸の東武と西武の駅から向かい合うように延びていた。
1950年（昭和25年）に電化され蒸気機関車から電気機関車に変ったが、その貨物輸送も1967年（昭和42年）で廃止された。その後半世紀近くにわたって休止扱いであったが、2016年（平成28年）11月30日を以て廃止された。

### バス

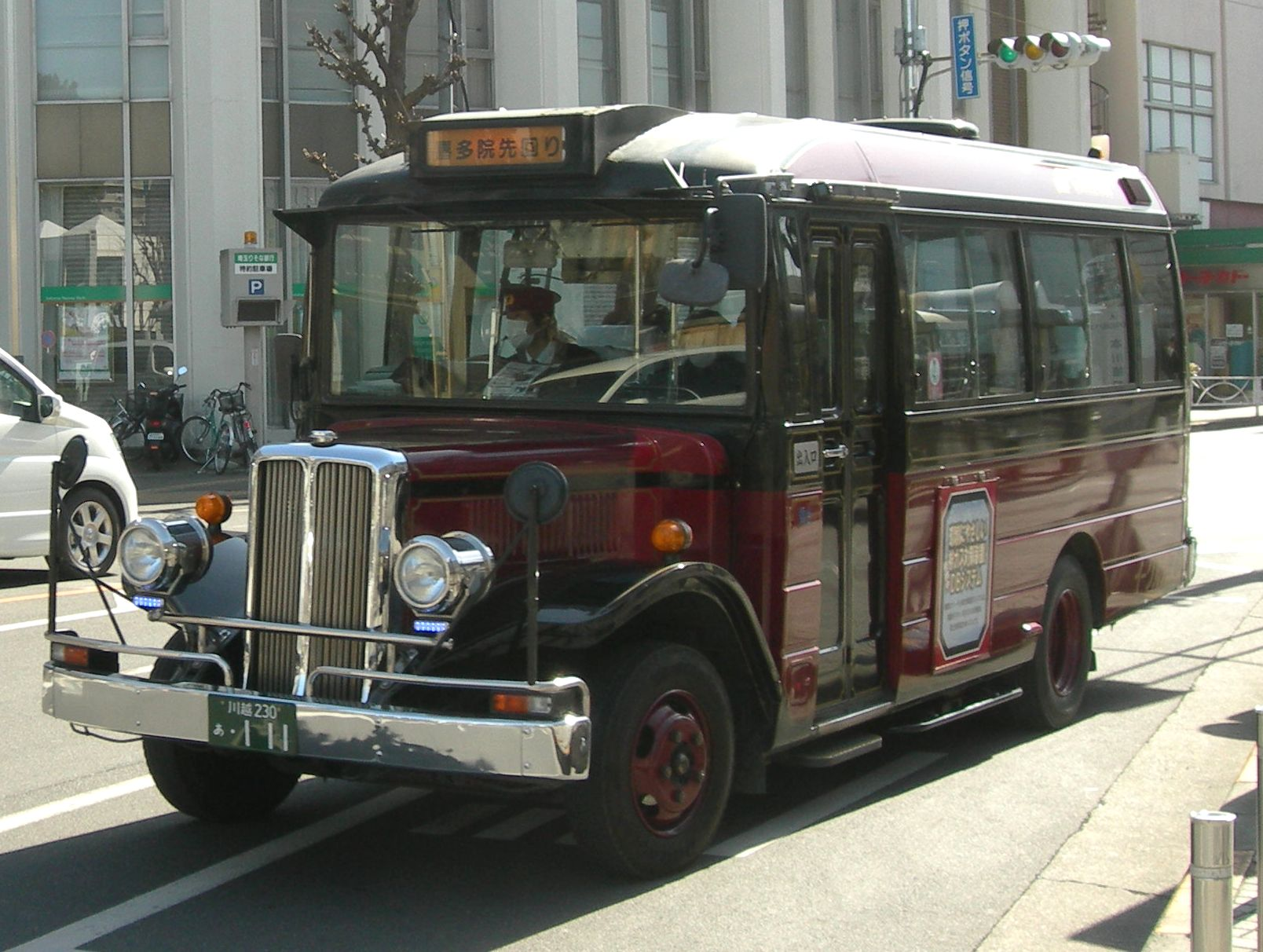
小江戸巡回バス

- 路線バス
  - イーグルバス
  - 東武バスウエスト
  - 西武バス
国際興業バスが1995年1月まで路線バスを運行をしていたが、西武バスに移管をした。
- コミュニティバス
  - 川越市コミュニティバス「川越シャトル」（東武バスウエスト川越営業事務所・西武バス川越営業所に運行委託）
- 市内観光バス
  - イーグルバス：小江戸巡回バス（レトロなボンネットバスで市内の名所を巡回している。車内アナウンスは英語・中国語に対応。1日フリー乗車券がある）。
  - 東武バスウエスト：小江戸名所めぐりバス（1日乗り放題のバス）。
- 高速バス
  - 川越観光自動車・東武バスウエスト・千葉交通：川越駅西口 - 成田空港
  - イーグルバス・西武バス・東京空港交通：本川越駅 - 川越駅西口 - 羽田空港
  - 東武バスウエスト・京成トランジットバス：本川越駅 - 川越駅西口 - 東京ディズニーシー - 東京ディズニーランド
  - 日本中央バス：川越駅西口 - 富山駅前 - 金沢駅前 - 兼六坂
  - 西武バス・富士急行観光：川越駅西口 - 富士急ハイランド - 河口湖駅 - 富士山駅
  - 関越交通：川越的場BS - 沼田 - 尾瀬戸倉 - 大清水（尾瀬号）
  - 西武バス・越後交通：川越的場BS - 湯沢 - 長岡北 - 三条燕 - 新潟駅前 - 万代シテイバスセンター（新潟線）
  - 西武バス・頸城自動車・越後交通：川越的場BS - 柏崎駅前 - 頸城 - 高田駅前 - 直江津（イトーヨーカドー前）（上越線）
  - 西武バス・富山地鉄：川越的場BS - 黒部 - 富山駅前（富山線）
  - 西武バス・加越能バス：川越的場BS - 砺波駅南 - 高岡駅前 - 氷見 （氷見線）
  - 西武バス・北陸鉄道・JRバス関東・西日本JRバス：川越的場BS - 金沢駅（金沢線）
  - 西武バス・長電バス：川越的場BS - 屋代 - 長野駅前 - 権堂 - 柳原（長野線）
  - 西武バス・千曲バス：川越的場BS - 軽井沢プリンスホテル - 軽井沢駅前 - 中軽井沢駅 - 御代田駅前 - 小諸駅前（軽井沢線）
  - 西武バス・千曲バス：川越的場BS - 佐久平駅前 - 中込駅前 - 臼田駅（佐久線）
  - 西武バス・千曲バス：川越的場BS - 富岡 - 下仁田 - 松井田 - 佐久 - 小諸高原 - 上田駅前 - 上田営業所（上田線）
  - 日本中央バス：川越的場BS - 藤岡 - 高崎駅東口 - 前橋駅南口 - 前橋バスターミナル（前橋線）
  - 広栄交通バス(JRバス関東アライアンス)：川越駅西口 - 高崎駅西口 - 草津温泉バスターミナル - ホテルヴィレッジ（ゆめぐり川越・大宮号）
- 深夜急行バス
  - 東武バスウエスト：池袋駅西口 - 志木駅南口 - 川越駅東口 - 本川越駅 - 神明町車庫（ミッドナイトアロー川越号）
  - 東武バスウエスト：川越駅東口 - 本川越駅 - 坂戸駅北口 - 東松山駅 - 森林公園駅南口（ミッドナイトアロー東松山・森林公園号）

### タクシー
- 練馬タクシー川越営業所
- 埼玉第一交通川越営業所
- 西武ハイヤー川越営業所
- 川越乗用自動車
- 三共交通
- 初雁交通
- 富士見ハイヤー
- 東上ハイヤー

タクシーの営業区域は県南西部交通圏で、所沢市・東松山市・飯能市・和光市などと同じエリアとなっている。

### 道路
道路網は関越道と国道254号（川越街道）が南北軸、国道16号が東西軸となっている。
高速道路
- 関越自動車道：川越IC、川越的場BS
- 首都圏中央連絡自動車道：市内に道路が延びているが、インターチェンジは設けられていない。ただし、川島町の川島ICの出口標識が「川島 東松山 川越」となっていて国道254号経由で北方より市内に入れるほか、鶴ヶ島市の圏央鶴ヶ島ICは西方、笠幡地区にほど近い位置にある。

一般国道
- 国道16号（旧道、川越バイパス (国道16号)）
- 国道254号（川越街道） - 富士見川越バイパス、川越バイパス (国道254号)）
- 国道407号（笠幡地区を掠めている）

県道
- 主要地方道
  - 埼玉県道6号川越所沢線（かわとこ線）
  - 埼玉県道8号川越入間線（茶つみ通り）
  - 埼玉県道12号川越栗橋線（川栗線）
  - 埼玉県道15号川越日高線
  - 埼玉県道39号川越坂戸毛呂山線
  - 埼玉県道51号川越上尾線
- 一般県道
  - 埼玉県道113号川越新座線
  - 埼玉県道114号川越越生線
  - 埼玉県道155号さいたま武蔵丘陵森林公園自転車道線（荒川サイクリングロード）
  - 埼玉県道157号川越狭山自転車道線（入間川サイクリングロード）
  - 埼玉県道160号川越北環状線
  - 埼玉県道180号南古谷停車場線
  - 埼玉県道229号本川越停車場線
  - 埼玉県道246号川越市停車場線
  - 埼玉県道256号片柳川越線
  - 埼玉県道260号鯨井狭山線
  - 埼玉県道261号笠幡狭山線
  - 埼玉県道335号並木川崎線
  - 埼玉県道336号今福木野目線
  - 埼玉県道339号平沼中老袋線

## 町並み保存

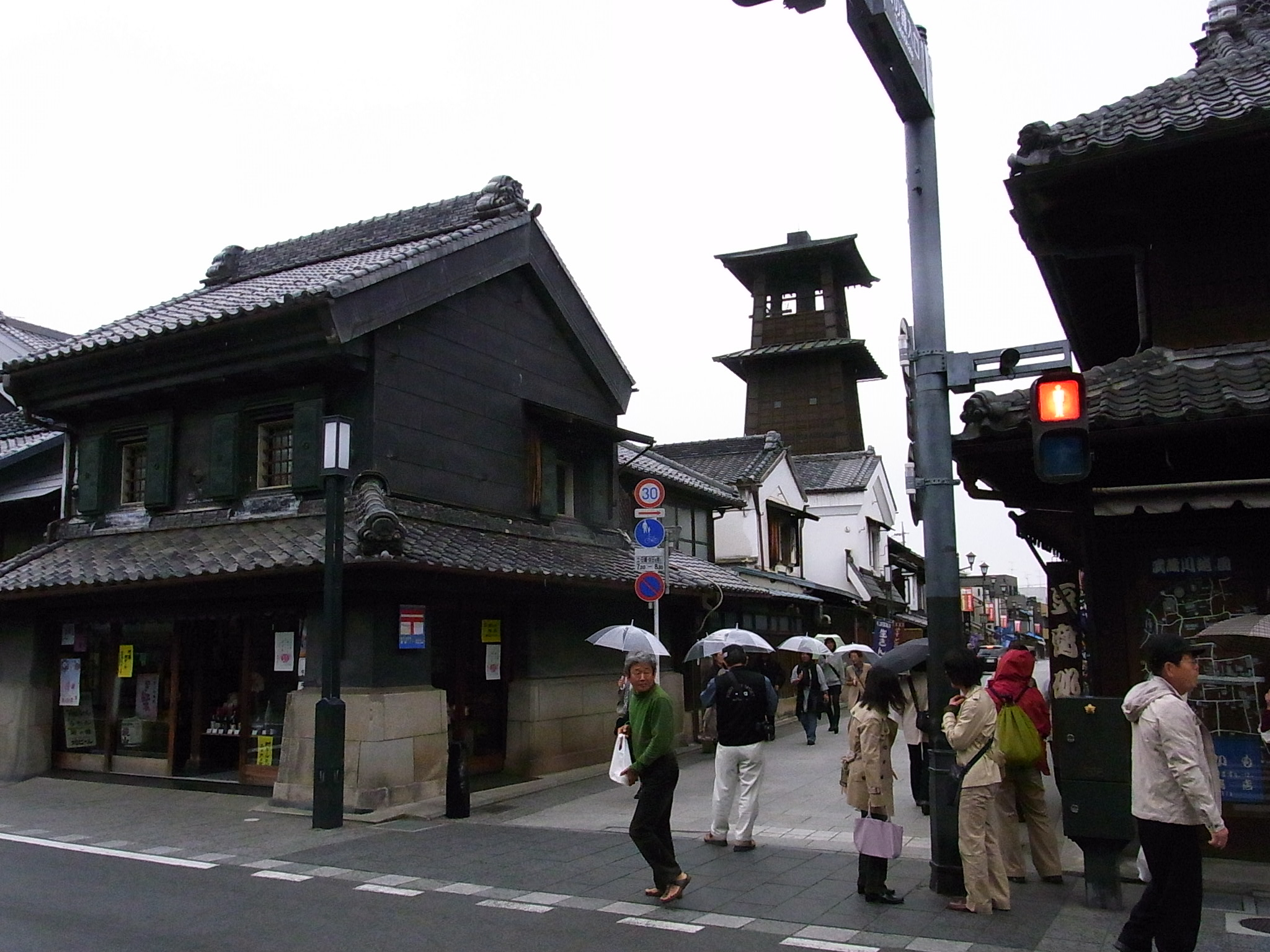
川越一番街（2010年4月20日撮影）

- 川越一番街を中心とする旧市街地は、グッドデザイン賞の第1回「アーバンデザイン賞」（1999年）を受賞している。昭和50年代に仲町のマンションに端を発した旧市街地の高層マンション乱立に危機感を持った市民が建設反対運動を展開した。市民に加え、1974年から川越を舞台に活動してきた日本建築学会・都市計画の専門家・芸術家・川越青年会議所・川越商工会議所・市役所職員などがNPO法人「川越蔵の会」を結成。さらに商店街住民が中心となって「町並み委員会」を結成、都市計画家のクリストファー・アレグザンダーの「パタン・ランゲージ」の考えを下敷きに「町づくり規範」を策定した。こうしたイギリスのナショナルトラストの影響を受けた市民が、行政に代わって文化財保存運動と衰退していた街の活性化を進めたことが高く評価された受賞であった。「川越蔵の会」は「全国町並み保存連盟」でも中心的な役割を果たし、2010年（平成22年）には「地域づくり総務大臣表彰」を受賞した[25]。また西郷真理子も川越の蔵造り保存運動に参画[26]、その経験を滋賀県長浜市の黒壁スクエア・香川県高松市の丸亀町商店街などの大手商業資本に頼らない町おこしに生かした。西郷真理子はそうした市街地再生計画でフランス・カンヌの「国際不動産投資見本市（MIPIM）」で「未来的プロジェクト賞」を日本人で初めて受賞した[27]。
- 行政も1988年（昭和63年）に「都市景観条例」を制定し、「歴路事業」として舗道の石畳化と電線類地中化を広範に進めた。政令指定都市のさいたま市と共に景観法に基づく景観行政団体となっている。
- 旧市街地約7.8ヘクタールは、1999年（平成11年）に関東地方では2番目に、国の重要伝統的建造物群保存地区として選定された（埼玉県内唯一の選定）。国の「都市景観大賞」も受賞。国が「古都保存法」施行40周年を記念して選定した「美しい日本の歴史的風土100選」にも埼玉県内から唯一選ばれている。2003年（平成15年）には「優秀観光地づくり賞」（総務大臣賞）を受賞。2008年に国が「歴史まちづくり法」を制定すると、埼玉県内で初めて川越市は長野県松本市などと共に2011年に同法の認定を受けた[28]。その結果、市が実施する「川越市歴史的風致維持向上計画」は国の補助事業となった。
- 民間では、読売新聞が選出した日本の「平成百景」や「遊歩百選」、毎日新聞の「ヘリテージング100選」に選ばれている。朝日新聞の会員サイト・アスパラクラブが「日本一の商家の町並み・暮らしの灯り」というテーマで実施した「お気に入りの町」人気投票では、岡山県倉敷市、滋賀県近江八幡市に次いで全国3位、日本経済新聞の「散歩したい歴史ある町並み」ランキングでも山口県萩市、岐阜県高山市に次いで全国3位に選出されている。2007年（平成19年）には、町並み保存が評価され「岩切章太郎賞」を受賞した。
- 市職員が制作した映像作品「蔵造り-まちづくりの明日を問う」は、「地方の時代映像祭」でグランプリを受賞、その賞金は「川越蔵の会」発足基金ともなった。1980年（昭和55年）に始まった「地方の時代映像祭」は、日本各地の人々の営みを記録したドキュメンタリー映像祭で神奈川県川崎市で誕生。その後は当市が開催を引き継いだ（現在は大阪府吹田市を会場にして開催されている）。
- NHK総合テレビの「新日本紀行」は、1978年（昭和53年）に「小江戸残照〜蔵造りの街・川越〜」を放送。重厚な家並みと伝統の中で暮らす人々を描き、30年後の2008年（平成20年）3月8日には「新日本紀行ふたたび」で再度「小江戸〜川越〜」を放送。開発の激しい首都圏の中枢都市でありながら、古いものを大切にすることで独自の未来を切り拓こうと、風格ある町並みを守る川越市民の姿を描いた。
- 旧市街地は2004年（平成16年）に「美しい日本の歩きたくなるみち500選」に選定された。しかし川越一番街などは、大型バスを含め車の往来が激しく、観光客の増加で観光人力車まで通行し、歩行者に危険な状況である。また、車の振動や排気ガスが蔵造りへ深刻なダメージを与えており、かけがえのない文化財の保護の観点からも早急な対策が求められている。ヨーロッパの古都のように旧市街地から車の通行を排除すべきではないか、と当市のタウンミーティングで懸案として協議されている。休日日中の歩行者天国を望む声は市民調査でも圧倒的に多く[29]、2009年（平成21年）11月7日から同月23日まで実際に試行もされた。一方では、埼玉県では23年ぶりの設置となる自転車通行帯の整備が旧市街地で進んでいる[30]。
- 町並みの意識は、「大正浪漫夢通り」での保存コンペの実施、新市街地のクレアモールの空間や建築・街路樹の協定など、市域全体の町作りに広がっている。また当市の成功例はシャッター通り化に苦しむ全国の都市から町作りのモデルケースとされ視察も多い。

## 住宅団地
- 初雁団地
- 新宿町団地
- 川越西山住宅（笠幡）
- 川越北谷住宅（岸町）
- 川越岸町やまぶき住宅
- 川越久下戸住宅
- 川越月吉町団地
- 川越月吉町住宅
- 川越今泉住宅
- 川越今福住宅
- 川越山田住宅
- 川越小中居住宅
- 川越小堤住宅
- 川越東坂上住宅 （新宿町）
- 川越神明町住宅
- 川越仙波町住宅
- 川越的場住宅
- 川越藤原住宅
- 川越南大塚住宅
- 川越グリーンパーク（古谷上）
- ファミリータウン春日（小堤）
- 住友川越霞ヶ関分譲地（現・上戸新町）
- 東急霞ヶ関ニュータウン（現・霞ヶ関東2〜5丁目）
- かわつる三芳野団地
- 川鶴団地
- いせはら団地
- 霞ヶ関角栄団地 - 角栄建設（現・ジョイント・レジデンシャル不動産）造成の団地
- URむさし緑園都市 川越・鶴ヶ島地区（かわつるグリーンタウン）
- URむさし緑園都市 霞ヶ関地区（川越ニューシティいせはら）

## 観光

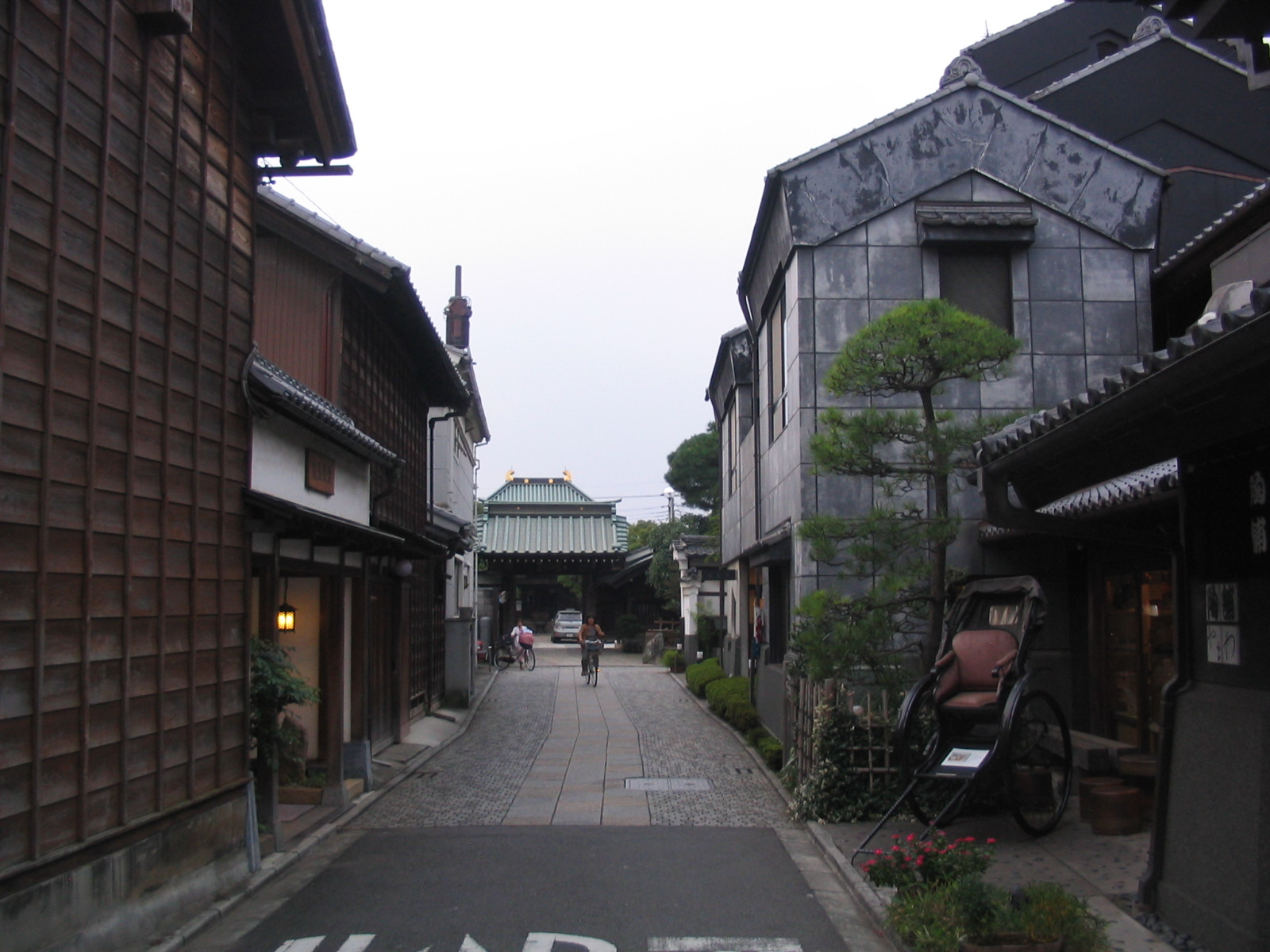
路地の光景

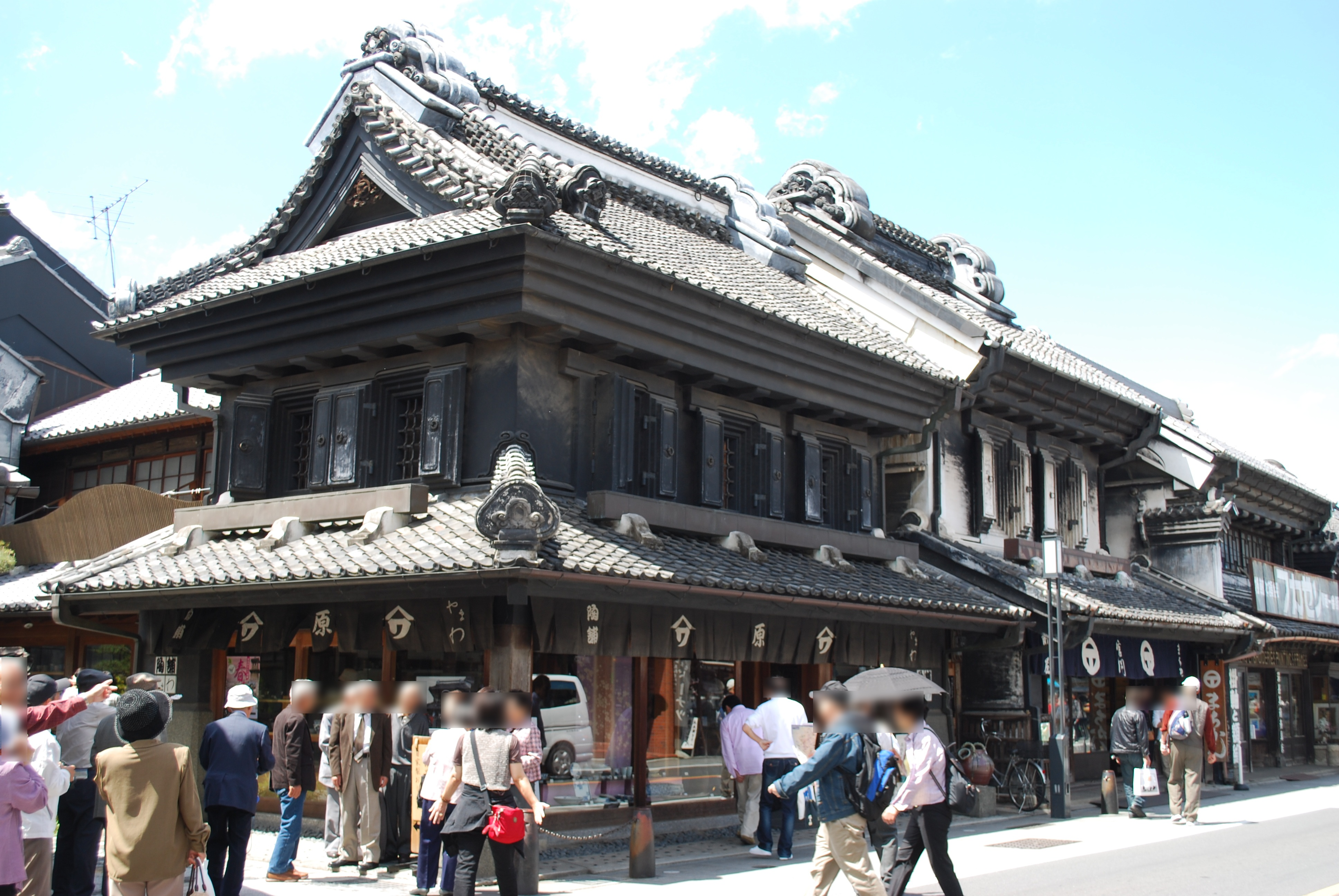
蔵造りの町並み

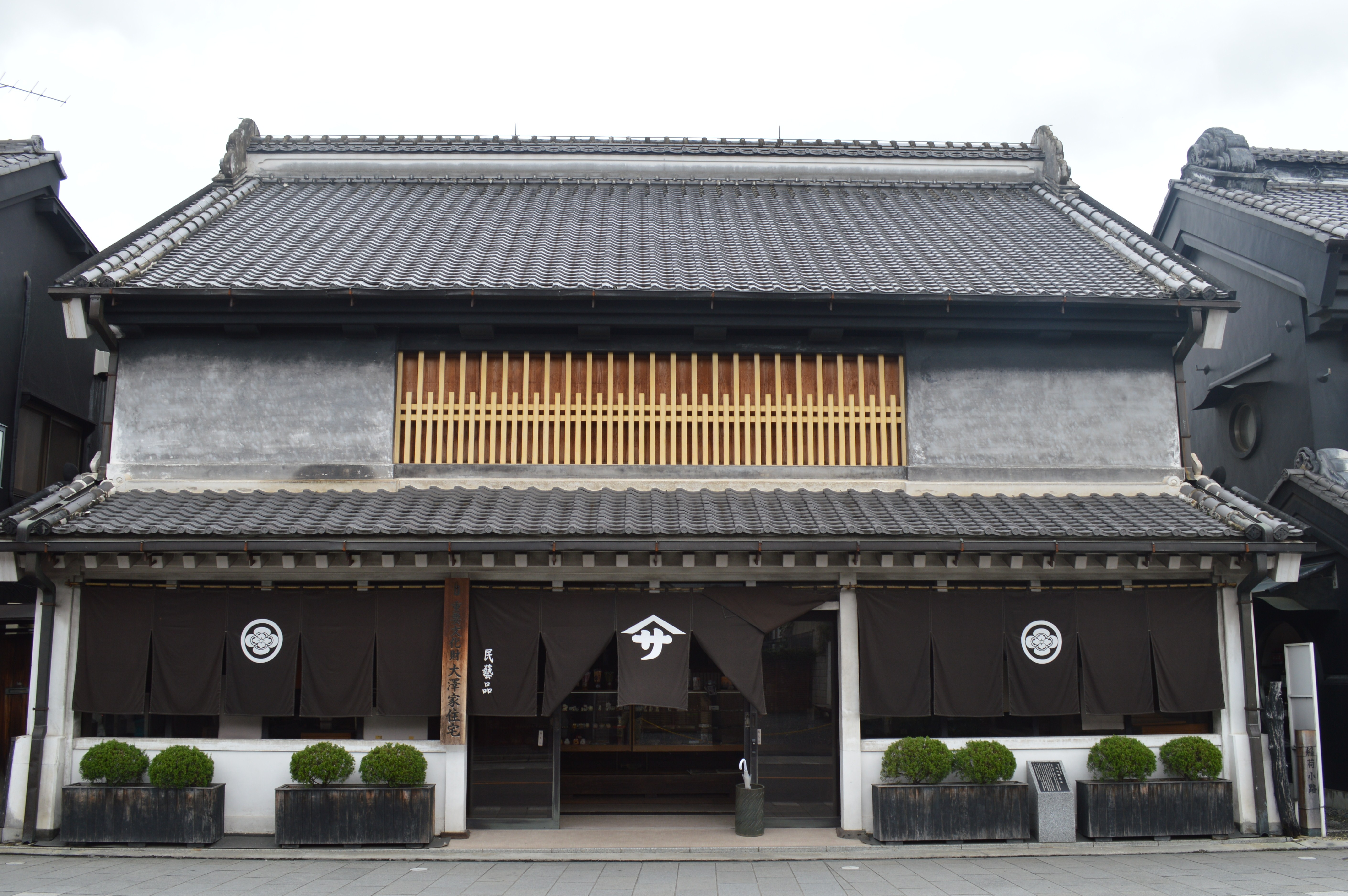
大沢家住宅

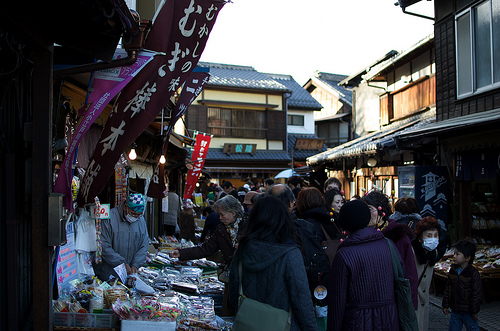
菓子屋横丁

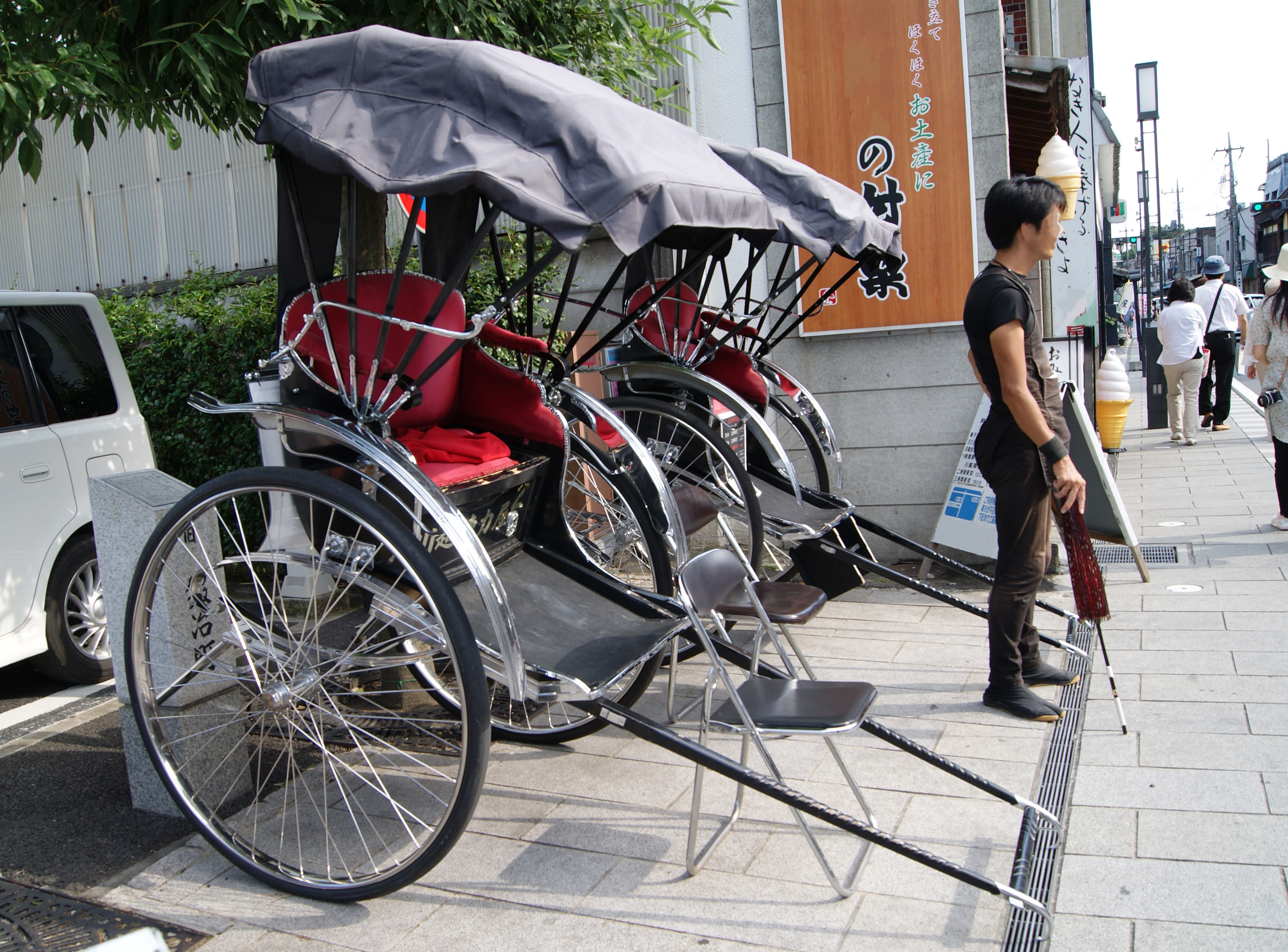
人力車

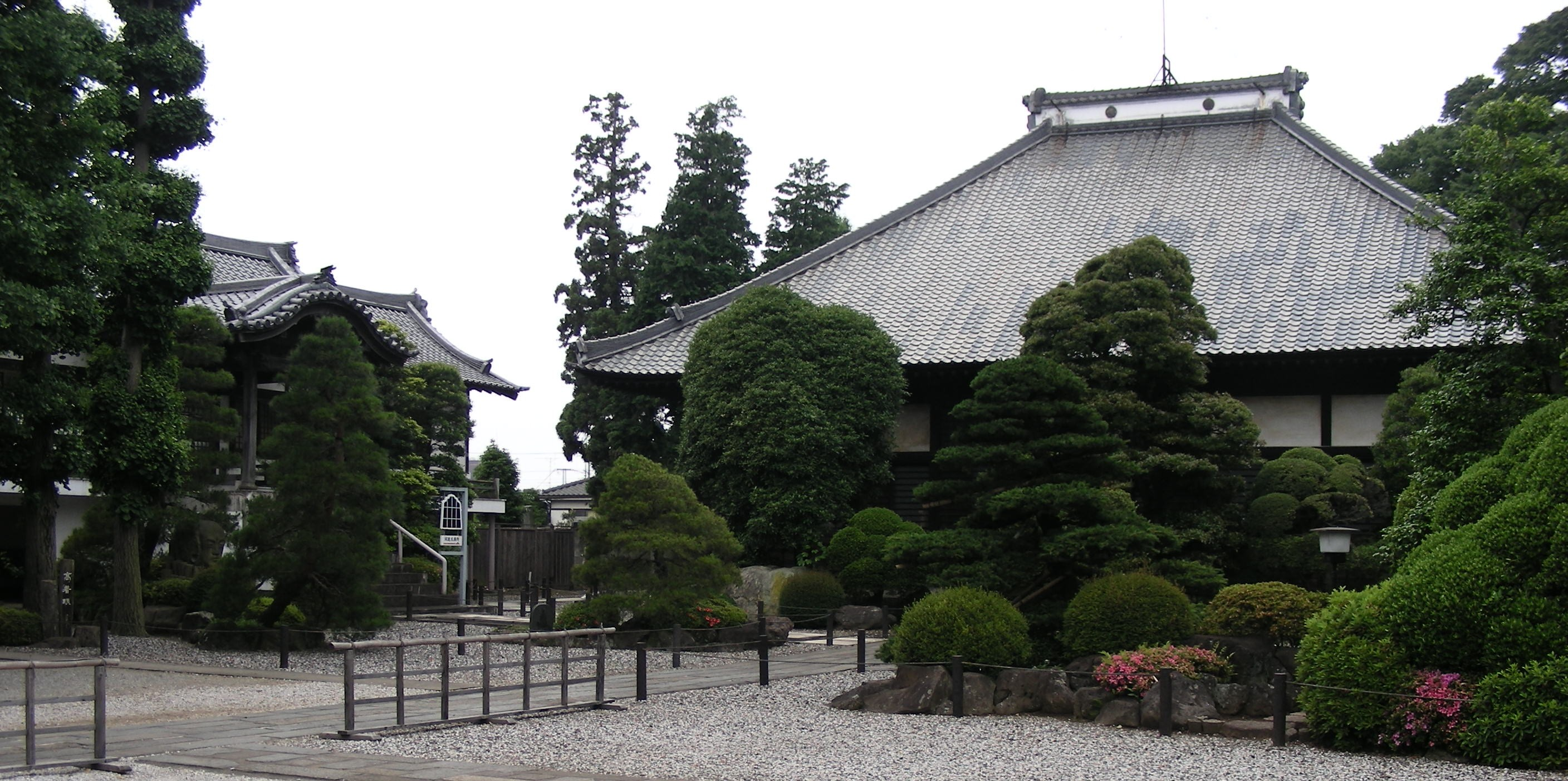
養寿院

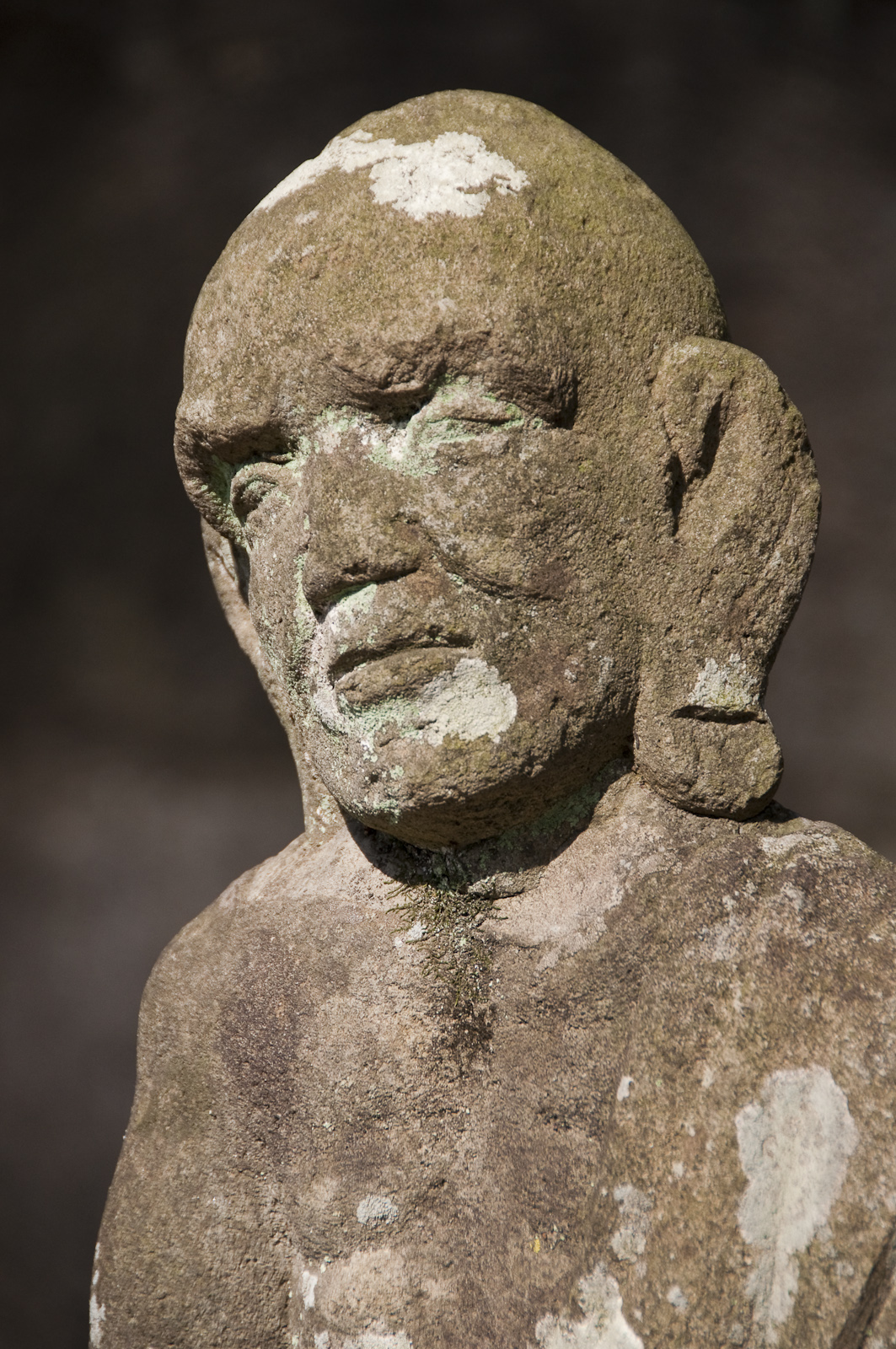
喜多院の「五百羅漢」

「世に小京都は数あれど、小江戸は川越ばかりなり」と謳われ、年間700万人（2016年）の観光客が訪れる。NHKの大河ドラマが「春日局」、「葵 徳川三代」、「義経」、「風林火山」など、当市に関係する内容になると観光客が増えている。
海外から来日した国賓にも日本の代表的な町並みとして紹介されており、2007年3月28日には上皇明仁夫妻がスウェーデン国王カール16世グスタフ夫妻を案内し、西武新宿線のお召し列車で行幸した。
国土交通省の観光ルネサンス事業に指定され、外国人富裕層の誘致促進の観光振興策を実施している。外国人観光客向けプロモーションビデオのコンペ「小江戸川越ビデオ大賞」も行い、優秀作は海外に配信している。東京近郊で交通至便、江戸情緒を実体験できる町として人気で、外国人観光客は年間4万人超となっている。韓国MBCの人気番組「私たち結婚しました」のロケ地となるなど、外国メディアに登場することも増えている。
2008年2月からは、川越商工会議所を中心に小江戸川越検定が行われており、市外からも多くの人が受検している。また絹（川越絹平）や唐桟（川唐）の大産地であったことから毎月18日を「川越きものの日」として町興しを行っており、着物姿だと各博物館や旧市街の指定商店での買い物が割引になる。
- 観光案内所
川越市観光案内所は、埼玉県初のビジット・ジャパン案内所で、川越駅構内と川越一番街にある。
- レンタサイクル
フランス・パリのヴェリブと同様の自転車先進貸出システムである「川越市自転車シェアリング」が実施されている。市役所・川越駅・市内の各観光名所などに設置されたポート（駐輪場）のどこでも24時間自転車の貸出・返却（乗り捨て）ができる。利用には専用のICカードかポートの端末機のタッチパネルに必要事項を入力後、クレジットカードを挿入する。1回当たりの利用時間が40分以内の場合は、基本料金のみで何回でも利用できる。

### 名物・特産
- サツマイモ
江戸時代から特産品。飢饉の時の非常食であったサツマイモを美味な商品作物にまで育てたのは川越で、今では川越芋の生産量は減ったが、サツマイモの加工基地となっている。川越芋は、火が通りやすく芋きんとんなど加工すると美味になる品種で、芋せんべいや芋羊羹、芋松葉、芋納豆、芋シュー、二色芋ババロア、芋プリンなど豊富。川越の「芋菓子」は草加煎餅、五家宝とともに「埼玉三大銘菓」とされる[32]。黄色い「芋ソフトクリーム」は川越発祥。イモ菓子だけでなくイモ料理も名物で、「サツマイモを食すなら川越で」と言われた天保年間から豊富な料理を築いてきた。芋うどん、芋おこわは定番。「えぷろん亭」、「源氏家」はオリジナルのサツマイモ料理。「いも膳」は、いも懐石で知られ「サツマイモ資料館」を2008年（平成20年）まで開館していた（閉館後、資料は川越市立博物館に寄贈）。
- 和菓子
川越名菓「亀の最中」の「亀屋」は1783年（天明3年）創業で旧川越藩御用達。「亀屋栄泉」、「くらづくり本舗」、「芋十」、「東洋堂」、「道灌」、「紋蔵庵」、「稲葉屋本舗」など1世紀を経た老舗が揃う。亀屋栄泉には「芋菓子の歴史館」もある。
- 川越団子
川越だんごは甘くない醤油味の焼きだんごで歯応えがある。寛永年間には城下の社交場として定着しており、今でも街中に店が多い。安政年間創業の「成田山だんご」や1861年（文久元年）創業の「田中屋」など。
- 煎餅
生地から手作りの手焼きせんべいの店が「塩野」、「大玉や」など街中にある。川越煎餅は伝統的に醤油味の塩せんべいである。「せんべい・あられは鉄火焼」のCMのホンダ製菓は当市生まれの会社で本社・工場・直売所も全て市内にある。
- 漬物、豆腐、蒟蒻なども江戸時代からの名物。
- 川越茶
円仁（慈覚大師）が川越で栽培したのが狭山茶のルーツ。昔は河越茶といった。群書類従所収の南北朝時代の異制庭訓往来に既に「日本5大銘茶」として河越茶の名が記されている。
- 素麺
川越は江戸時代は小麦の大産地で、川越そうめんは新河岸川の舟運で将軍家に献上され続けた名産品。かつての高沢町には、そうめん屋が軒を連ねていた。「川越舟運亭」など。
- うなぎの蒲焼
入間川など、市内の河川で良質の鰻が取れたことから昔から鰻料理で有名。「小川菊」は1809年（文化6年）の創業。「いちのや」は1832年（天保3年）創業。「東屋」、「小川藤」なども明治初期からの老舗。埼玉県内にチェーンを持つ「大穀」の本社も市内にある。
- 懐石・会席料理
「料亭の町」とも言われた。川越藩の貴賓館であった関東有数の豪商・横田五郎兵衛の1000坪の別邸を料亭にした「山屋」、文人墨客に利用されてきた1868年（明治元年）創業の「初音屋」など。
- 洋食
「吉寅」は1877年（明治10年）創業のすき焼きの老舗。国の登録有形文化財の洋館の「太陽軒」は大正期の洋食。「楽天」は1932年（昭和7年）に初めてとんかつと名付けた東京・上野の「楽天」の唯一の支店（上野本店は今は無い）。
- 蕎麦
古くから蕎麦の栽培に適した土地で、江戸の影響を受け継いで蕎麦屋が多く喜多院の参道などに蕎麦屋が目立つ（茶そばの「寿庵」など）。「百丈」は店舗が国の登録有形文化財に登録。
- 醤油・地酒
天保年間創業の「松本醤油」、1789年（寛政元年）創業の「笛木醤油」など天然醸造の醤油作りが残る。「小江戸鏡山酒造」は地酒「鏡山」の造り酒屋。芋焼酎は三芳町で栽培された川越芋を原料とする川越いも焼酎「富の紅赤」がある。
- 地ビール（小江戸ブルワリー）
COEDOビールは地元川越名産のサツマイモを原料としている。ドイツの名門ブラウマイスター仕込みのプレミアムクラフトビールで、モンドセレクションで最高金賞をダブル受賞、iTQi コンテストでは日本のビールで初めて最高のクリスタルテイストアワードを獲得、ヨーロピアンビアスターアワードでは2010年に国産ビールで初の金賞を受賞。北米、オーストラリアなど海外輸出も行っており、アメリカではグルメスーパーのホールフーズ・マーケットでも販売されている。
- 武蔵野うどん
当市から東京都武蔵村山市にかけての武蔵野台地は江戸時代から「手打ちうどん」（武蔵野うどん）の本場で、「ざるうどん」の店は市街地の周辺に多い。製麺所も点在し、入間地方で食べられている「よもぎうどん」も作られている。
- ラーメン
ラーメン店が多い激戦区である。中でも「頑者」はつけ麺ブームの火付け役で、テレビ・雑誌などのマスメディアに登場する機会も多く、新横浜ラーメン博物館にも支店を出している。
- B級グルメ
川越太麺焼きそばがある。もんじゃ焼きなど。東松山風みそだれ焼きとりの「ひびき」の本社は当市にある。
- 桐箪笥
寛永年間に藩主の松平信綱が興した川越の地場産業で、桐箪笥発祥の地である。大火の多い江戸で重宝された。川越の桐箪笥は島村利正の小説『桐の花』でも描かれている。上皇后美智子のご成婚で桐箪笥を納めた天保年間創業の「桔梗屋」が有名。
- 川越唐桟
川越絹など織物の一大産地だった川越だが、唐桟（とうざん）は江戸時代に南蛮から入ってきた縞木綿で、粋で高価な唐桟は江戸で一世を風靡した。川越商人はいち早く量産化に成功して川越唐桟（川唐）と呼ばれている。川唐は近年メディアで特集されることが多くなっている。

### 名所

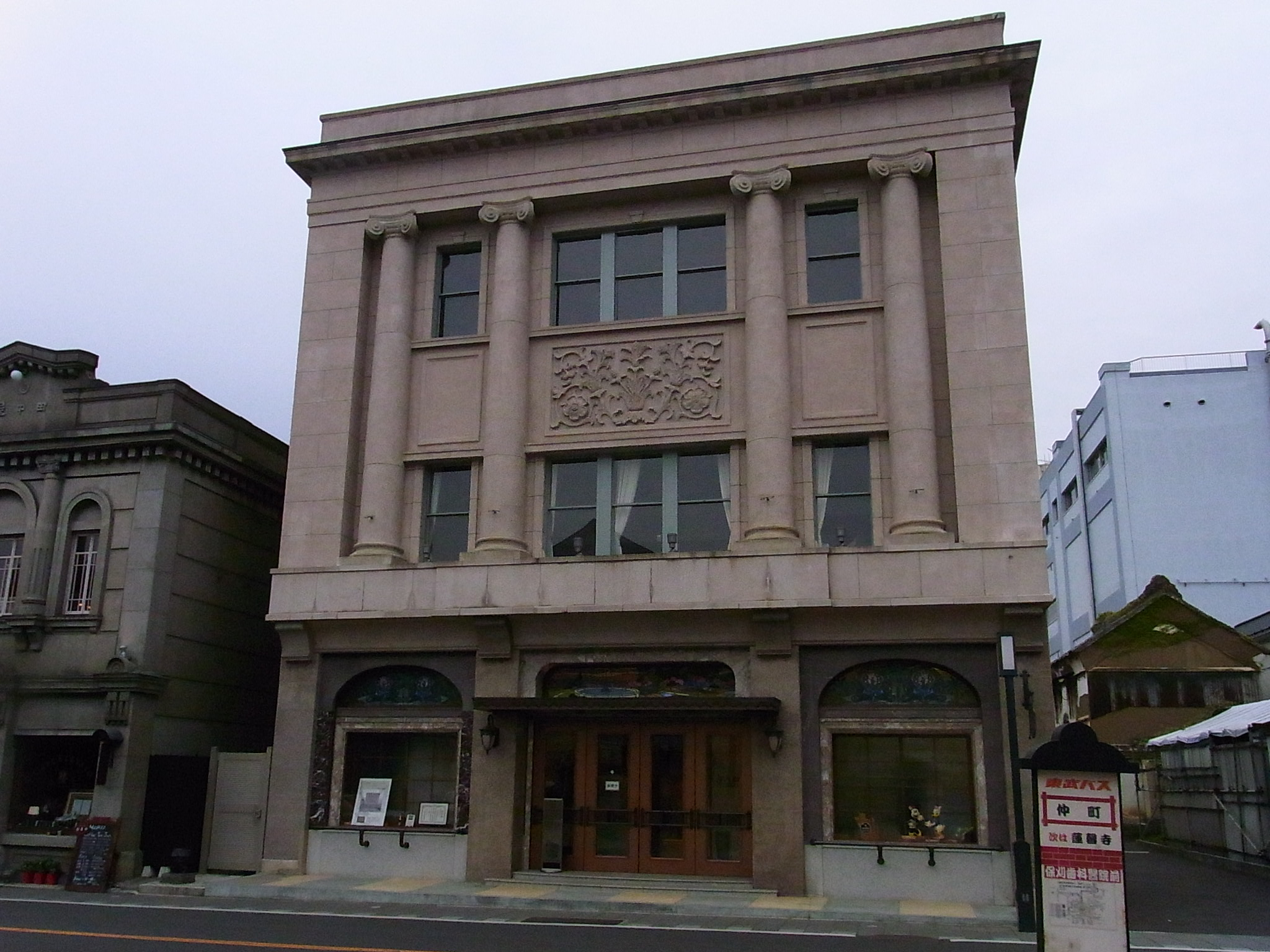
山吉ビル（2010年4月20日撮影）

博物館・美術館については、「博物館・美術館」の項目を参照。指定文化財については、川越市指定文化財一覧も参照。
- 時の鐘
川越のランドマーク。寛永年間に藩主だった酒井忠勝が建立した鐘楼。現在の鐘楼は1893年（明治26年）の川越大火の翌年に再建されたもの。この再建に際しては晩年を川越で過ごした渋沢栄一の資金援助や明治天皇からの下賜金を受けた。3層構造の塔で、高さは16メートル。400年近くにわたって川越城下に時を知らせており、今も機械式で一日4回、銅鐘を打っている。環境省選定の「日本の音風景100選」。
- 川越一番街
蔵造りの街並みが残る。福島県喜多方市、岡山県倉敷市とともに「日本三大蔵の町」。川越城西大手門跡の先にある高札場であった「札の辻」を中心とした一帯が藩主・松平信綱の時代から商人地区の上五ヶ町。町の3分の1を焼失した1893年（明治26年）の川越大火で焼け残ったのが江戸期の蔵造り建築であったので、その後、各商家が倣った。かつては200棟を超える蔵造りの町屋が建ち並び、黒漆喰を使用していることが川越の見世蔵の大きな特徴である。
現在は資料館、ギャラリー、個性的なカフェなどに利用されていることも多い。川越藩士であった橋本雅邦のコレクションがある「山崎美術館」、「服部民俗資料館」、川越藩御用絵師・船津蘭山の「蘭山記念美術館」、「松下紀久雄むかし絵美術館」などがある。1792年（寛政4年）に豪商の西村半右衛門によって建てられた「大沢家住宅」は現存する関東地方最古の蔵造りで、国の重要文化財。「陶舗やまわ」は蔵と店を繋ぐトロッコがありNHKの連続テレビ小説「つばさ」の舞台「甘玉堂」となった。川越一番街は夜にライトアップされることがある。
- 大正浪漫夢通り
かつては「銀座商店街」と呼ばれるアーケード街であったが、近年に撤去。大正時代の家並みや石畳の商店街。レトロな建物の多くが映画「陰日向に咲く」「免許がない!」、ドラマ「相棒」「菊次郎とさき」などの撮影舞台になっている。
- 菓子屋横丁
1796年（寛政8年）に江戸菓子を製造したのが始まり。関東大震災で被害を受けた東京に代わり駄菓子を製造供給するようになり、昭和初期には70軒ほどの業者が軒を連ねていた。現在では20軒ほどまで減少したが、昭和の雰囲気を残している。飴細工や麩菓子、駄菓子、横丁たこせんが人気。環境省の「かおり風景100選」に選定されている。「駄菓子の資料館」もある。横丁近くの路地には堀が廻らせてあり、ニシキゴイが泳いでいる。
- 立門前通り
蓮馨寺の門前町として戦前は川越で一番賑わった通り。1899年（明治32年）に完成した旧「鶴川座」は首都圏唯一の木造芝居小屋の遺構。日本に残る唯一の木造織物市場建築[33]である旧「川越織物市場」など、レトロな建造物が多く残る。川越織物市場は映画「無法松の一生」のロケ地。連続テレビ小説「つばさ」のタイトルバックはこの一帯で、最近はCMの撮影も増えている。
- 喜多院
川越大師。関東天台宗総本山。淳和天皇の勅で慈覚大師円仁によって830年（天長7年）に創建された。徳川家康のブレインであった天海（慈眼大師）によって隆盛を極め、家康も論議を聴きに参詣した。家康の命で藩主の酒井忠利によって大伽藍が建立された。狩野吉信の職人尽絵屏風など多くの国の重要文化財を有する。1638年（寛永15年）の川越大火でほとんどが焼け落ち、「徳川家光誕生の間」「春日局化粧の間」など江戸城紅葉山にあった建物の一部が徳川家光の命でここに移築され、重要文化財として往時の江戸城の貴重な遺構を今に伝えている。一方、東京都台東区上野桜木の寛永寺根本中堂は喜多院の本地堂を移築したものである。五百羅漢は1782年（天明2年）から半世紀を費やして造られ日本三大羅漢の1つ。小堀遠州流の枯山水庭園がある。松平大和守家7代のうち川越で没した5人の藩主の廟所もある。毎年1月3日の初大師の日にだるま市が開かれ、その日だけで30万人以上の人出がある。
- 中院
天台宗別格本山。喜多院と同じく円仁によって830年に創建されたと伝える。かつては喜多院（北院）より隆盛を誇った。天台教学の関東での中心地で古文書を多く所蔵する。島崎藤村に縁が深く、その茶室もある。川越茶（狭山茶）はここがルーツで、その起源を記した「狭山茶発祥の地碑」がある。しだれ桜も有名。
- 仙波東照宮
本殿、拝殿、石鳥居、随身門、唐門など国の重要文化財。日本三大東照宮の1つ。徳川家康の遺骸は久能山から日光へ運ばれる途中、天海によりこの地が選ばれ四日間にわたって家康の法要はここで行われた。国の重要文化財である岩佐又兵衛の三十六歌仙額がある。徳川家光の命で仙波東照宮創建の造営奉行となった老中で川越藩主の堀田正盛以降の歴代藩主奉献の灯篭も並ぶ。童謡「あんたがたどこさ」はここが発祥と言われている。
- 川越城（初雁城）
上杉持朝の居城として家宰の太田道真・道灌父子が1457年（長禄元年）に築城。関東七名城・日本100名城の1つ。本丸御殿は江戸時代後期の藩主・松平斉典の建立。入間県県庁舎ともなった。本丸御殿大広間が現存しているのは、日本では川越城の他には高知城のみで、貴重な遺構である。富士見櫓跡なども残っている。川越城中ノ門堀跡は、2010年（平成22年）に整備された。川越市役所前（川越城西大手門跡）に太田道灌の立像がある。
- 三芳野神社
初雁天神。童謡「通りゃんせ」の元となった神社。807年（大同2年）に平城天皇の創建と伝わる。995年（長徳元年）には一条天皇により菅原道真も配祀された。かつての川越城内に位置した「お城の天神さま」で喜多院、仙波東照宮とともに江戸幕府の直営社であった。三芳野神社に行くには城の門番に特別の許可を貰わねばならず、細道とは社殿に至る参道で、その様子が童謡に歌われたものである。三芳野神社にある「初雁の杉」が初雁城（川越城の別名）の由来となった。東京都千代田区平河町の平河天満宮は、三芳野神社を川越城の守護神として崇敬した太田道灌がここから分祀したものである。
- 浮島神社
浮島稲荷神社。「うきしま様」と呼ばれ安産の神として親しまれている。太田道真が葦の密生した湿地帯であるこの地に川越城を築城する際、城地守護のために祀ったのが由来である。川越城七不思議に纏わる神社である。
- 日枝神社
円仁（慈覚大師）が喜多院の鎮守として日吉大社を勧請したもの。本殿は国の重要文化財。山王祭で有名な東京都千代田区永田町の日枝神社は、太田道灌が川越のこの日枝神社から分祀したもの。江戸時代を通して幕府の厚い保護を受けた。
- 成田山川越別院本行院
川越不動。成田山新勝寺の全国初の別院で真言宗。毎月28日には蚤の市（骨董市）で賑わう。また骨董市に合せて、絹織物の大産地だった文化を守ろうとNPO法人によって「川越きもの散歩」が毎月行われている。11月には火渡り祭が行われ、12月にはギリヤーク尼ヶ崎の公演が境内で行われている。
川越にまつわる資料・文化財の調査・蒐集・展示を行っている民間の川越歴史博物館はこの別院の正面にある。川越歴史博物館は河越太郎重頼の長覆輪太刀などを貴重な品を所蔵している。
- 東明寺
一遍上人建立の時宗の寺院。河越夜戦激戦地跡で、河越夜戦は「東明寺口合戦」とも呼ばれ、境内に河越夜戦記念碑がある。将兵の遺骸を納めた富士塚が残っている。ここで戦死した難波田憲重の霊を祀った天満宮もある。
- 氷川神社
欽明天皇の即位2年（541年）に氷川神を勧請したと伝える。太田道灌以来、川越の総鎮守で歴代藩主が篤く信仰した。関東三大祭りの1つである川越祭りは「川越氷川祭」であり、氷川神社の祭礼である。朱塗りの大鳥居は木造としては日本最大で、扁額は勝海舟の書。境内には柿本人麻呂を奉る人麻呂神社や、江戸城二の丸にあった東照宮本殿を移築した八坂神社もある。8月には薪能も行われる。縁結びの神様として知られ近年は外国人の参拝が多い。
- 養寿院
曹洞宗の古刹で河越経重の開基。河越太郎重頼の墓がある。1260年（文応元年）に造られた銅鐘は国の重要文化財で、鎌倉高徳院の「長谷の大仏」（国宝）と同じ丹治久友の作である。
- 蓮馨寺
1549年（天文18年）、河越城主・大道寺政繁の母・蓮馨によって開基。開山は感誉存貞上人。代々、高僧が住職を勤め、感誉上人の他にも徳川家康の帰依を受けた源誉存応上人など、蓮馨寺の住職は徳川家の菩提寺である東京・芝の増上寺の法主となった。江戸時代には、浄土宗の関東十八檀林の1つとして幕府の僧侶養成機関だった。今は下町情緒を残した子育て・無病息災の寺で、毎月8日には「呑龍上人縁日」が行われる。
- 川越八幡宮
川越一宮。1030年（長元3年）、源頼信が平忠常の乱平定の祈願をここで行い、戦勝に感謝して創祀したもので、河越氏に縁が深く、江戸時代を通じ川越城主の篤い崇敬があった。明仁上皇生誕を記念して1933年（昭和8年）に境内に植樹された縁結び銀杏がある。境内社に民部稲荷神社があり、足腰を強くするという御利益で、箱根駅伝出場選手が参拝に訪れる。また民部稲荷神社は相撲稲荷とも言い、「まんが日本昔ばなし」でも放送された「老狐物語」の伝説が残る。
- 熊野神社
1590年（天正18年）に然誉文応僧正が紀州熊野から勧請。毎年12月3日には酉の市で賑わう。鎌倉・宇賀福神社と同じ祭神が祭られているため銭洗弁天がある。
- 河越館跡
国の史跡。河越館跡史跡公園となって整備された。平安時代末期から室町時代にかけて武蔵国で勢力を張った豪族・有力御家人であった河越氏の館跡。河越能隆がこの地に移住し河越氏となった。戦国時代初期には、扇谷上杉家の上杉朝良が城主を務める河越城に対峙するために、山内上杉家の上杉顕定が陣所（上戸陣）を7年間も張ったところでもある。また、館跡の一角にある常楽寺は時宗の古刹で、河越城主だった大道寺政繁が小田原征伐で降伏、豊臣秀吉の命で自害したところである。源義経とその正室の京姫（郷御前・河越重頼の娘）の供養塔もある。
- 永島家住宅
川越城南大手門跡近くにある武家屋敷。川越藩御典医の屋敷で、埼玉県内で唯一の武家屋敷遺構である。枳殻の生垣は川越藩の特徴であった。
- 旧戸田家住宅
伊佐沼公園に「伊佐沼庵」として移築されている。江戸時代に福原地区に建てられた萱葺きの古民家で馬屋を持ち、民具・農具なども残り、武蔵野の農家の江戸時代の暮らしを伝える貴重な資料である。
- 新河岸川河岸場跡
舟運の船着場跡では最も城下町寄りの仙波河岸が史跡公園になっている。江戸時代以来の川越五河岸には、船問屋の「伊勢安」跡がある。
新河岸川の旧赤間川部分で舟運を再興しようという動きがあり、濯紫公園（たくしこうえん）を基点に約2kmの観光舟運の試航がされている。濯紫公園は藩主・柳沢吉保の家老・山東小市郎の別邸「濯紫園」跡で現在は親水公園。ただし、観光舟運の区間は江戸時代以来の新河岸川舟運が行われていた区間ではない。
- 日本聖公会川越キリスト教会
1889年（明治22年）に建立された聖公会の教会で、埼玉県最初のキリスト教会。日本聖公会では北関東教区で最初の教会でもある。1878年（明治11年）、アメリカから帰国したばかりの横山錦柵（最初に自転車に乗った日本人とされる）によって川越で伝道が始められた歴史を持つ。川越大火で失われたが、1921年（大正10年）に再建された現建物もゴシック様式の赤煉瓦造り（日本煉瓦製造）で、国の登録有形文化財に登録されている。設計はアメリカの聖公会から派遣され、池袋に移転した立教大学の諸聖徒礼拝堂（チャペル）の設計管理も担当したウィリアム・ウイルソン。再建資金はニューヨーク大学のピーターソン教授夫妻の寄付金に多くを負った。
- カトリック川越教会
1892年（明治25年）より川越で宣教をしていたフランスのパリー外国宣教会司祭プラシード・メイランによって1912年（大正元年）にカトリック教会が建立され、埼玉県で最初のカトリックの小教区が誕生した。1933年（昭和8年）には白亜の聖堂が完成した。戦前はフランシスコ修道会カナダ管区の担当する教会となった。美しい教会で平成になって改築され、埼玉景観賞を受賞している。
- 旧八十五銀行本店（現・埼玉りそな銀行川越支店）
川越のシンボルの1つ。1918年（大正7年）に建てられた洋館で、埼玉県内では最も早く国の登録有形文化財に登録された。銀行の看板なども周囲の景観に合わせた色合いにして営業している。設計は保岡勝也。昭和30年代まではこの本店隣（現在は埼玉りそな銀行の駐車場）に川越貯蓄銀行の本店もあり、洋館が2つ並んでいたが、そちらは取り壊されてしまった。「日本の電力王」と呼ばれた福澤桃介は川越で成長したが、父親がここで書記の仕事をしていた。
- 旧武州銀行川越支店（現・川越商工会議所）
国の登録有形文化財。髙島屋日本橋店や資生堂本店、京都市美術館などを設計した前田健二郎の設計で、メダリオンやドーリア式の柱に趣がある。少年時代を川越で過ごした澁澤龍彦は、父親がこの支店長だった。

- 旧山吉デパート
山吉デパートが1936年（昭和11年）に増築した洋館。近年修復された。設計は保岡勝也。山吉デパートは1923年（大正12年）にオープンした埼玉県内最初の百貨店で、秩父市の矢尾百貨店より1年早かった。江戸時代から続く呉服商で川越渡辺銀行を創立した渡辺吉右衛門がオーナーで、エレベーターや屋上庭園もある高級デパートだった。1942年（昭和17年）に戦争のため閉館。戦後は1951年（昭和26年）から1964年（昭和39年）まで丸木百貨店（現・丸広百貨店川越店）となった。隣接して、1915年（大正4年）に建てられた洋館・旧「田中屋美術館」もある。
- 旧山崎氏別邸庭園
これも当市に縁の深い保岡勝也の設計で、ステンドグラスが美しい洋館と数寄屋造りの和室が融合した主屋。枯山水と茶庭から成る庭園は、埼玉県内で初の国の登録記念物（名勝地）に登録された[34]。1926年（大正15年）の完成以来、川越に来た皇族の宿泊所としても用いられ、李氏朝鮮の最後の皇太子・李垠も滞在し、その碑がある。現在は市の所有で不定期に公開される。
当市は蔵造りだけでなく街中にいくつも洋館が残っている。国の登録有形文化財としては、旧六軒町郵便局の特徴ある赤屋根の木造洋館がある。
- 藤間流発祥の地碑
日本舞踊五大流派の1つ藤間流は、入間郡藤間村（現・川越市藤間）出身の初代・藤間勘兵衛が、宝永年間に江戸に出、出身地の藤間の名を冠した藤間勘兵衛を名乗り、歌舞伎の振り付けを始めたことに由来する。武者小路実篤の「武蔵野に生きている藤間の里」という直筆の碑もある。
- 正岡子規句碑
正岡子規が帝国大学在学中の1891年（明治24年）に川越を旅した際に詠んだ歌が石碑になっている。当市にはこうした文学碑が少なくない。砧うつ隣に寒き旅寝哉
- 川越の「自由の鐘」
1951年（昭和26年）4月8日、喜多院境内で在日米国ボーイスカウト第3隊グランドハイツ（朝霞市）と川越ボーイスカウト第2団による日米ボーイスカウト交歓キャンプが開催された。これを記念して、米国側からは「自由の鐘」、川越側からは刺繍の隊旗が互いに寄贈された。この「自由の鐘」にはアメリカボーイスカウト連盟 (BSA) のマークが、添えられたプレートにはこの鐘の由来が綴られており、現在は川越市民会館脇に建てられている。川越はスカウト運動が盛んで川越ボーイスカウトは埼玉県内最古の1つ、カブスカウトの設立も埼玉県内最初である。
- 小江戸川越七福神めぐり
当市は七福神を祀る寺院が多く天海の江戸時代より七福神めぐりが起こり、現在も市民・観光客で賑わう。

### 主要祭事

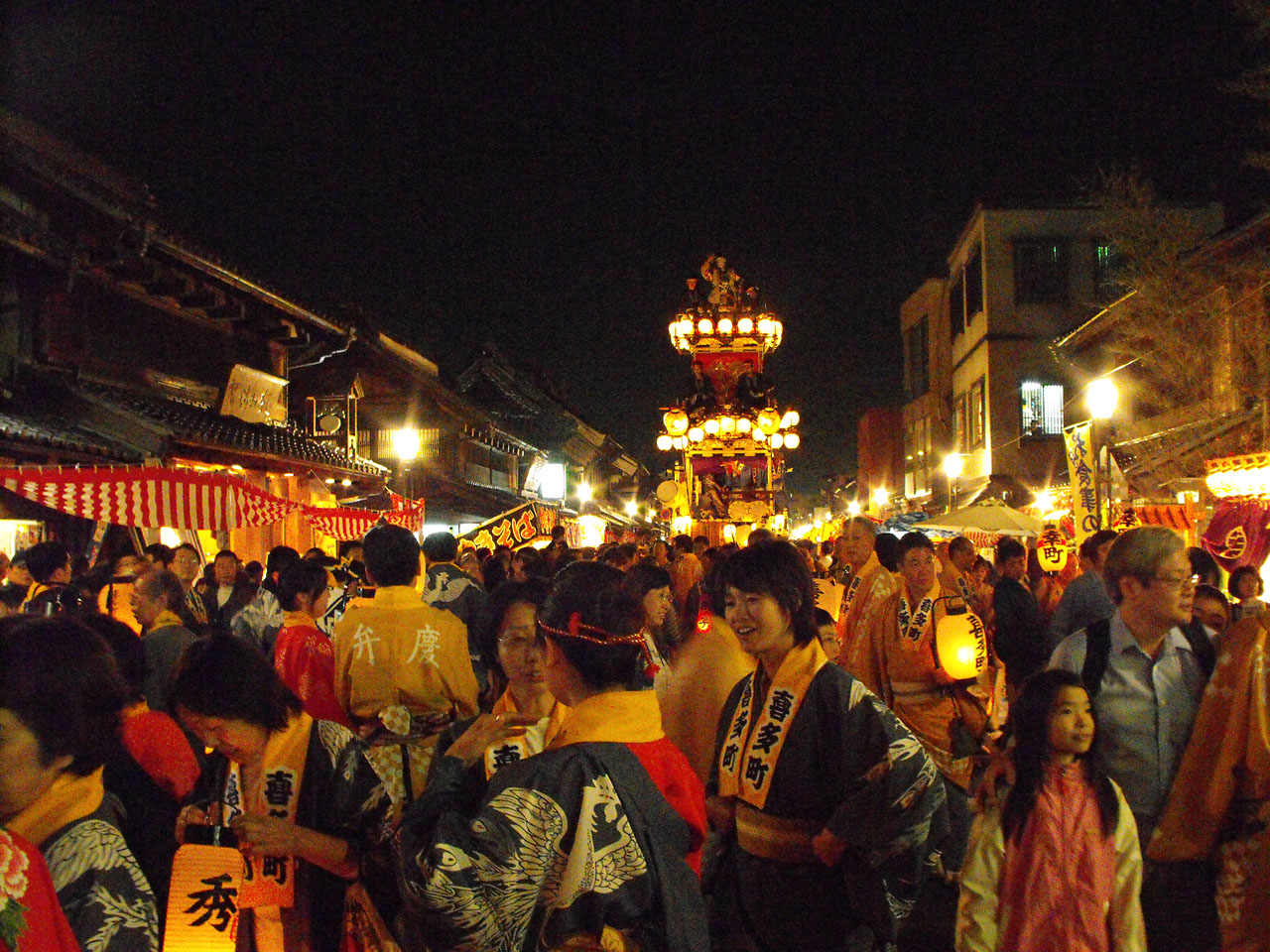
川越まつり

- 川越まつり（10月の第3日曜日とその前日の土曜日。ただし10月14日と15日が土曜日と日曜日の場合はその両日）
関東では数少ない山車の曳き回しの祭りで、関東三大祭の1つ。国の重要無形民俗文化財。2016年にはユネスコの無形文化遺産に「山・鉾・屋台行事」の1つとして登録された。川越城下の大半が焼き尽くされた1638年（寛永15年）の川越大火の翌年、幕府の老中首座であった松平信綱が川越藩主となり町の再興が為される中、1648年（慶安元年）、松平信綱が神輿・獅子頭を寄進、信綱によって総鎮守である氷川神社の祭礼として始まる。東京神田明神の神田祭などが山車ではなく神輿の祭りに変わってしまった現在、江戸天下祭の面影を最も良く残した祭りである。
- 川越百万灯夏まつり（7月下旬）
1850年（嘉永3年）の盆に、魚子（ななこ）という川越藩の家臣・三田村源八の娘が、同年に死去した藩主の松平斉典を偲び軒先に切子灯篭を掲げたことに始まる、とされる。現在は市民祭りと化し、提灯が飾られ、川越藩火縄銃鉄砲隊保存会の実物の火縄銃の演武など時代行列も行われる。

### 川越歳時記
- 1月
  - 3日 初大師（だるま市）（喜多院）
  - 9日 一升講（鯨井 春日神社）

新河岸川桜まつりの舟遊び

  - 成人の日前日の日曜日 餅つき踊り（南大塚、西福寺）県指定無形民俗文化財
  - 15日 筒粥の神事（石田、藤宮神社）市指定無形民俗文化財
- 2月
  - 11日 弓取式（下老袋、氷川神社）県指定無形民俗文化財
- 3月
  - 春分の日 ふせぎ（芳地戸、尾崎神社）市指定無形民俗文化財
  - 下旬 新河岸川桜まつり（新河岸川河川敷）
  - 下旬 小江戸川越春まつり（5月の春まつり民踊大会まで市内各所で祭りが続く）
- 4月
  - 第2日曜日 万作（老袋、氷川神社）県指定無形民俗文化財
  - 14日 足踊り（南田島、氷川神社）市指定無形民俗文化財
  - 15日 祭ばやし（今福、菅原神社）県指定無形民俗文化財
  - 15日 祭ばやし（中台、八雲神社）県指定無形民俗文化財
  - 第3土・日曜日 ささら獅子舞（石原町、観音寺）県指定無形民俗文化財
  - 19日 神楽（中福、稲荷神社）市指定無形民俗文化財
- 7月
  - 13日 初山（富士見町、浅間神社）
  - 第2日曜日 まんぐり（上寺山、八咫神社）市指定無形民俗文化財
  - 15日付近の日曜日 万作（鯨井、八坂神社）市指定無形民俗文化財
  - 第3日曜日 獅子舞（福田、星行院・赤城神社）市指定無形民俗文化財
  - 中旬 小江戸川越花火大会（伊佐沼公園または安比奈親水公園）
  - 下旬 川越百万灯夏まつり
- 9月
  - 1日 お炊き上げ（新宿町、雀の森神社）
  - 敬老の日前日の日曜日 ほろかけ祭り（古谷本郷、古尾谷八幡神社）県指定無形民俗文化財
  - 15日 獅子舞（古谷本郷、古尾谷八幡神社）
  - 下旬 川越市美術展（川越市立美術館）
- 10月
  - 13日 いもの日まつり・芋供養（菅原町、妙善寺）
  - 中旬 獅子舞（上寺山、八咫神社）市指定無形民俗文化財
  - 第3日曜日とその前日の土曜日 川越祭り 国の重要無形民俗文化財
  - 下旬 川越産業博覧会（川越運動公園）
- 11月
  - 1日から 小江戸川越菊まつり（喜多院）
  - 初旬 小江戸川越大茶会（蓮馨寺、中院など）
  - 23日 火渡り祭（成田山川越別院）
  - 下旬 小江戸川越マラソン
- 12月
  - 3日 酉の市（連雀町 熊野神社）

### 宿泊施設
- 佐久間旅館
国の登録有形文化財の佐久間旅館は1894年（明治27年）創業の老舗旅館。尾崎紅葉や島崎藤村の常宿で、藤村の『夜明け前』の執筆はここで成された。日本ペンクラブ初代会長の藤村が第1回国際ペン大会出席で洋行するときの壮行会も堀口大學など文人たちが集ってここで行われた。皇族の定宿で三笠宮崇仁親王が特に贔屓にしている。将棋名人戦の対局宿でもある。（閉館）
- 市内には「川越プリンスホテル」、「川越東武ホテル」、「川越第一ホテル」、「ホテル三光」などのシティホテルや、ビジネスホテル・カプセルホテルも多い。天然温泉の「川越温泉」「はつかり温泉」など日帰り入浴施設もある。伊佐沼湖畔には埼玉県国民年金保養センター「えすぽわーる伊佐沼」もある。また、蔵造りの町並みには戦前から続く昔ながらの銭湯「旭湯」がある（市内唯一の銭湯）。

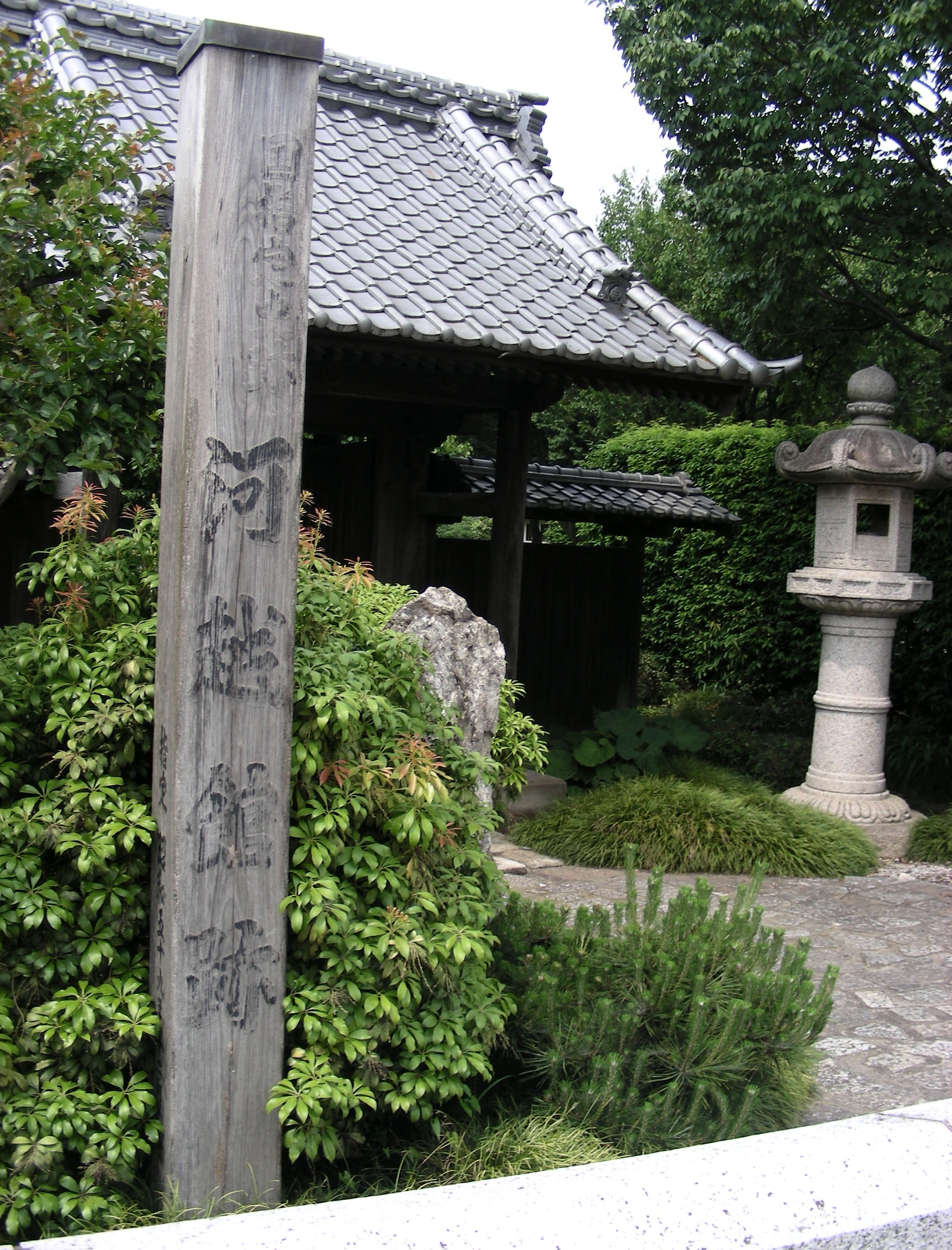
河越館
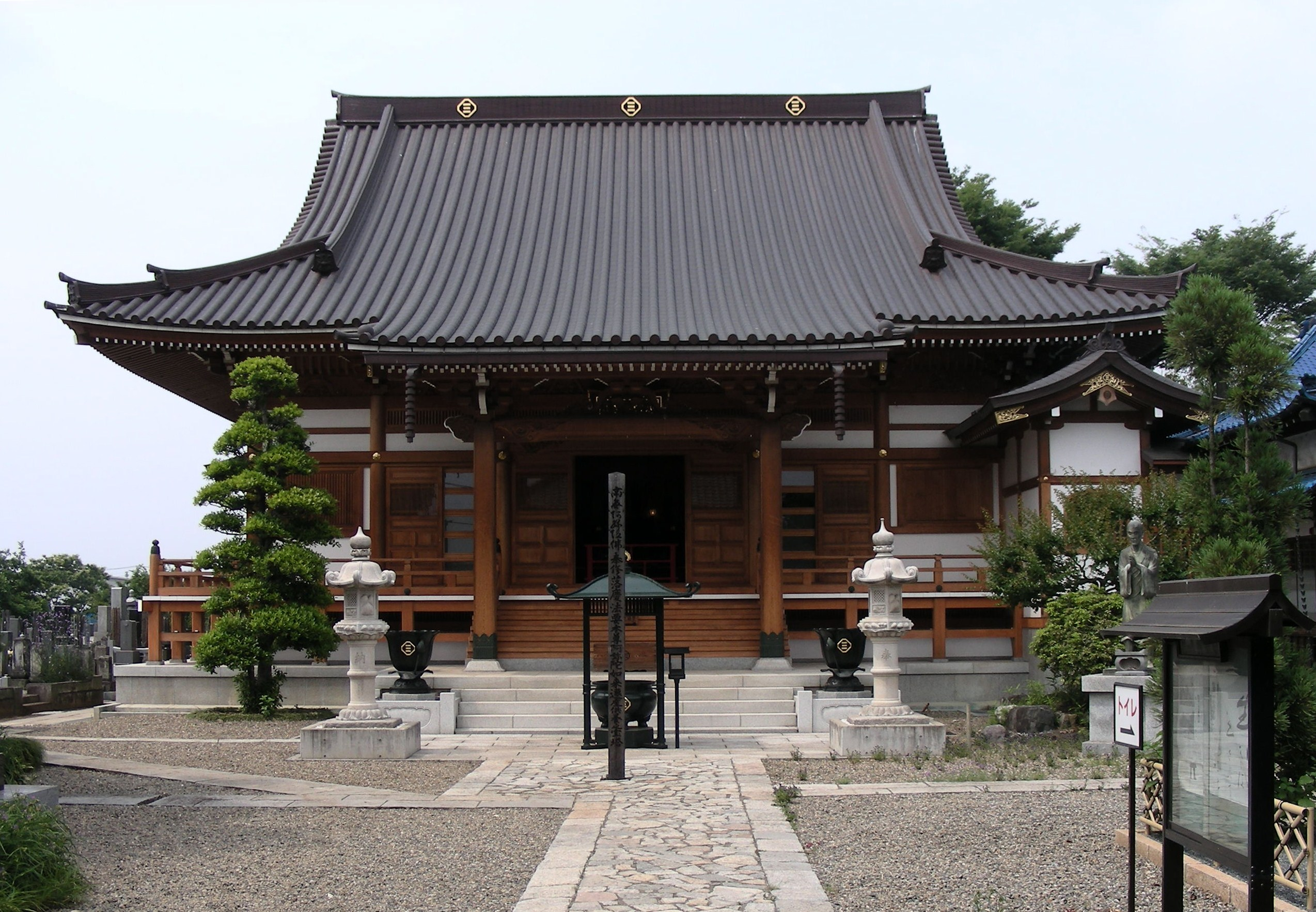
常楽寺
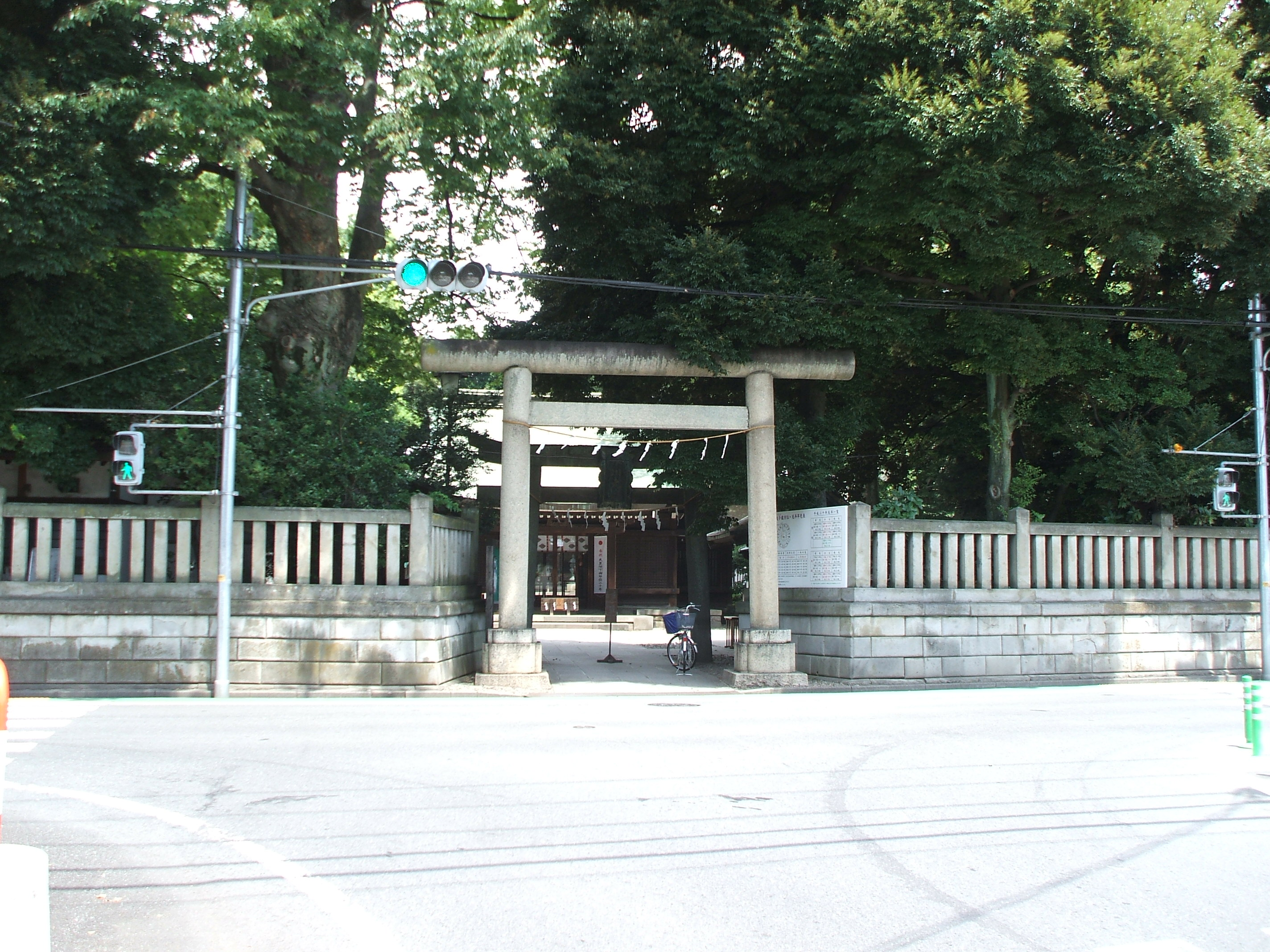
氷川神社
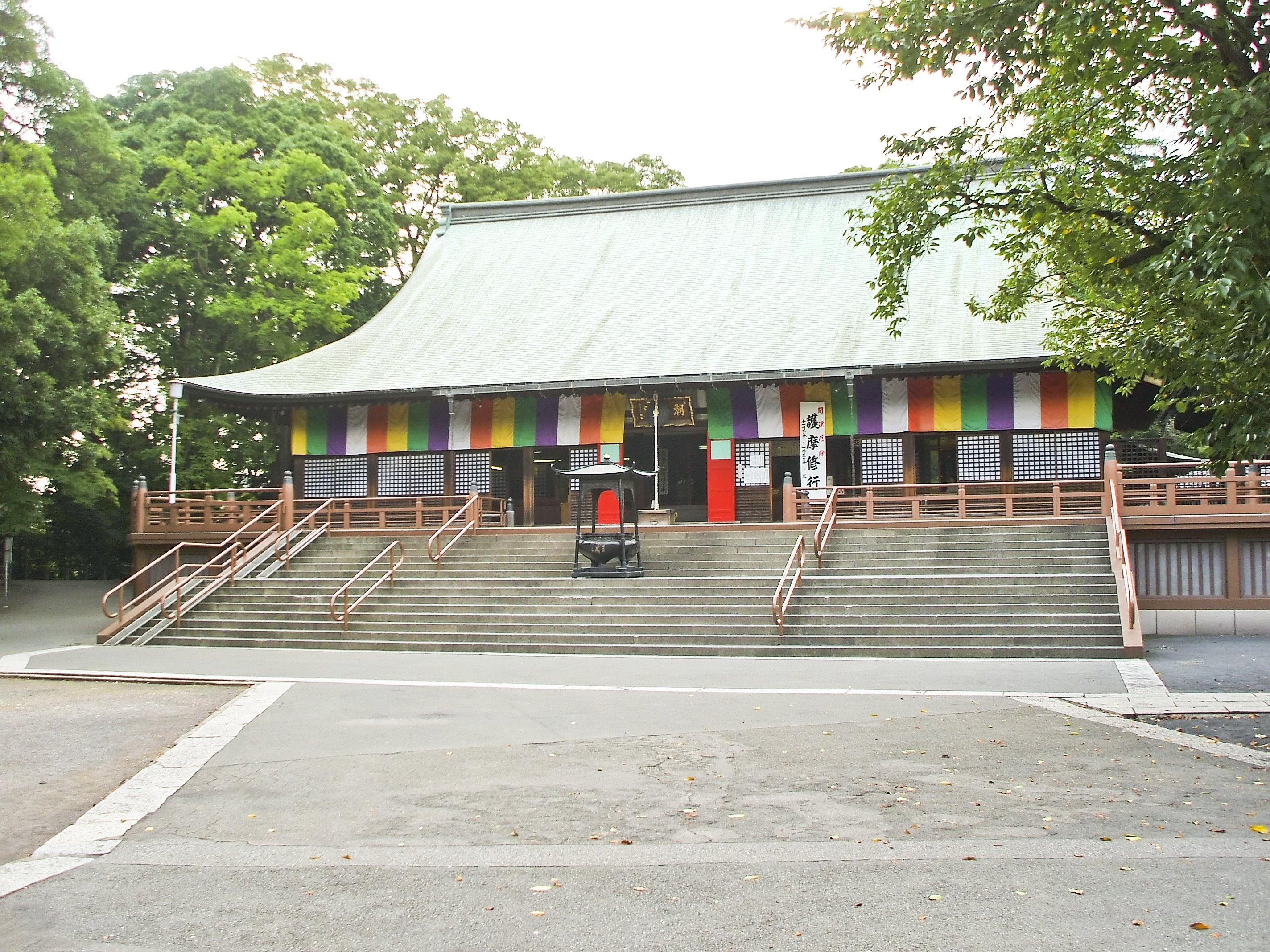
喜多院
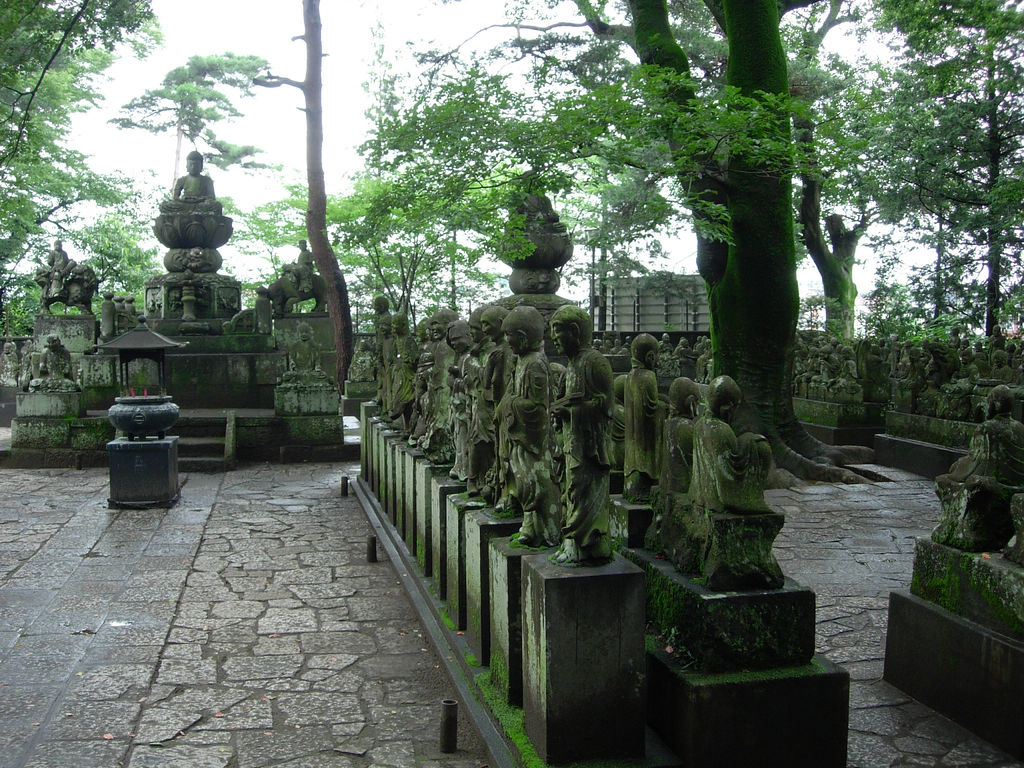
喜多院の「五百羅漢」
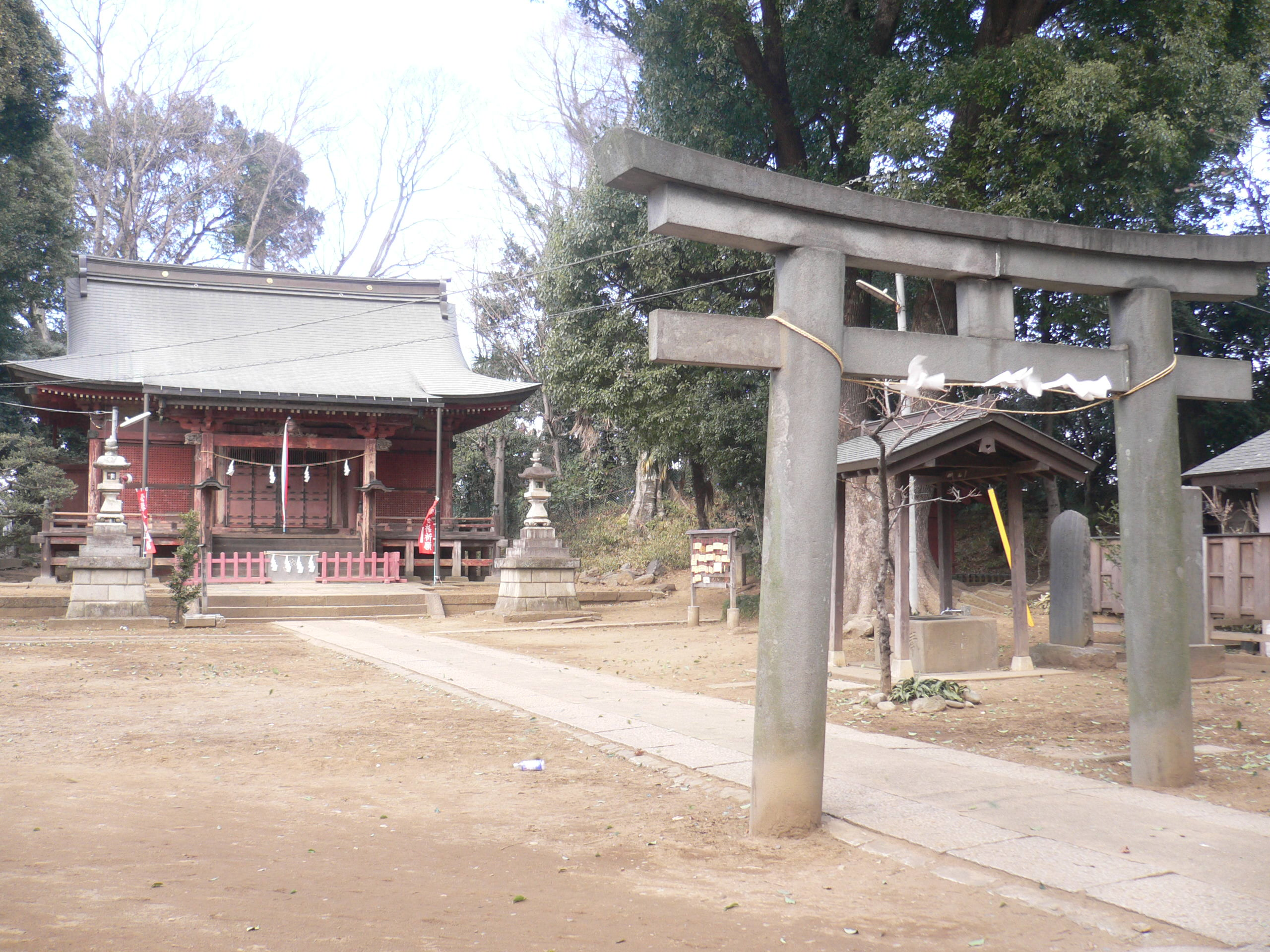
三芳野神社
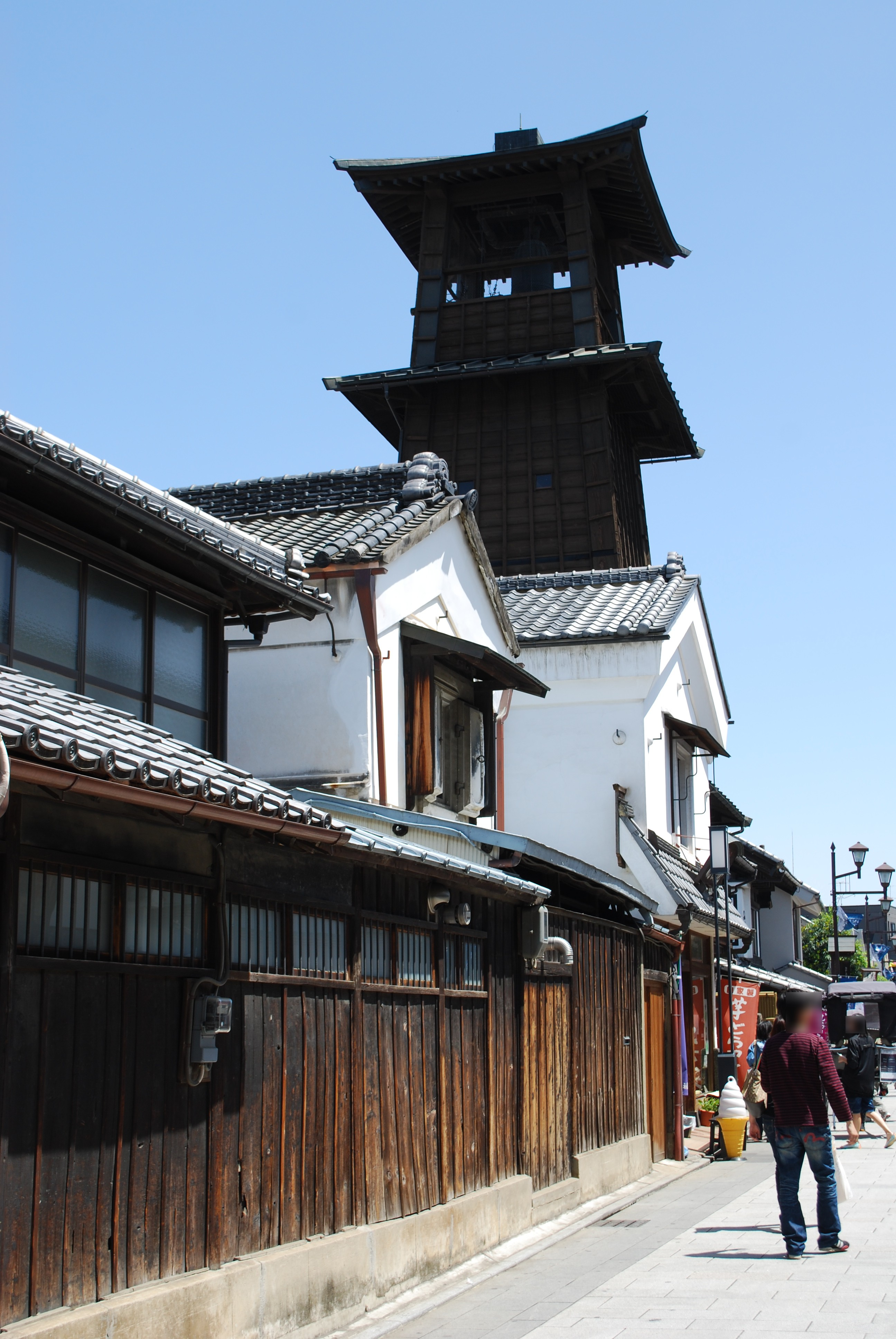
時の鐘
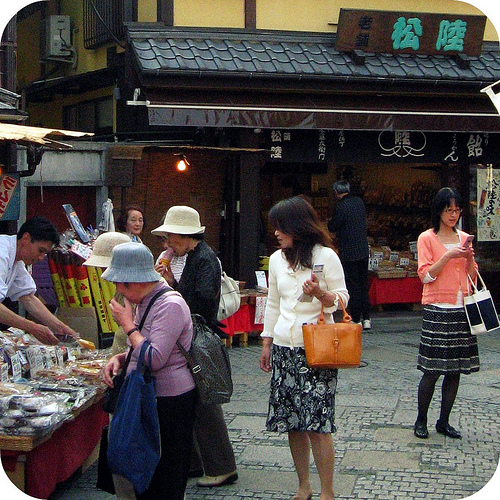
菓子屋横丁
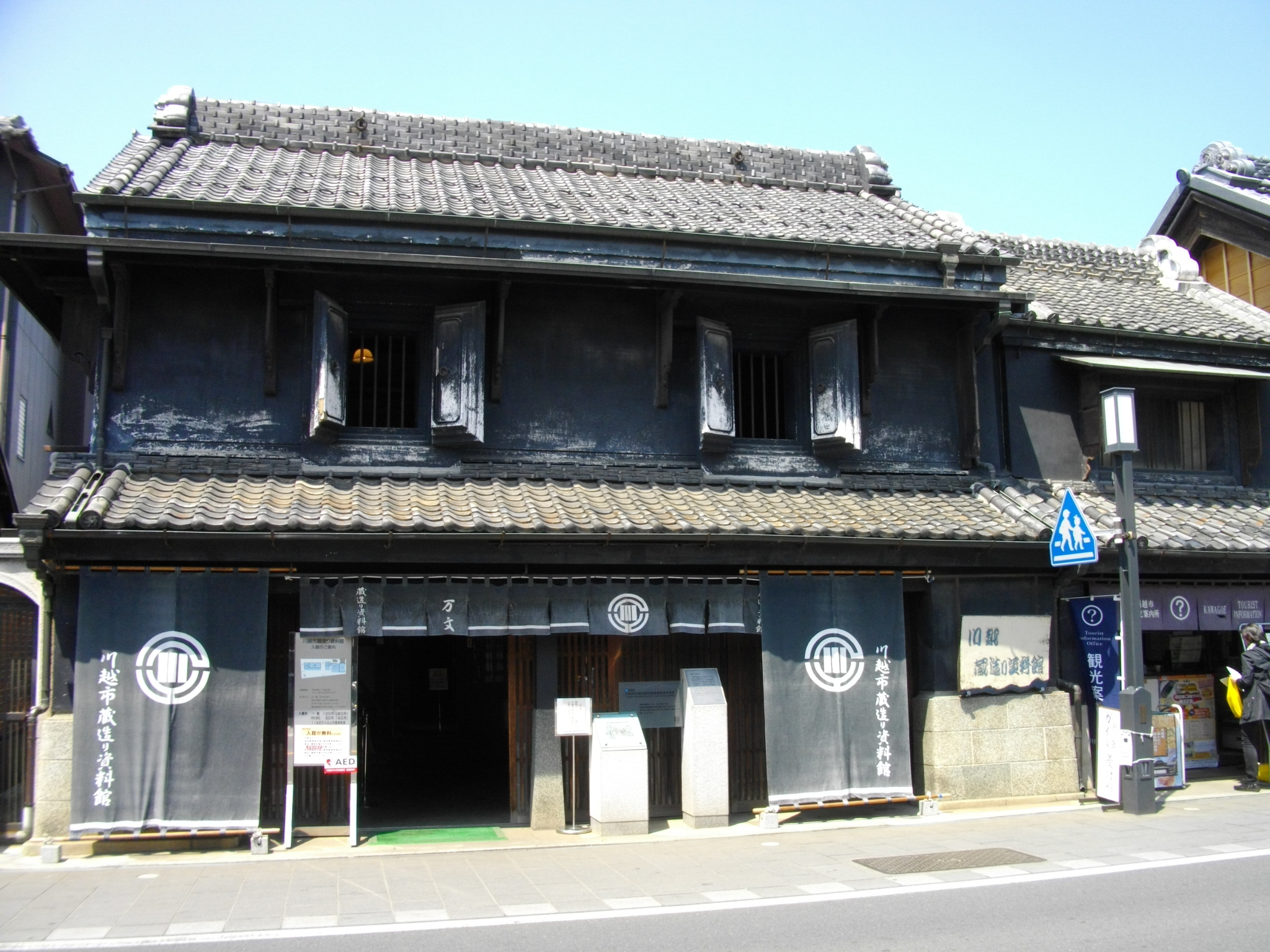
川越市蔵造り資料館
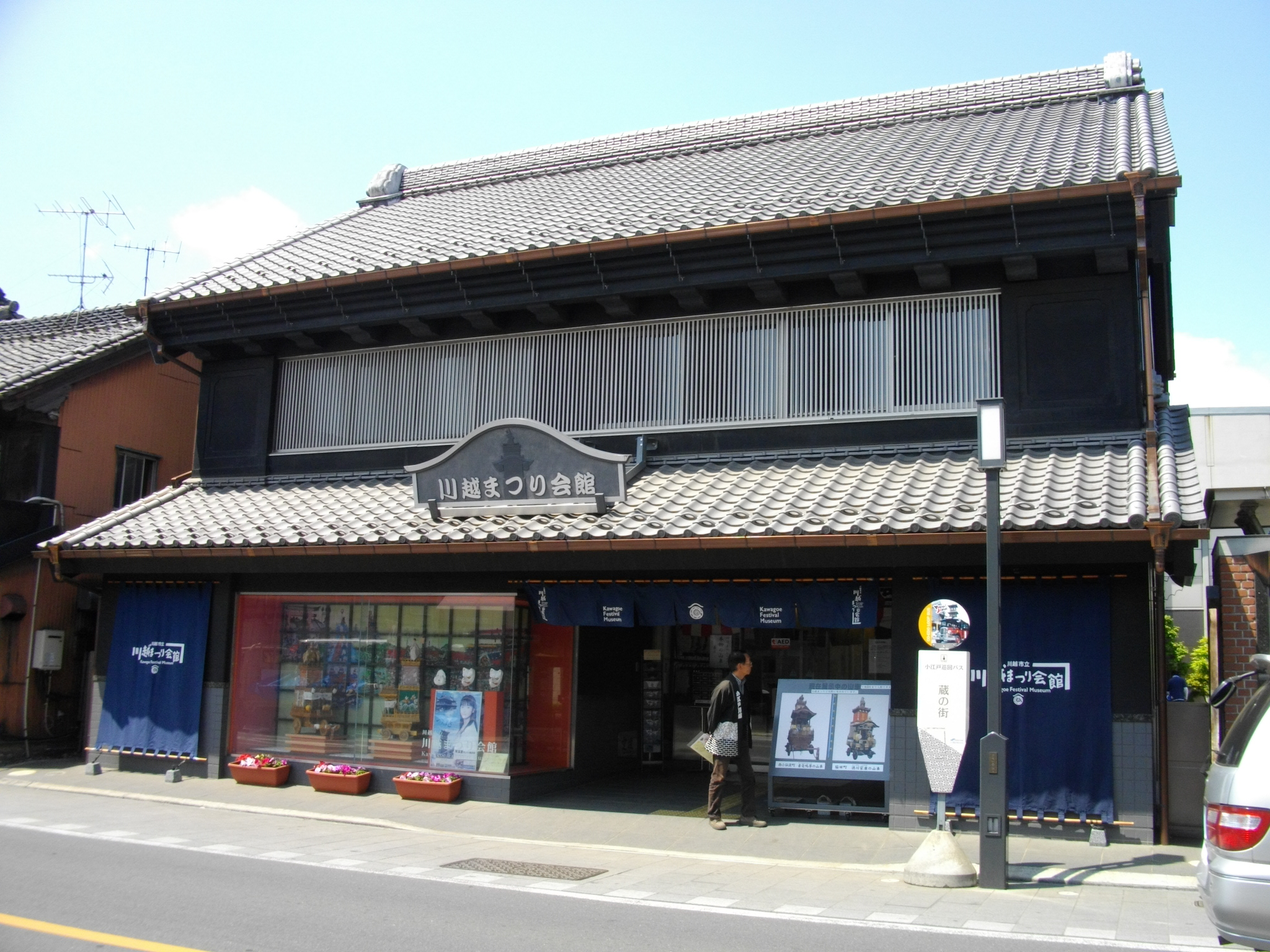
川越まつり会館
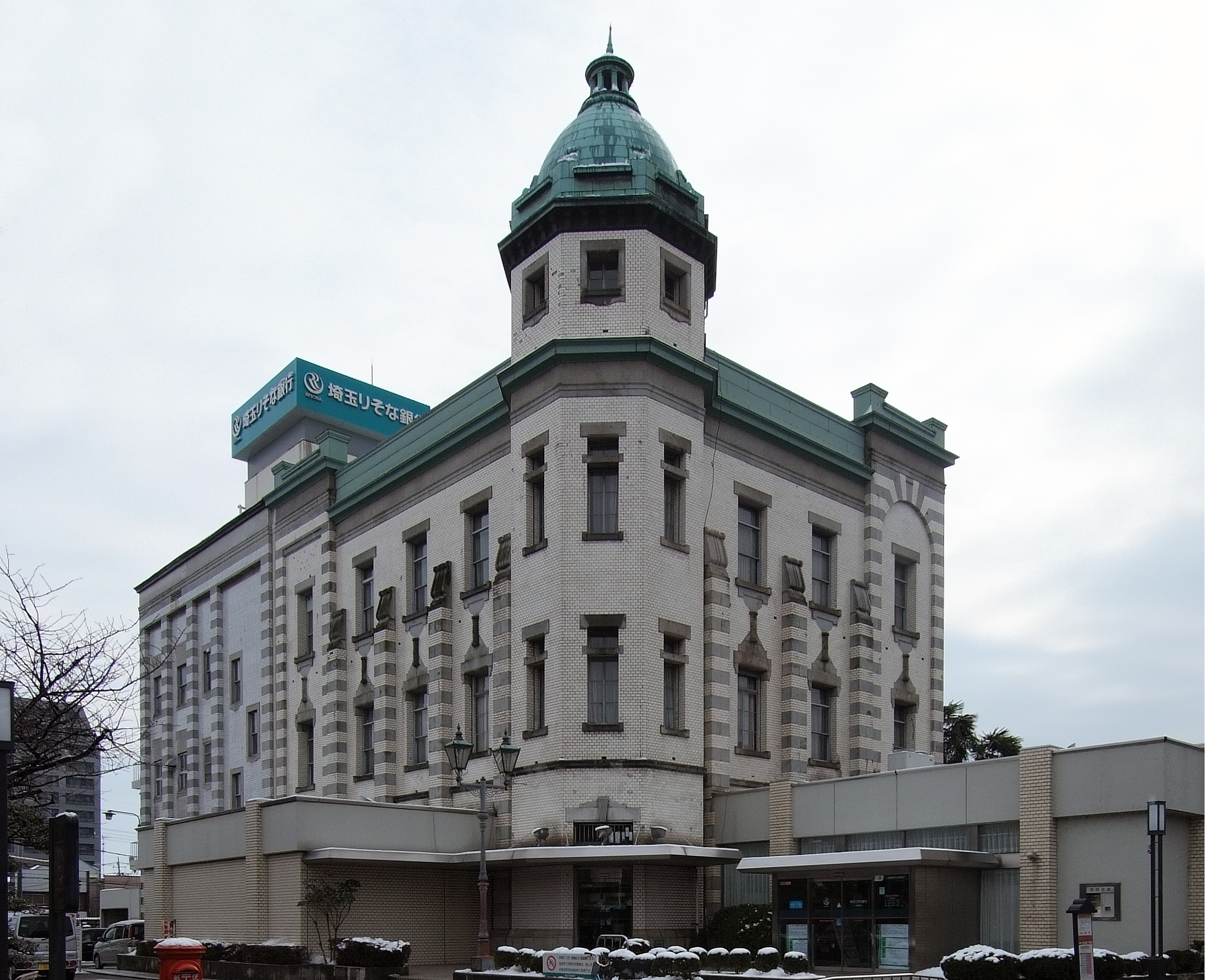
旧 八十五銀行本店
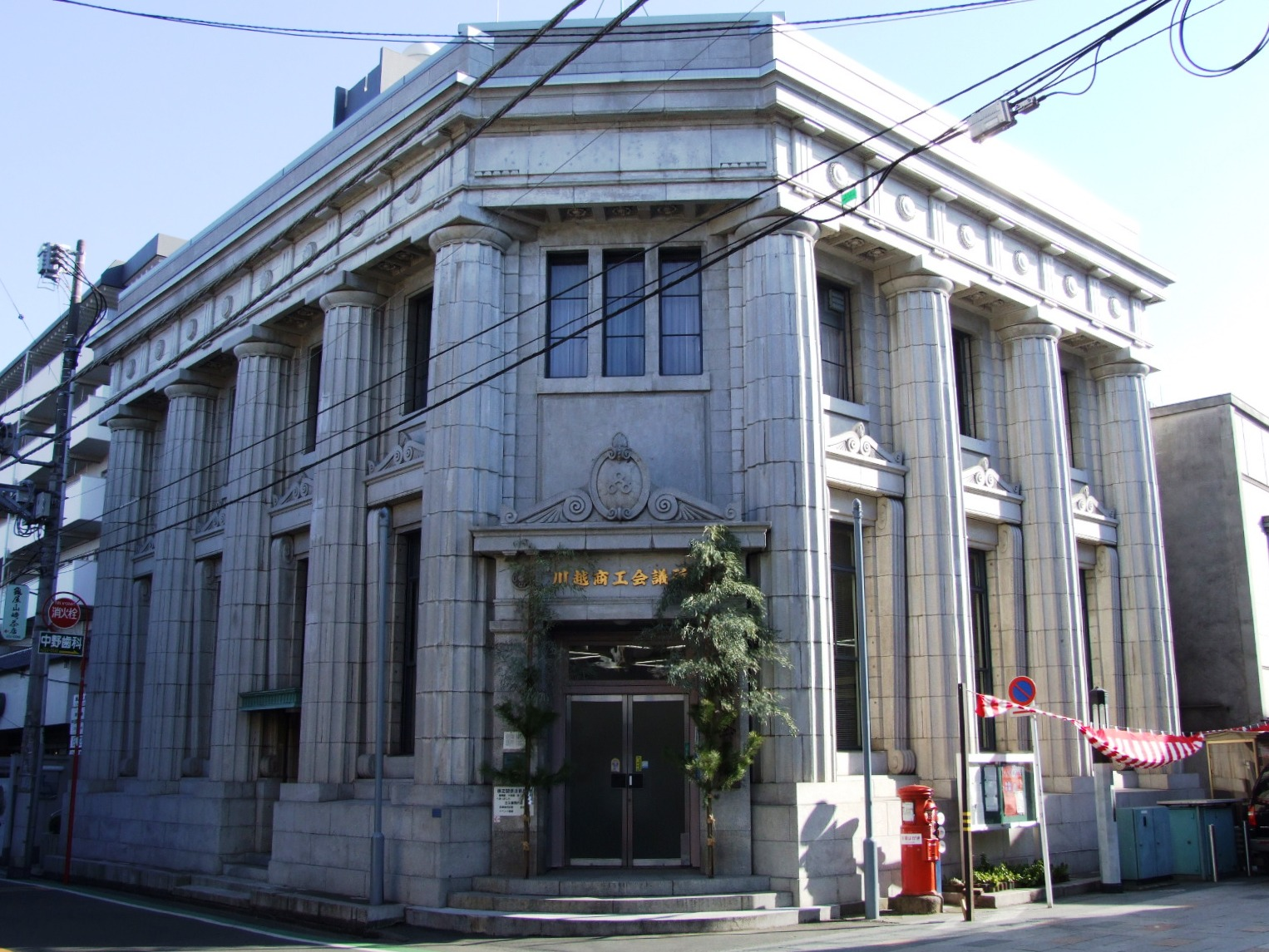
旧 武州銀行川越支店
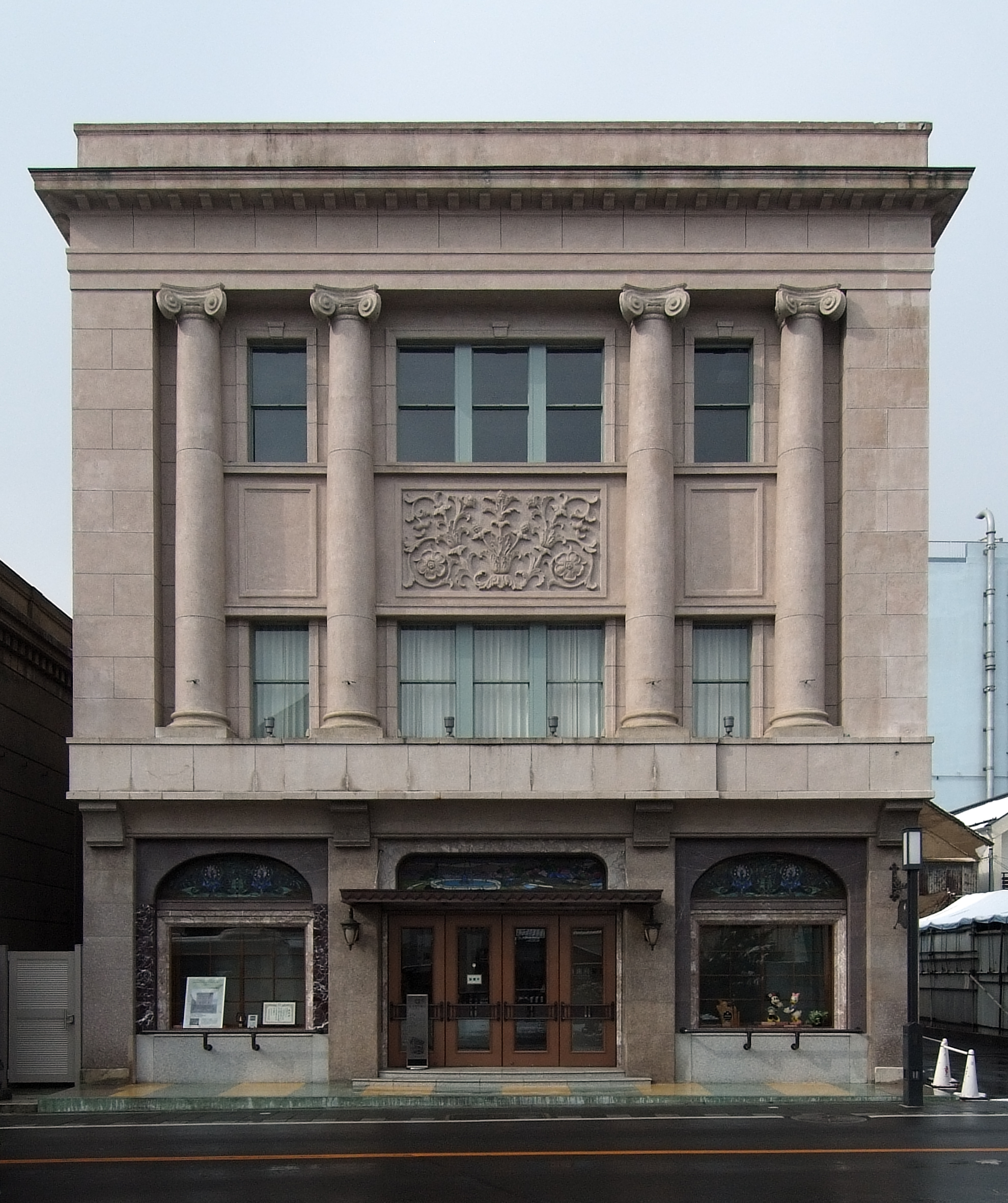
旧 山吉デパート
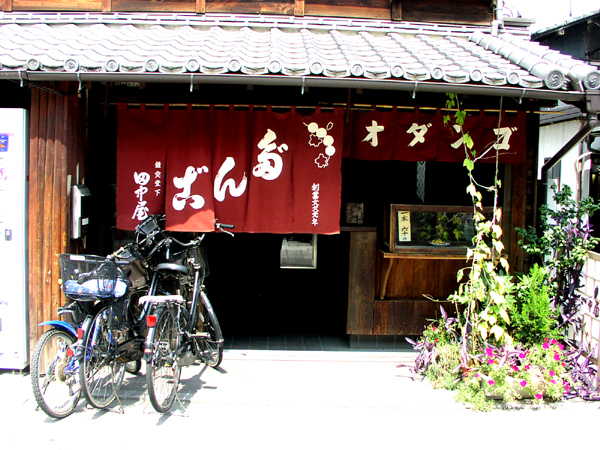
昔ながらの団子屋

### オブジェ
街中にオブジェ（屋外彫刻）が多い。時間を表すオブジェとしては以下のようなものがある。
- 「時世」（平成の時の鐘として川越駅東口のロータリーにある。藤田久数作。午後6時、9時、0時に夜空に高く光を放ち、時間を告げる。北米照明学会賞）
- 「こども川越まつり」（アトレマルヒロの駅側の入口上部に、市制施行80周年を記念し設置されたからくり時計。からくりの動作はアトレの開店時間から午後9時までの毎正時）
- 「24MONUMENT PLAZA」（川越駅東口の広場にあるピラミッド状の日時計。高瀬昭男作）

## 川越を舞台にした作品
- ドラマ
  - 水戸黄門 第9部（テレビドラマ）
第24話「弟思いの一番勝負」。出演：東野英治郎、里見浩太朗、大和田伸也、山口いづみほか。
  - 水戸黄門 第19部（テレビドラマ）
第28話「占い名人 梅里先生」。出演：西村晃、あおい輝彦、伊吹吾郎、由美かおるほか。
  - ウォーターボーイズ（テレビドラマ、映画）
埼玉県立川越高等学校の水泳部が行う男子シンクロチームがモデルになっている。ウォーターボーイズのプロデューサーは同校出身。映画版の出演は妻夫木聡、玉木宏、平山あや、竹中直人、柄本明ほか。
  - 監察医・室生亜季子（火曜サスペンス劇場）
当市を舞台に繰り広げられるサスペンスドラマ。出演：浜木綿子、左とん平、すまけい、北村和夫、大場順、三浦リカ、清水ミチコほか。
  - つばさ（NHK連続テレビ小説）
2009年春放送。出演：多部未華子、高畑淳子、中村梅雀、吉行和子、冨士眞奈美ほか。
  - 渥美清の泣いてたまるか・ウルトラおやじとひとりっ子
川越の和菓子店「芋十」を舞台に展開するドラマ。出演：渥美清、左卜全、松村達雄、殿山泰司、藤村有弘ほか。
  - JIN-仁-（漫画、テレビドラマ）
川越藩主の松平直克や正室の恵姫（実在する）などが登場。緒川たまきや清水伸が扮し、撮影も市内で行われた。
  - 鎧勇騎 月兎（特撮テレビドラマ）
- 映画
  - ちいさこべ
監督：田坂具隆、出演：中村錦之助ほか。
  - 無法松の一生
監督：村山新治、出演：三國連太郎、淡島千景ほか。
  - 東京上空いらっしゃいませ
監督：相米慎二、出演：中井貴一、牧瀬里穂、笑福亭鶴瓶、藤村俊二ほか。
  - 鬼畜
監督：野村芳太郎、出演：緒形拳、岩下志麻、小川眞由美、大竹しのぶ、田中邦衛ほか。松本清張原作では他にも推理小説「黒い空」なども当市を舞台にしている。「黒い空」もテレビドラマ化された（出演：藤竜也、赤座美代子）。
  - 鉄塔 武蔵野線
- 小説
  - 黒い空：松本清張
  - 大地の園：打木村治
  - 義民が駆ける：藤沢周平
  - ソードアート・オンライン：川原礫
  - 二人静：盛田隆二
  - いつの日も泉は湧いている：盛田隆二
- 漫画
  - 魔法先生ネギま!：赤松健
  - ジゴロ次五郎：加瀬あつし
  - タンブリング：鎌田洋次
  - WILD HALF（ワイルドハーフ）：浅美裕子（作者は当市出身）
  - ミルク捜査日記：みやたけし
  - 不良愛煙家集団ヤニーズ：哲弘（作中表記は山越市）
  - 鉄人ガンマ：山本康人
  - 川越の書生さん：幹本ヤエ（作者は当市出身）
  - デュエル・マスターズ（2017年版）：松本しげのぶ
  - デュエル・マスターズ キング：松本しげのぶ
- アニメ
  - 十兵衛ちゃん
「本剣越市」のモデル。（ただし作品中で用いられた情景は、多くが石川県金沢市のものである）
  - 猫神やおよろず
  - 神様はじめました
  - 宮河家の空腹
  - Go!プリンセスプリキュア
主人公春野はるか（キュアフローラ）の実家の和菓子屋がある町のモチーフとなっており[35]、作中にはりそな銀行川越支店と思われる建物が登場している。
  - 月がきれい
  - 恋する小惑星
  - デュエル・マスターズ（新シリーズ）
  - デュエル・マスターズ キング
  - 川越ボーイズ・シング
  - 僕らの雨いろプロトコル
- 音楽
  - 「川越小唄」（作詞：西條八十、作曲：町田嘉章、唄：藤本二三吉）
1930年（昭和5年）に製作され、当市出身のNHK・矢部放送部長により、川越の芸妓10人による三味線と唄が全国に放送された。
  - 「四季の川越」（作詞：山岐善麿、作曲：町田嘉章）
  - 「川越舟唄」（採譜・編曲：松尾健司）
  - 「小江戸川越音頭」（作詞：野原正作、作曲：松尾健司）
  - 「いも掘り音頭」（作詞：坂本長治、作曲：西崎洋子）
  - 「川越新小唄」（作詞：林笙之、作曲：佐々木すぐる、編曲：南雲一広、唄：島倉千代子）※川越市選定歌
  - 「川越サンバ」（作詞：荒木とよひさ、作曲：大野雄二、歌：デュークエイセス）
  - 「Over The River」（スネオヘアー）
3rdシングル「Over The River」及び1stアルバム「スネスタイル」に収録。曲題は「川越」の直訳。当市で学生時代を過ごした思い出と、現在の自分を照らし合わせて唄った曲である。
同じく13thシングル「やさしいうた」（5thアルバム「スカート」にも収録）もスネオヘアーの二十歳の時の当市での暮らしを描いた曲である。

## 出身有名人

### 歴史的人物
- 赤沢仁兵衛（江戸・明治時代の農学者）
- 内池武者右衛門（川越藩士、「先登録」の著者）
- 内海次郎（新選組隊士）
- 奥貫友山（江戸時代の慈善家）
- 河越重頼（平安時代末期の武将、荘官）
- 河越重房（平安時代末期の武将）
- 河越重時（鎌倉幕府御家人）
- 河越重員（鎌倉幕府御家人）
- 河越泰重（鎌倉幕府御家人）
- 河越経重（鎌倉幕府御家人）
- 河越宗重（鎌倉幕府御家人）
- 河越貞重（鎌倉幕府御家人）
- 河越高重（南北朝時代の武将）
- 河越直重（室町時代の武将）
- 喜多川歌麿（江戸時代の浮世絵師）：諸説ある生地の最有力地。
- 郷御前（源義経の正室）
- 佐野友三郎（明治時代の図書館学者）
- 藤間勘兵衛（日本舞踊藤間流の創始者）
- 松平直温（江戸時代後期の川越藩主）
- 安井政章（江戸時代の治水家）
- 保岡嶺南（儒者）

### 政治
- 綾部惣兵衛（立憲同志会や憲政会の幹事を歴任）
- 川合善明（政治家、弁護士）
- 小宮山泰子（政治家、衆議院議員）
- 中野清（政治家、元自民党副幹事長、現内閣常任委員長）
- 橋本光男（埼玉県副知事、全国知事会事務総長）
- 福田香史 (政治家、元四日市市議会議員)
- 福田久松（自由民権運動家、衆議院議員）
- 和田博雄（政治家、元農林大臣）
- 松山千恵子（政治家、元厚生・郵政政務次官）

### 経済
- 綾部利右衛門（実業家、川越市初代市長）
- 伊藤八兵衛（幕末に江戸一番の豪商と言われた幕府御用商人）
- 栗原幹雄（フレッシュネスバーガー創業者・社長）
- 澤田半右衛門（伊勢半創業者）
- 鈴木岩治郎（戦前の大財閥の鈴木商店創業者）
- 中島久平（実業家、川越唐桟の祖）
- 速水堅曹（農商務省官僚、日本の製糸業生みの親。富岡製糸場所長）
- 深沢雄象（実業家、正教徒）
- 松本翼（株式会社7th Logic代表、元俳優）
- 山崎豊（菓子商、川越貯蓄銀行創設者）
- 横田五郎兵衛（第八十五国立銀行設立者）

### 軍人
- 浅田信興（陸軍大将）
- 四王天延孝（陸軍中将）

### 学術
- 下山懋（国文学者）
- 野村稔（法学者）
- 三島通良（衛生学者、日本の学校衛生の生みの親。三島式種痘法を発明）
- 和田雄二 （化学工学者）

### 文化
- 相原求一朗（洋画家）
- 浅美裕子（漫画家）
- 淡島椿岳（画家）
- 岩崎勝平（洋画家）
- 小茂田青樹（日本画家）
- 小林斗盦（旧制埼玉県立川越中学校卒、書家、篆刻家）
- 小村雪岱（日本画家）
- 杉浦翠子（歌人）
- 高柳金芳（在野の歴史家、江戸時代研究家）
- 天堂晋助（作家）
- 戸田基大（写真家）
- 名香智子（漫画家）
- 畑雅文（脚本家、演出家）
- 花村えい子（漫画家）
- 春瀬サク（漫画家）
- 船曳鴻紅（デザイナー）
- 細田源吉（プロレタリア文学作家）
- 松本光司（城西大学付属川越高等学校卒、漫画家）
- 幹本ヤエ（漫画家）
- 宮脇俊三（紀行作家、鉄道旅行家）
- わたなべめぐみ（児童文学作家）

### 芸能
- 朝川ひろこ（歌手、1965年生）
- 市村正親（男優、1949年生）
- 荻久保和明（作曲家、指揮者、1953年生）
- 風間ゆみ（AV女優、ストリッパー、1978年生）
- 蒲生麻由（女優、タレント、モデル、1982年生）
- 巫まろ（福田花音）（歌手・アイドル〈ZOCのメンバー〉、〈元アンジュルム［旧スマイレージ］などのメンバー〉、1995年生）
- 菅野祐悟（作曲家、音楽プロデューサー、1977年生）
- 岸優太（アイドル〈King & Princeの元メンバー〉、1995年生）[36]
- 喜味こいし（漫才師〈いとし・こいしのメンバー〉）
- 2代目古今亭志ん五（落語家）
- 小林隆（男優、1959年生）
- 近藤宏（男優、1925年生）
- 佐藤愛子（歌手、女優、元アイドル〈ribbonのメンバー〉、1973年生）
- 三遊亭窓里（落語家）
- 三遊亭鳳楽（落語家）
- 諏訪ななか（声優、1994年生）
- 中里美喜（ミュージカル俳優、1987年生）
- 西端さおり（元タレント、1984年生）
- 花宮沙羅（元宝塚歌劇団宙組娘役）
- 日高薫（モデル、1985年生）
- 福原遥（女優、タレント、歌手、モデル、1998年生）
- FREEASY BEATS（歌手グループ、1977年生と1979年生）
- ペイトン尚未（声優・アイドル〈Liella!（ラブライブ!）などのメンバー〉、2003年生）
- 三吉彩花（モデル、女優、1996年生）
- 美村伊吹（タレント、女優、1985年生）
- 森奈みはる（女優、1968年生）
- U-zhaan（演奏家〈タブラ奏者〉、1977年生）
- 青野未来（俳優/女子プロレスラー/マリーゴールド(女子プロレス)/元アクトレスガールズActwres girl'Z、(1990年生）

### アナウンサー
- 青池奈津子（フリーアナウンサー、1980年生）
- 伊東陽司（契約アナウンサー〈テレビ信州所属〉）
- 梅田陽子（フリーアナウンサー）
- 荻原弘子（契約アナウンサー〈日本テレビ所属〉、1954年生）
- 上岡信夫（契約アナウンサー〈宮崎放送所属〉、1950年生）
- 急式裕美（契約アナウンサー〈札幌テレビ所属〉、1978年12月29日生）
- 熊谷明美（契約アナウンサー〈札幌テレビ所属〉、1976年生）
- 杉岡英樹（契約アナウンサー〈NHK所属〉、1975年生）
- 福田友理子（契約アナウンサー〈群馬テレビ所属〉、1984年生）

### スポーツ
- 岩上智一郎（総合格闘家）
- 太田賢吾（プロ野球選手）
- 荻原拓也（プロサッカー選手）
- 片山瑛一（プロサッカー選手）
- 岸本新菜（女子トライアスロン選手）
- 清成龍一（男子ロードレースライダー）
- 國吉貴博（プロサッカー選手）
- 小池国夫（プロゴルファー）
- 齋藤巧（プロビーチサッカー選手）
- 佐々木旭（プロサッカー選手）
- 塩越柚歩（女子サッカー選手）
- 関根永悟（プロサッカー選手）
- 高梨雄平（プロ野球選手）
- 田中姿子（女子ビーチバレー選手、元バレーボール選手）
- 田中淳（プロサッカー選手）
- 千島徹（元プロサッカー選手）
- 仁村薫（元プロ野球選手。仁村徹の実兄）
- 仁村徹（元プロ野球選手。仁村薫の実弟）
- 樋口久子（女子プロゴルファー）
- 松崎快（プロサッカー選手）
- 矢口哲朗（元プロ野球選手）

### その他
- あやなん （YouTuber）
- 野田澤彩乃（女流棋士）

## ゆかりのある人物
- 仙波家信
- 師岡重経
- 上杉持朝
- 太田道灌
- 田代三喜
- 塚原卜伝
- 北条氏康
- 北条綱成
- 大道寺政繁
- 天海僧正
- 春日局
- 酒井忠勝
- 松平信綱
- 堀田正盛
- 安松金右衛門
- 柳沢吉保
- 荻生徂徠
- 秋元喬知
- 高山繁文
- 秋元凉朝
- 海保青陵
- 松平信輝
- 松平斉典
- 藤枝英義
- 沼田順義
- 松平康英
- 松平典則
- 松平直侯
- 松平直克
- 大川平兵衛
- 忽滑谷快天
- 柴田是真
- 高林謙三
- 橋本雅邦
- 稲垣千穎
- 井上安治
- 吉田幸兵衛
- 渋沢栄一
- 高田早苗
- 大川平三郎
- 福澤桃介：実業家（大同電力社長など）
- 星野仙蔵
- 島崎藤村
- 国崎定洞
- 稲垣史生
- 小宮山重四郎
- 巖金四郎
- 澁澤龍彦
- 池原昭治
- 大久保竹治
- 川野トモ
- 田部井淳子：川越市民栄誉賞
- 笹森清
- 諏訪哲二
- 河上亮一
- 宇津木妙子
- 盛田隆二：川越市立第一小学校卒、川越市立第一中学校卒、埼玉県立川越高等学校卒（小説家）
- 奥泉光：埼玉県立川越高等学校卒（小説家）
- 田村文生
- スネオヘアー
- 速水けんたろう
- 藤井美登利
- 原千晶：川越市立高階西中学校卒
- 櫻井淳子：埼玉県川越商業高等学校（現・川越市立川越高等学校）卒
- 石原理衣：埼玉県立川越女子高等学校卒
- 田中卓志（アンガールズ）
- 遠藤隆行：川越市民栄誉賞
- やまがらしげと
- 内田康夫：埼玉県立川越高等学校卒（小説家）
- 辺見庸
- 筆坂秀世
- セルヒオ・エスクデロ
- エスクデロ・セルヒオ
- やすひさてっぺい（日本唐揚協会会長兼理事長）
- 坪内千恵子
- 津久井教生
- 飯野賢治：城西大学付属川越高等学校中退
- 百鬼丸：（切り絵作家）
- 原村政樹：（記録映画監督）
- 篠原烏童（漫画家）

### マスコミ
- 小宮悦子：埼玉県立川越女子高等学校卒（ニュースキャスター）
- 田丸美寿々：埼玉県立川越女子高等学校卒（ニュースキャスター）
- 山本浩：埼玉県立川越高等学校卒（サッカー中継で有名だったNHK元アナウンサー）
- 辛坊治郎：埼玉県立川越高等学校卒（ニュースキャスター。読売テレビ解説委員長）
- 小久保知之進：埼玉県立川越高等学校卒（テレビ朝日経済部記者・アナウンサー）
- 八代英輝：城北埼玉高等学校卒（コメンテーター、国際弁護士）

## 団体
- 一般社団法人 楽暮（総合型地域スポーツクラブ、イベントオーガナイザー）

## 備考
- 広報番組「わが街川越」が、テレビ埼玉で放映されている。
- JCN関東では、「JCN関東チャンネル」で市内の毎日のニュースなど各種放送が行われている。
- 2002年秋にインターネット上で実施された「埼玉県最萌トーナメント」で当市が優勝した[37]。